# Presidenza di Andrew Jackson
La presidenza di Andrew Jackson ebbe inizio il 4 marzo 1829, con la cerimonia d'insediamento, e terminò il 4 marzo 1837. Jackson, il settimo presidente degli Stati Uniti d'America, aveva sconfitto il presidente uscente John Quincy Adams alle elezioni presidenziali del 1828, con una larga maggioranza. In coalizione con altri oppositori di Adams, i sostenitori di Jackson si erano organizzati in un apparato che divenne poi il Partito Democratico.
Jackson fu rieletto alle elezioni presidenziali del 1832, battendo facilmente il candidato del Partito Repubblicano Nazionale Henry Clay.
Non si ripresentò dopo il secondo mandato, indicando però come successore il suo vicepresidente Martin Van Buren, che vinse le elezioni presidenziali del 1836.
Jackson era un deciso sostenitore della politica di rimozione delle tribù dei nativi americani dai territori ad est del Mississippi, ed iniziò il processo del loro trasferimento forzato divenuto noto come "sentiero delle lacrime". Diede il via in forma massiccia allo spoils system, il principio per cui chi vince nomina suoi seguaci in tutti gli incarichi del governo federale, cosa che gli consentì anche di costruire un potente partito, solido e unito. Come risposta alla crisi della Nullificazione, Jackson minacciò d'inviare soldati federali nella Carolina del Sud per far rispettare le leggi appena entrate in vigore; la questione fu disinnescata dall'approvazione della legge sui dazi del 1833. Presiedette allo smantellamento della Seconda banca degli Stati Uniti, che egli considerava un bastione antidemocratico di elitismo. L'assenza di una banca centrale e la politica di Jackson della "moneta forte" avrebbero contribuito all'esplosione del panico del 1837.
Il presidente fu la figura pubblica più influente, ma anche controversa degli anni 1830. Lo storico James Sellers ha affermato che "la personalità autoritaria di Andrew Jackson bastava di per sé a renderlo una delle figure più controverse ad aver mai raggiunto le più alte vette del palcoscenico nazionale".
La sua politica spinse gli oppositori a riunirsi in un nuovo partito, il Whig, che era favorevole all'uso del potere federale per modernizzare l'economia, soprattutto attraverso il sostegno al settore bancario, alle tariffe daziarie sull'importazione di prodotti finiti, e ai lavori pubblici in infrastrutture, come i canali e i porti.

Firma del presidente Jackson.

I suoi due mandati dettero il tono a tutta l'epoca successiva, almeno fino all'inizio della seconda metà del XIX secolo, genericamente riconosciuta come l'era jacksoniana (o "secondo sistema storico dei partiti"), in cui vennero avanzati i principi della democrazia jacksoniana, superati solamente con l'arrivo del Partito Repubblicano e la presidenza di Abraham Lincoln.
Di tutte le presidenze, quella di Jackson rimane forse la più difficile da riassumere, spiegare e valutare con serena obiettività in una classificazione storica. Nel corso della generazione seguente, il biografo James Parton trovò il suo lascito una "massa confusa di contraddizioni": "era ad un tempo dittatore e democratico, un genio naturale seppur profondamente ignorante, Satana ma Santo".
Tra il 1948 e il 2009, su tredici sondaggi condotti tra gli storici e politologi Jackson ha continuato a classificarsi costantemente tra i primi dieci presidenti di tutti i tempi o molto vicino ad essi.

## Elezioni presidenziali del 1828

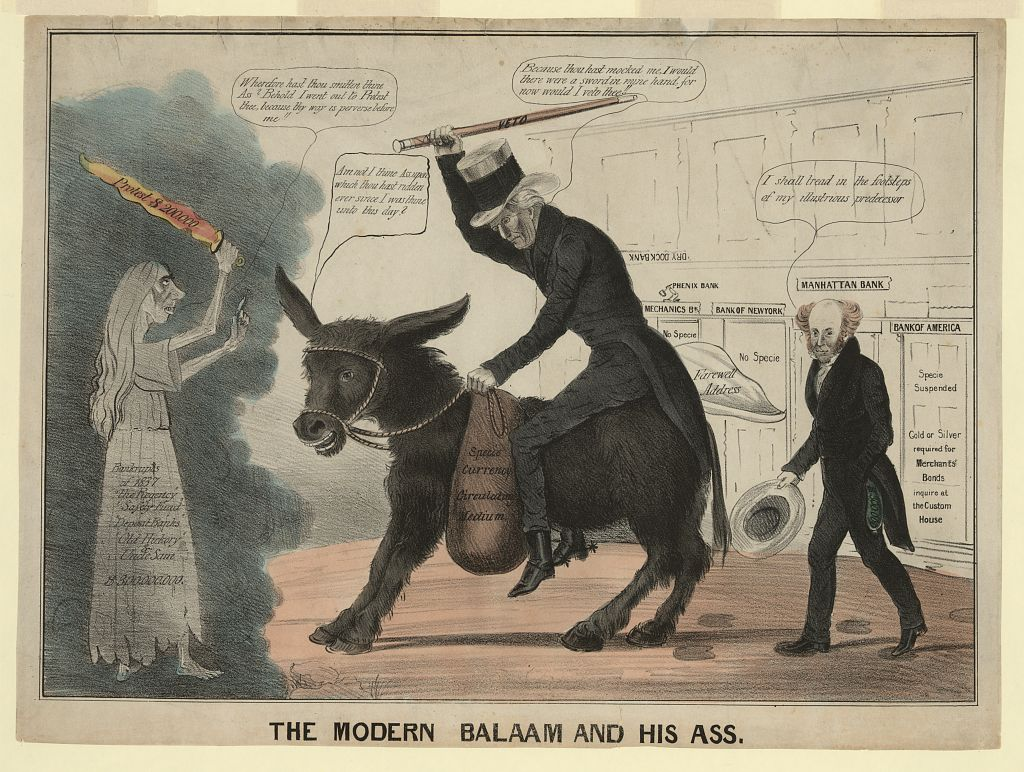
Vignetta satirica rappresentante Jackson come Balaam su un'asinella rappresentante i suoi sostenitori; dietro col cappello in mano il fedele Martin Van Buren. L'asinella fu poi adottata dal Partito Democratico come suo simbolo informale.

Le elezioni del 1828 rappresentarono una rivincita tra Jackson e John Quincy Adams, che si erano già affrontati quattro anni prima durante le elezioni presidenziali del 1824. In quell'occasione vi erano quattro candidati e Jackson era riuscito ad ottenere la maggioranza relativa dei grandi elettori, non sufficiente però per essere eletto dal collegio elettorale. Di conseguenza, secondo quanto prescritto dal XII emendamento, il presidente fu eletto dalla Camera dei rappresentanti, scelto tra i tre candidati con più grandi elettori: Jackson, Adams e Crawford, tutti esponenti del Partito Democratico-Repubblicano. Fu eletto Adams, anche grazie all'appoggio di Henry Clay, quarto candidato per grandi elettori e quindi escluso dalla scelta della Camera. Jackson denunciò il risultato come uno "sporco affare di corruzione". Clay fu poi nominato da Adams segretario di Stato, succedendo allo stesso Adams che aveva ricoperto il ruolo durante la presidenza di James Monroe.
Jackson fu nominato candidato alla carica presidenziale dalla Camera dei rappresentanti del Tennessee nell'ottobre del 1825, più di tre anni prima delle elezioni; era la nomina ufficiale con più anticipo della storia americana e attestò il fatto che i suoi sostenitori iniziarono la campagna elettorale quasi immediatamente dopo l'elezione di Adams. La presidenza di John Quincy Adams cominciò a vacillare, mentre il suo ambizioso programma vide numerose battute d'arresto, in una nuova era di politica di massa. Gli oppositori, guidati da Jackson, attaccarono la politica del presidente come una pericolosa espansione del potere federale. Il senatore Martin Van Buren, in precedenza un importante sostenitore di Crawford, emerse come uno dei più forti oppositori di Adams, e si alleò con Jackson; si aggiunse poi anche il vicepresidente John Calhoun, che si oppose a gran parte del programma di Adams sulla base dei "diritti degli Stati". Van Buren e gli alleati fondarono numerosi giornali e club a sostegno di Jackson in tutto il paese, mentre egli riceveva visitatori nella sua piantagione denominata "Hermitage".
La campagna elettorale fu contrassegnata da una grande quantità di attacchi personali. Il matrimonio di Jackson con Rachel Jackson divenne un argomento virulento contro di lui. Quando Andrew aveva sposato Rachel nel 1791, credeva che lei fosse già divorziata, tuttavia il divorzio non era ancora stato completato, quindi la coppia dovette risposarsi una seconda volta dopo che il procedimento di divorzio arrivò a conclusione; per i sostenitori di Adams questo fu usato per accusare Jackson di poligamia. Jackson fu anche dipinto come un truce mercante di schiavi che si arricchiva tramite la loro compravendita Una serie di pamphlet intitolati Coffin Handbills (il "volantino delle bare") lo aggredì per l'istituzione della corte marziale nel corso della guerra anglo-americana del 1812-1814, per la pena di morte comminata ai colpevoli di diserzione e i massacri compiuti contro gli inermi villaggi dei nativi americani, e infine anche per la sua spiccata abitudine a risolvere le questioni privatamente tramite il duello.

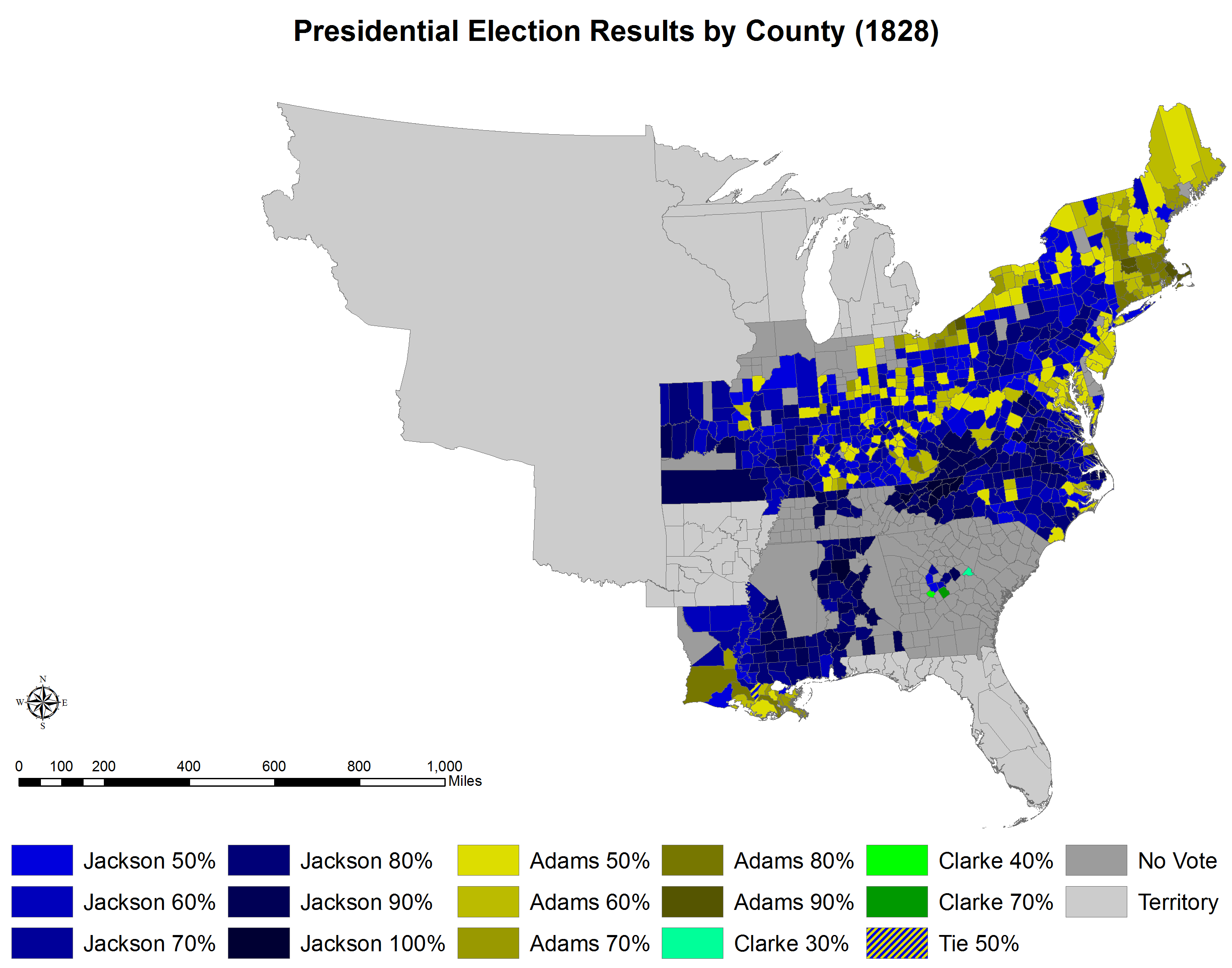
In blu le contee conquistate da Jackson alle Elezioni presidenziali del 1828.

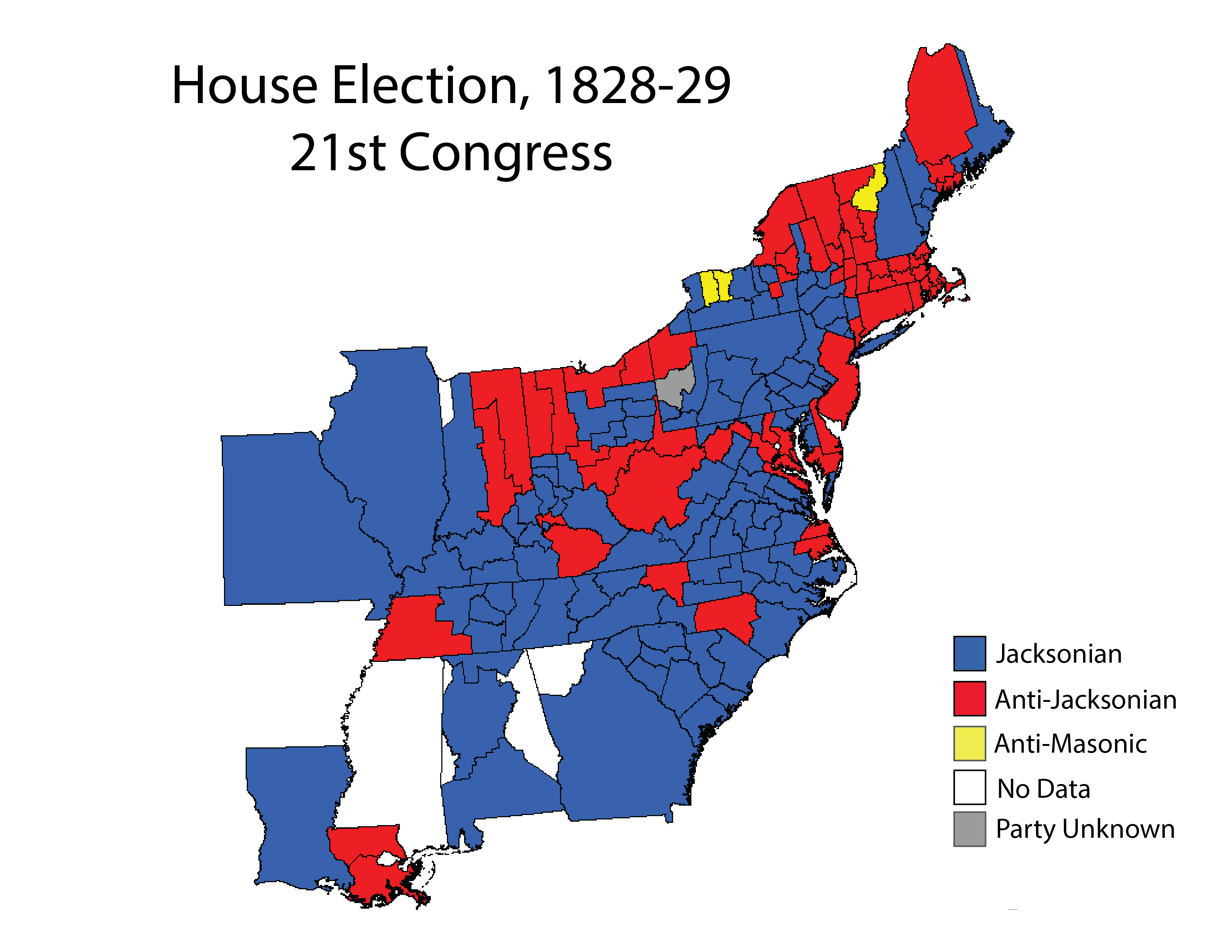
La mappa elettorale del 21º Congresso: in blu i Jacksoniani, in rosso gli anti-Jacksoniani.

Alla fine però Jackson vinse facilmente, con il 56% del voto popolare e 178 grandi elettori contro i soli 83 concessi ad Adams; conquistò lo stato di New York e la Pennsylvania, oltre a tutto il territorio del West, il profondo Sud e la maggioranza degli Stati della Nuova Inghilterra.
Le contemporanee elezioni congressuali diedero sulla carta la maggioranza agli alleati di Jackson in entrambe le camere del Congresso, anche se diversi di quelli che avevano fatto campagna a suo favore avrebbero poi cambiato idea nel corso della presidenza.
Le elezioni del 1828 segnarono la fine dell'"era dei buoni sentimenti" dominata da un unico partito politico, poiché i sostenitori di Jackson costituirono il Partito Democratico, mentre i seguaci di Adams divennero noti come "Nazional-Repubblicani".
Il successo di Jackson fu travolto dal dolore privato; Rachel Jackson si ammalò gravemente e morì di infarto il 22 di dicembre. Un Jackson sconvolto dovette essere strappato da lei a forza così che il necroforo potesse preparare il corpo; sentiva che le accuse dei sostenitori di Adams ne avevano accelerato la morte e per questo non li avrebbe mai perdonati. Rachel fu sepolta all'Hermitage la vigilia di Natale: "possa Dio Onnipotente perdonare i suoi assassini", sussurrò Jackson al suo rito funebre. "Io non potrò mai farlo!"

## Insediamento
La cerimonia d'insediamento ( Testo completo del discorso su Wikisource.) del 4 marzo del 1829 si tenne per la prima volta nel portico orientale del Campidoglio. La campagna elettorale spietata e senza esclusione di colpi, e la reciproca antipatia con il suo predecessore Adams, fecero sì che quest'ultimo non vi partecipasse.
Oltre diecimila persone giunsero a Washington per partecipare all'evento, suscitando nell'occasione la seguente considerazione ammirata da parte del letterato Francis Scott Key: "È bello, è sublime!" Fu anche il primo presidente ad invitare il pubblico a partecipare al ballo inaugurale, svoltosi all'interno della Casa Bianca.
(Mario Francini Storia dei presidenti americani Tascabili Newton 1996, pp. 26-27)

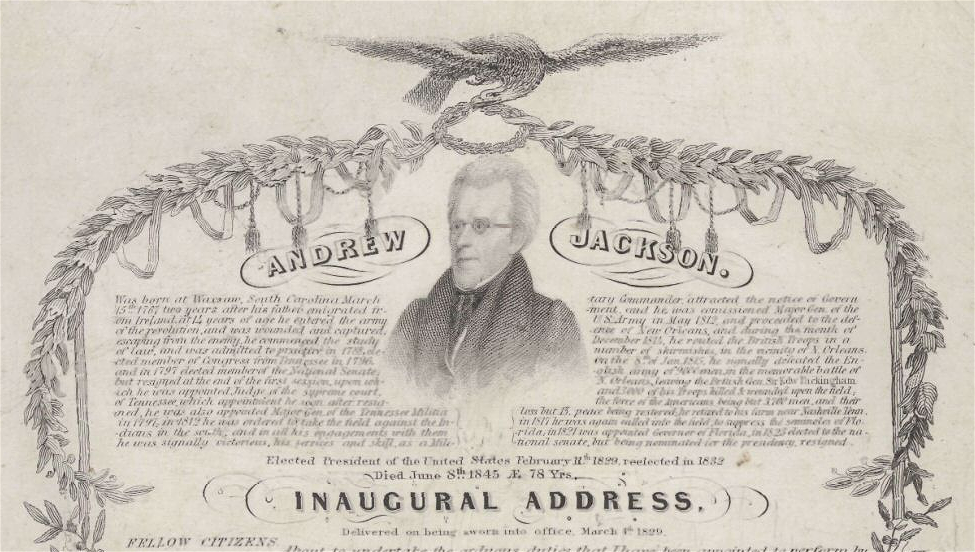
Invito per il discorso inaugurale del neopresidente.

Molti poveri e pionieri giunsero con i loro vestiti malfatti e portando con sé, secondo testimoni, "nient'altro che le proprie maniere rozze da incolti". Presto la folla fu talmente grande che le guardie preposte alla sorveglianza non riuscirono più a trattenerla al di fuori dei giardini prospicienti la residenza presidenziale, che divenne quindi talmente affollata di persone che i piatti e i pezzi decorativi posti all'interno ne subirono notevoli danni. Alcune persone salirono con gli stivali infangati sulle sedie di velluto per poter dare anche una semplice occhiata al nuovo presidente. La folla si era intanto fatta così selvaggia che gli inservienti dovettero versare il punch in grandi vasi da fiori e poi posarli sul prato per attirare le persone all'esterno. Il ruvido populismo di Jackson gli valse il soprannome di "Re turba" ("King Mob").
Numerosi disaccordi politici avevano segnato la presidenza di John Quincy Adams e continuarono anche dopo, tuttavia Jackson entrò in carica in un momento in cui la nazione non affrontava alcuna crisi di natura economica o di politica estera. Non annunciò dei chiari obiettivi nei mesi precedenti la convocazione del Congresso nel dicembre del 1829, a parte il suo desiderio di estinguere il debito pubblico.

## Presidenza

### Cronologia
Gli avvenimenti salienti della presidenza Jackson furono:
1829
- fondazione del The Philadelphia Inquirer;

1830
- istituzione dell'Università del Nord Alabama;
- promulgazione dell'Indian Removal Act, legge che consentiva la deportazione dei nativi americani;
- censimento del 1830;

1831
- avvio delle pubblicazioni di The Liberator, primo periodico abolizionista, fondato da William Lloyd Garrison;
- la sentenza Nazione Cherokee contro Georgia respinge l'accusa che lo Stato federato della Georgia avesse votato una legge che "va direttamente ad annientare i Cherokee in quanto società politica";
- fondazione dell'Università dell'Alabama;
- fondazione dell'Università di New York;
- prima omelia di William Miller, pastore battista, che annunciava la prossima "seconda venuta di Cristo";
- morte del poeta John Trumbull;
- scoppio della ribellione degli schiavi afroamericani guidati da Nat Turner nella contea di Southampton (Virginia);
- morte dell'ex presidente James Monroe;
- visita oltreoceano di Alexis de Tocqueville, futuro autore di La democrazia in America;
- fondazione della Wesleyan University;
- fondazione della Xavier University (Cincinnati);
- esplosione dello scandalo Petticoat;

1832
- sentenza della Corte Suprema nel caso Worcester contro Georgia, che sostenne che gli indiani Cherokee avevano il diritto alla protezione federale verso le azioni dei governi statali;
- scoppio della guerra di Falco Nero;
- inizio di corsi regolari al Lafayette College;
- veto presidenziale al ristabilimento della Seconda banca degli Stati Uniti;
- prima salmeria guidata da Benjamin Bonneville attraverso le Montagne Rocciose diretta a South Pass nello Wyoming;
- arrivo a New York della pandemia di colera;
- resa del capo indiano Falco Nero;
- avvio del "Sentiero delle lacrime";
- vittoriosa ricandidatura di Andrew Jackson alle Elezioni presidenziali del 1832;
- morte di Charles Carroll, ultimo firmatario sopravvissuto della Dichiarazione d'Indipendenza;
- approvazione dell'"ordine di nullificazione";
- istituzione della società segreta "Skull and Bones" all'Università Yale;
- dimissioni del vicepresidente John C. Calhoun, prima volta nella storia;
- inizio di una seconda vita tra le tribù dei Sioux da parte del pittore George Catlin;
- crisi della Nullificazione

1833
- fondazione dell'Haverford College da parte di un gruppo di quaccheri;
- promulgazione della Force Bill, che autorizzava l'utilizzo di truppe armate per il rispetto della legge federale nella Carolina del Sud;
- morte dell'ex ministro Oliver Wolcott Jr.;
- primo viaggio in ferrovia di un presidente degli Stati Uniti;
- fondazione di Chicago sull'estuario del fiume Chicago da parte di 350 coloni;
- fondazione dell'Oberlin College;
- fondazione dell'American Antislavery Society;

1834
- trasferimento della United States National Geodetic Survey al Dipartimento della Marina;
- nascita del Partito Whig;
- fondazione della Wake Forest University;

1835
- fallito attentato al presidente da parte di Richard Lawrence;
- inizio delle pubblicazioni del New York Herald;
- creazione del primo circo itinerante da parte di Phineas Taylor Barnum;
- pubblicazione di Great Moon Hoax, articoli del The Sun sulla presunta scoperta della vita e della civiltà sulla Luna;
- battaglia di Gonzales, avvio della rivoluzione che condusse all'indipendenza del Texas;
- grande incendio di New York;
- Dichiarazione d'indipendenza del Texas;
- inizio della guerra seminole (1835-1842);
- Trattato di New Echota;
- inizio della guerra di Toledo;
- morte del presidente della Corte Suprema John Marshall;
- morte di Sally Hemings, schiava e possibile concubina dell'ex presidente Thomas Jefferson;

1836
- arrivo di Davy Crockett nella Repubblica del Texas;
- battaglia di Alamo;
- brevetto della rivoltella da parte di Samuel Colt;
- istituzione del Territorio del Wisconsin;
- battaglia di San Jacinto,
- ammissione dell'Arkansas in qualità di 25º Stato dell'Unione;
- morte dell'ex presidente James Madison;
- morte dell'ex vicepresidente Aaron Burr;
- primo afroamericano eletto ad una carica pubblica, Alexander Twilight deputato alla Camera dei rappresentanti del Vermont;
- vittoria di Martin Van Buren alle elezioni presidenziali del 1836;
- fondazione dell'Università Emory;
- firma del trattato di Washington;

1837
- ammissione del Michigan in qualità di 26º Stato dell'Unione;
- primo vicepresidente ad essere scelto dal Senato: Richard Mentor Johnson;
- fondazione dell'"Institute for Colored Youth" a Filadelfia, prima istituzione accademica riservata ai non bianchi (colored);
- brevetto del motore elettrico da parte di Thomas Davenport;
- insediamento della presidenza di Martin Van Buren.

### Gabinetto ministeriale
Partiti politici
  Democratico
  Nullifier Party
  Democratico-Repubblicano
  Indipendente
| Dipartimento | Incarico                       | Ritratto | Ritratto                              | Nome                                       | Mandato           | Mandato          |  |  |                |              |              |
| ------------ | ------------------------------ | -------- | ------------------------------------- | ------------------------------------------ | ----------------- | ---------------- |  |  | -------------- | ------------ | ------------ |
| Dipartimento | Incarico                       | Ritratto | Ritratto                              | Nome                                       |                   | Presidente       |  |  | Andrew Jackson | 4 marzo 1829 | 4 marzo 1837 |
|              | Vicepresidente                 |          |                                       | John Calhoun                               | 4 marzo 1829      | 28 dicembre 1832 |  |  |                |              |              |
|              | Vicepresidente                 |          | Vacante                               | 28 dicembre 1832                           | 4 marzo 1833      |                  |  |  |                |              |              |
|              | Vicepresidente                 |          | Martin Van Buren                      | 4 marzo 1833                               | 4 marzo 1837      |                  |  |  |                |              |              |
|              |                                |          |                                       |                                            |                   |                  |  |  |                |              |              |
|              | Segretario di Stato            |          |                                       | James Alexander Hamilton(facente funzioni) | 4 marzo 1829      | 27 marzo 1829    |  |  |                |              |              |
|              | Segretario di Stato            |          | Martin Van Buren                      | 28 marzo 1829                              | 23 maggio 1831    |                  |  |  |                |              |              |
|              | Segretario di Stato            |          | Edward Livingston                     | 24 maggio 1831                             | 29 maggio 1833    |                  |  |  |                |              |              |
|              | Segretario di Stato            |          | Louis McLane                          | 29 maggio 1833                             | 30 giugno 1834    |                  |  |  |                |              |              |
|              | Segretario di Stato            |          | John Forsyth                          | 1º luglio 1834                             | 4 marzo 1837      |                  |  |  |                |              |              |
|              | Segretario al tesoro           |          |                                       | Samuel D. Ingham                           | 6 marzo 1829      | 20 giugno 1831   |  |  |                |              |              |
|              | Segretario al tesoro           |          | Louis McLane                          | 8 agosto 1831                              | 29 maggio 1833    |                  |  |  |                |              |              |
|              | Segretario al tesoro           |          | William John Duane                    | 29 maggio 1833                             | 22 settembre 1833 |                  |  |  |                |              |              |
|              | Segretario al tesoro           |          | Roger Brooke Taney                    | 23 settembre 1833                          | 25 giugno 1834    |                  |  |  |                |              |              |
|              | Segretario al tesoro           |          | Levi Woodbury                         | 1º luglio 1834                             | 4 marzo 1837      |                  |  |  |                |              |              |
|              | Segretario alla Guerra         |          |                                       | John Eaton                                 | 9 marzo 1829      | 18 giugno 1831   |  |  |                |              |              |
|              | Segretario alla Guerra         |          | Roger Brooke Taney (facente funzioni) | 18 giugno 1831                             | 31 luglio 1831    |                  |  |  |                |              |              |
|              | Segretario alla Guerra         |          | Lewis Cass                            | 1º agosto 1831                             | 4 ottobre 1836    |                  |  |  |                |              |              |
|              | Segretario alla Guerra         |          | Vacante                               | 4 ottobre 1836                             | 4 marzo 1837      |                  |  |  |                |              |              |
|              | Procuratore generale           |          |                                       | John MacPherson Berrien                    | 9 marzo 1829      | 22 giugno 1831   |  |  |                |              |              |
|              | Procuratore generale           |          | Roger Brooke Taney                    | 20 luglio 1831                             | 14 novembre 1833  |                  |  |  |                |              |              |
|              | Procuratore generale           |          | Benjamin Franklin Butler              | 15 novembre 1833                           | 4 marzo 1837      |                  |  |  |                |              |              |
|              | Direttore generale delle poste |          |                                       | William Barry Taylor                       | 9 marzo 1829      | 10 aprile 1835   |  |  |                |              |              |
|              | Direttore generale delle poste |          | Amos Kendall                          | 1º maggio 1835                             | 4 marzo 1837      |                  |  |  |                |              |              |
|              | Segretario alla Marina         |          |                                       | John Branch                                | 9 marzo 1829      | 12 maggio 1831   |  |  |                |              |              |
|              | Segretario alla Marina         |          | Levi Woodbury                         | 23 maggio 1831                             | 30 giugno 1834    |                  |  |  |                |              |              |
|              | Segretario alla Marina         |          | Mahlon Dickerson                      | 1º luglio 1834                             | 4 marzo 1837      |                  |  |  |                |              |              |

Jackson era un uomo intriso di moralismo che vedeva il mondo "in bianco e nero". Lo scrittore T.S. Langston sostiene che si costruì una sorta di "paradiso morale" creando per se stesso il ruolo di sommo sacerdote della religione civile americana; pretese sempre dai propri collaboratori la giustificazione etica con le "buone opere". Credeva inoltre che la sua autorità presidenziale derivasse direttamente dal popolo e che di conseguenza la carica da lui ricoperta fosse al di sopra delle lotte tra partiti.
Come suoi ministri, anziché scegliere i massimi esponenti del suo schieramento, optò per "semplici uomini d'affari", che avrebbe potuto tenere sotto controllo; nominò il suo amico, conterraneo e stretto alleato politico John Eaton del Tennessee alla carica di segretario alla Guerra. Per le posizioni chiave di segretario di Stato e di segretario al tesoro nominò due nordisti, rispettivamente Martin Van Buren dello stato di New York e Samuel D. Ingham della Pennsylvania. John Branch della Carolina del Nord fu scelto per l'incarico di segretario alla Marina, mentre John MacPherson Berrien della Georgia per quello di procuratore generale. Infine, riconoscendo la crescente importanza delle poste, William Barry Taylor del Kentucky fu nominato direttore generale delle poste.
Dei sei ministri, solo Van Buren era una figura politica di primo piano. La compagine di Jackson fu criticata da vari ambienti; John Calhoun e Van Buren erano entrambi delusi dal fatto che le loro rispettive fazioni non fossero abbastanza rappresentate, mentre gli esponenti della Virginia e della regione della Nuova Inghilterra si lamentavano della loro esclusione. Queste scelte si rivelarono perdenti, portando a tensioni interne e lotte segrete, specialmente tra Eaton, il vicepresidente Calhoun e Van Buren. Prima dell'estate del 1831 tutti (tranne B. Taylor) si erano già dimessi Le successive scelte funzionarono invece molto meglio come rapporti interpersonali e capacità di lavorare in squadra. Il nipote di Jackson, Andrew Jackson Donelson, occupò la posizione di segretario personale del presidente, e sua moglie Emily Donelson fungeva da first lady ai ricevimenti della Casa Bianca. Anche il generale William Berkeley Lewis e il giornalista Amos Kendall divennero stretti consiglieri del presidente.
Jackson nominò nuovi ministri a metà del 1831, con il solo Barry a rimanere al suo posto. Il governatore del Territorio del Michigan Lewis Cass divenne segretario alla Guerra, l'ambasciatore ed ex deputato Louis McLane del Delaware assunse la carica di segretario al Tesoro, il senatore Edward Livingston della Louisiana fu il nuovo segretario di Stato, e infine il senatore Levi Woodbury del New Hampshire il nuovo segretario della Marina Militare. Roger Brooke Taney, che aveva servito come procuratore generale del Maryland, sostituì Berrien come procuratore generale. In contrasto con quelli iniziali, i membri del governo nominati nel 1831 erano importanti esponenti nazionali, nessuno dei quali era alleato di Calhoun. Al di fuori della compagine di governo, il giornalista Francis Preston Blair emerse come uno dei consulenti più influenti.
All'inizio del suo secondo mandato Jackson trasferì McLane alla carica di segretario di Stato, mentre William John Duane sostituì McLane come segretario al Tesoro e Livingston divenne l'ambasciatore in Francia. Duane, tuttavia, fu contrario alla decisione di Jackson di togliere finanziamenti alla Seconda banca, per cui fu rimosso prima della fine del 1833. Jackson voleva sostituirlo con Taney e porre al suo posto come procuratore generale Benjamin Franklin Butler. Tuttavia, nel 1834 il Senato bocciò la nomina di Taney, inoltre McLane si dimise. John Forsyth della Georgia fu allora nominato segretario di Stato, Mahlon Dickerson sostituì Woodbury come segretario alla Marina e Woodbury divenne il quarto e ultimo segretario al Tesoro sotto Jackson.
Il presidente infine sostituì Barry nel 1835, dopo numerose lamentele riguardo alla sua efficacia, con Amos Kendall.

### Nomine giuridiche
In totale Jackson nominò 23 giudici federali: cinque di questi presso la Corte suprema e diciotto nei tribunali distrettuali degli Stati.
Il presidente ebbe l'opportunità di scegliere sei giudici per la Corte Suprema. Il suo primo nominato al ruolo di giudice associato, John McLean, era stato scelto al posto di William Barry Taylor dopo che questi aveva accettato di diventare direttore generale delle Poste.

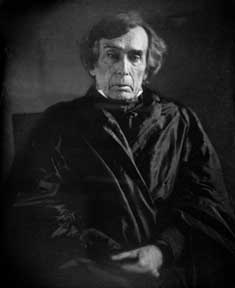
Foto di Roger Brooke Taney, Presidente della Corte Suprema a partire dal 1836.

I due nominati successivi, Henry Baldwin e James Moore Wayne, non erano d'accordo con il presidente su alcuni punti, ed erano molto stimati anche dagli oppositori di Jackson; come premio per i servizi resi Jackson nominò Roger Brooke Taney per un posto resosi vacante nel gennaio del 1835, ma la nomina non fece in tempo ad ottenere l'approvazione del Senato. Il presidente della Corte Suprema John Marshall morì infatti nel 1835, lasciando un secondo seggio libero; Jackson poté così nominare Taney al suo posto e Philip Pendleton Barbour come ulteriore giudice associato. Entrambi vennero rapidamente confermati.
Taney presiedette la Corte fino al 1864; la sua "Corte Taney" confermò molte delle sentenze stabilite dalla precedente Corte Marshall; fu generalmente considerato un giudice capace e rispettabile, ma la sua opinione espressa nella sentenza per il caso "Dred Scott contro Sandford", che sancì che gli schiavi neri non erano tutelati dalla Costituzione, avrebbe gettato un'ombra sulla sua carriera.
Nell'ultimo giorno utile di presidenza Jackson nominò infine John Catron, confermato all'avvio della presidenza di Martin Van Buren.
Fonti:.
| # | Nome                     | Seggio     | Stato        | Succeduto a        | Nomina           | Conferma       | Inizio servizio attivo | Termine servizio attivo |
| 1 | John McLean              | 6°         | Ohio         | Robert Trimble     | 6 marzo 1829     | 7 marzo 1829   | 7 marzo 1829           | 4 aprile 1861           |
| 2 | Henry Baldwin            | 1°         | Pennsylvania | Bushrod Washington | 4 gennaio 1830   | 6 gennaio 1830 | 6 gennaio 1830         | 21 aprile 1844          |
| 3 | James Moore Wayne        | 5°         | Georgia      | William Johnson    | 6 gennaio 1835   | 9 gennaio 1835 | 9 gennaio 1835         | 5 luglio 1867           |
| 4 | Philip Pendleton Barbour | 3°         | Virginia     | Gabriel Duvall     | 28 dicembre 1835 | 15 marzo 1836  | 15 marzo 1836          | 25 febbraio 1841        |
| 5 | Roger Brooke Taney       | Presidente | Maryland     | John Marshall      | 28 dicembre 1835 | 15 marzo 1836  | 15 marzo 1836          | 12 ottobre 1864         |
| 6 | John Catron              | 7°         | Tennessee    | Carica istituita   | 3 marzo 1837     | 8 marzo 1837   | 8 marzo 1837           | 30 maggio 1865          |

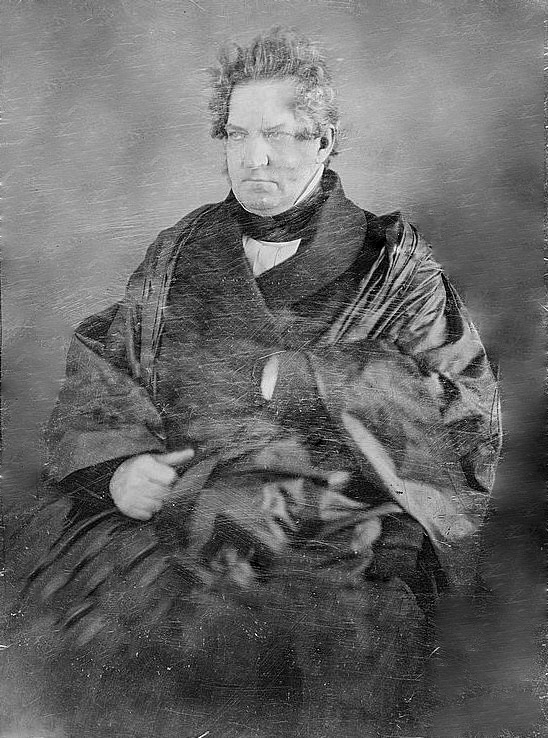
Il Giudice associato James Moore Wayne.

Jackson nominò anche diciotto giudici presso i tribunali distrettuali degli Stati Uniti.

La Bandiera degli Stati Uniti d'America a 24 stelle, in uso fino al 1836.

| Giudice                  | Corte                                     | Inizio servizio attivo | Termine servizio attivo |
| George Adams             | Mississippi                               | 20 gennaio 1836        | 30 settembre 1838       |
| Philip Pendleton Barbour | Virginia Orientale                        | 8 ottobre 1830         | 17 marzo 1836           |
| Morgan Welles Brown      | Tennessee Occidentale Tennessee Orientale | 3 gennaio 1834         | 7 marzo 1853            |
| John Wilson Campbell     | Ohio                                      | 7 marzo 1829           | 24 settembre 1833       |
| Peter Vivian Daniel      | Virginia Orientale                        | 19 aprile 1836         | 3 marzo 1841            |
| Powhatan Ellis           | Mississippi                               | 14 luglio 1832         | 5 gennaio 1836          |
| Samuel Hadden Harper     | Louisiana Occidentale Louisiana Orientale | 7 marzo 1829           | 19 luglio 1837          |
| Matthew Harvey           | New Hampshire                             | 2 novembre 1830        | 7 aprile 1866           |
| Upton Scott Heath        | Maryland                                  | 4 aprile 1836          | 21 febbraio 1852        |
| Jesse Lynch Holman       | Indiana                                   | 16 settembre 1835      | 14 marzo 1842           |
| Thomas Irwin             | Pennsylvania Occidentale                  | 14 aprile 1831         | 4 gennaio 1859          |
| Benjamin Johnson         | Arkansas                                  | 29 giugno 1836         | 2 ottobre 1849          |
| Andrew Thompson Judson   | Connecticut                               | 4 luglio 1836          | 17 marzo 1853           |
| Humphrey Howe Leavitt    | Ohio                                      | 30 giugno 1834         | 1º aprile 1871          |
| Thomas Bell Monroe       | Kentucky                                  | 8 marzo 1834           | 18 settembre 1861       |
| Benjamin Tappan          | Ohio                                      | 12 ottobre 1833        | 29 maggio 1834          |
| Robert William Wells     | Missouri                                  | 27 giugno 1836         | 22 settembre 1864       |
| Ross Wilkins             | Michigan                                  | 26 gennaio 1837        | 18 febbraio 1870        |

### Sentenze maggiormente rilevanti
- Nazione Cherokee contro Georgia – 1831
- Worcester contro Georgia – 1832
- Charles River Bridge contro Warren Bridge – 1837

### Nuovi Stati ammessi nell'Unione
Furono due i nuovi Stati federati ammessi nell'Unione mentre si trovava in carica il presidente Jackson:
- Arkansas il 15 giugno 1836[52];
- Michigan il 26 gennaio 1837[53].

### Filosofia politica
Il nome di Jackson è stato affiancato al nome "democrazia" (democrazia jacksoniana) per indicare il passaggio del potere politico dalle élite agli elettori ordinari e basata sui partiti politici. L' "età di Jackson" modellò le priorità e la politica statunitense. La filosofia di Jackson come presidente fu molto simile a quella di Thomas Jefferson, poiché sosteneva i valori del repubblicanesimo della generazione rivoluzionaria della guerra d'indipendenza americana. Il presidente temette soprattutto che gli "interessi degli avidi accumulatori di denaro" avrebbero potuto corrompere i genuini valori repubblicani. Credette inoltre fortemente nella capacità della gente comune di "arrivare alle giuste conclusioni" e che essa avesse il diritto non solo di eleggere, ma anche di "dirigere i loro mandatari e rappresentanti". I titolari delle cariche pubbliche avrebbero quindi dovuto obbedire alla volontà popolare oppure rassegnare le proprie dimissioni.
Jackson respinse la necessità di una Corte suprema potente e indipendente, sostenendo invece che "il Congresso, il Governo federale e la Corte avrebbero dovuto essere guidati ciascuno dalle proprie opinioni sulla Costituzione. Jackson pensava che i giudici della Corte dovessero essere scelti tramite elezioni e credeva che il rispetto letterale della Costituzione fosse il modo migliore per assicurare un governo democratico. Richiese anche dei limiti di mandato per i presidenti e l'abolizione del Collegio elettorale.

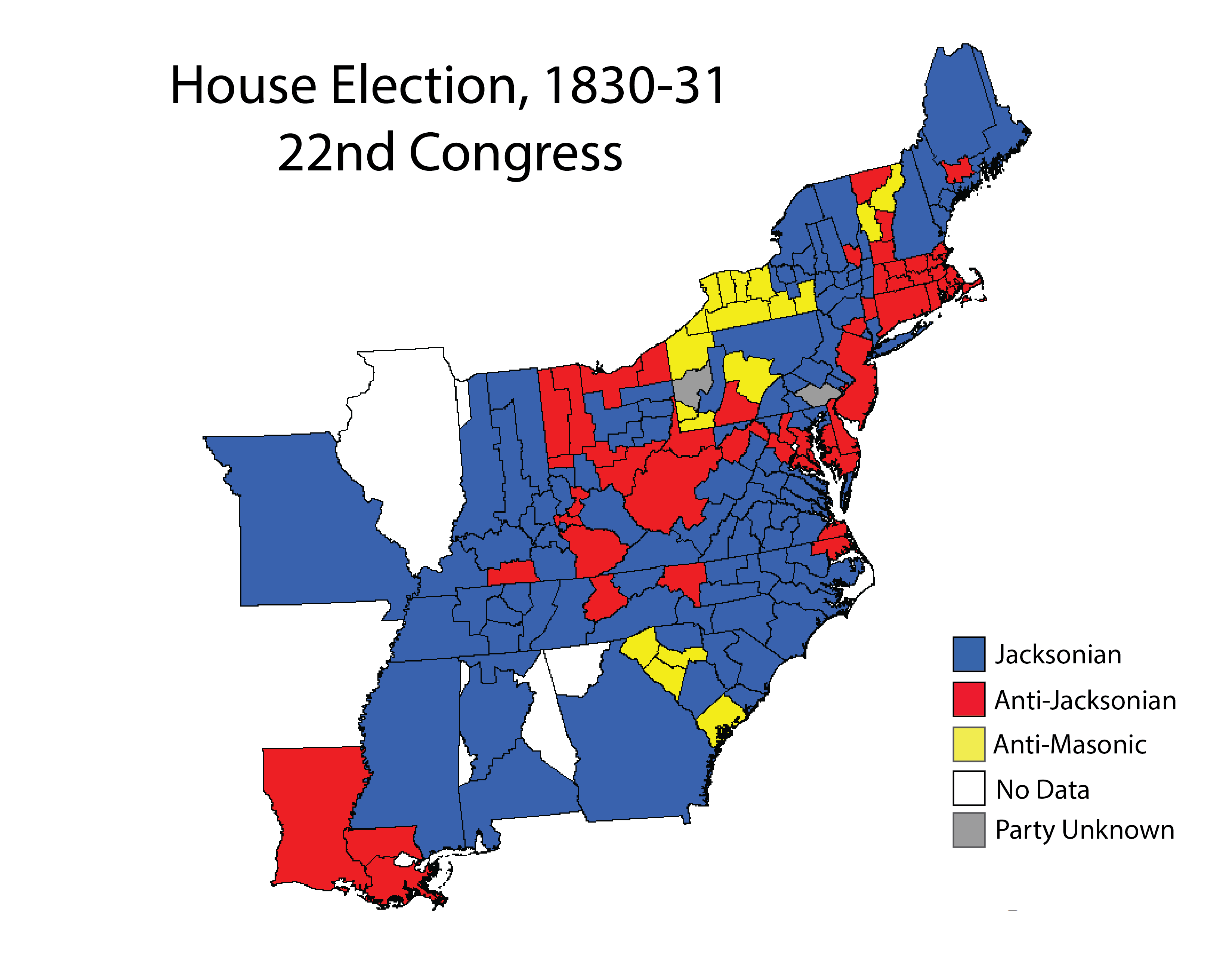
Il 22º Congresso nel 1830-1831: in blu i Jacksoniani, in rosso gli anti-Jacksoniani, in giallo gli anti-massonici.

## Primo mandato

### Affari interni

#### Scandalo Petticoat
Il presidente si dedicò molto alla "difesa dell'onore" proprio e della sua carica. La crisi sopraggiunse quando pesanti riferimenti di natura sessuale iniziarono a circolare su Peggy Eaton, moglie del segretario alla Guerra John Eaton, storie che se si fossero rivelate anche solo parzialmente veritiere avrebbero contribuito ad infangare seriamente l'onore della compagine di Jackson nel suo complesso. Lo "scandalo Petticoat" si trascinò per più di due anni, cioè per una buona metà del primo mandato di Jackson.

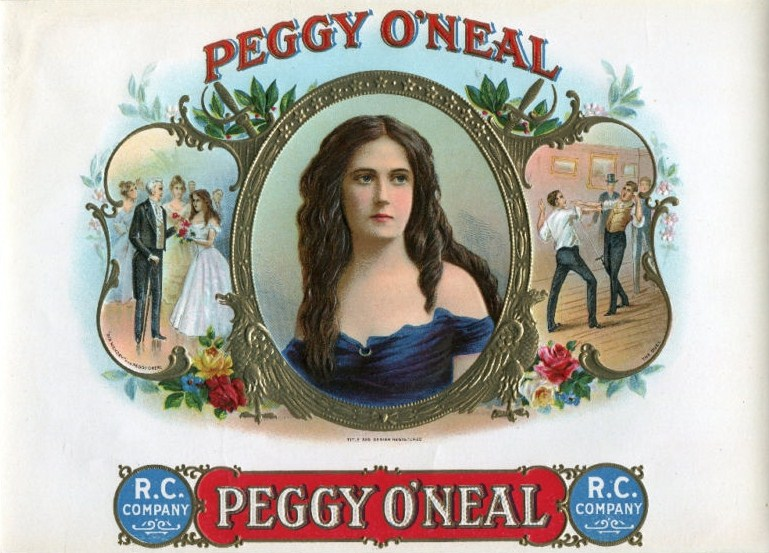
Peggy Eaton, nata Margaret O'Neal, in una scatola di sigari; a sinistra il presidente Jackson viene presentato alla giovane, mentre a destra due dei suoi tanti amanti che si sfidano a duello per conquistarne i favori.

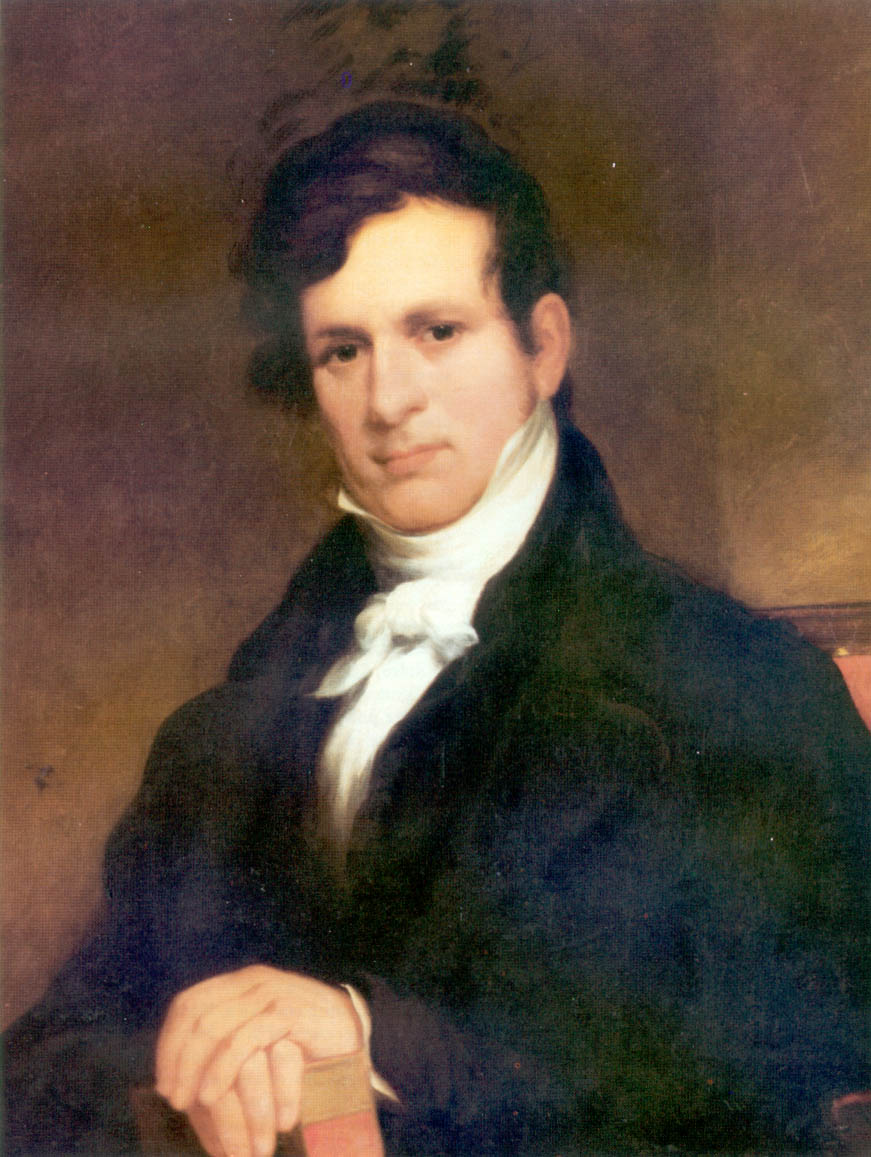
Ritratto del segretario alla Guerra John Eaton, marito della chiacchierata Peggy Eaton.

Le voci dicevano che la giovane donna avesse avuto un comportamento promiscuo, se non addirittura si fosse prostituita, mentre lavorava nella taverna di proprietà paterna, questo anche durante il suo primo matrimonio, con l'ufficiale di marina John B. Timberlake, spesso in missione per lavoro. Meno di un anno dopo la morte del primo marito, Peggy sposò John Eaton, e subito iniziarono a girare barzellette tra gli "uomini di mondo" sul fatto che "Eaton ha appena sposato la sua amante, ma al contempo anche l'amante di undici dozzine di altri maschi!".
Permettere la presenza di una "prostituta" all'interno della compagine governativa (definita allora come una sorta di "famiglia ufficiale della nazione") era del tutto impensabile. Jackson, la cui moglie era morta d'infarto, dopo una serie di "orribili voci" che la riguardavano, inizialmente difese Peggy Eaton. Lo storico Christopher G. Bates dichiara che "quando difendeva l'onore di Peggy Eaton, Jackson difendeva allo stesso modo anche l'onore della moglie da poco deceduta". Il presidente si sentiva un patriarca e si aspettava di poter controllare tutte le persone a lui vicine. Difese Peggy Eaton di fronte ai ministri dicendo "è casta come una vergine!"

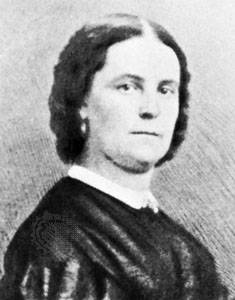
Una foto di Peggy Eaton.

Nel frattempo però le mogli degli altri ministri cominciarono ad insinuare che fossero in gioco gli interessi e l'onore di tutte le donne: credevano che una donna responsabile non avrebbe mai dovuto concedere favori sessuali al di fuori del matrimonio. Lo scrittore D. W. Howe osserva che questo fu lo stesso sentimento che avrebbe ispirato le prime femministe circa un decennio dopo, forte del grande successo ottenuto dal parallelo "Movimento per la temperanza".

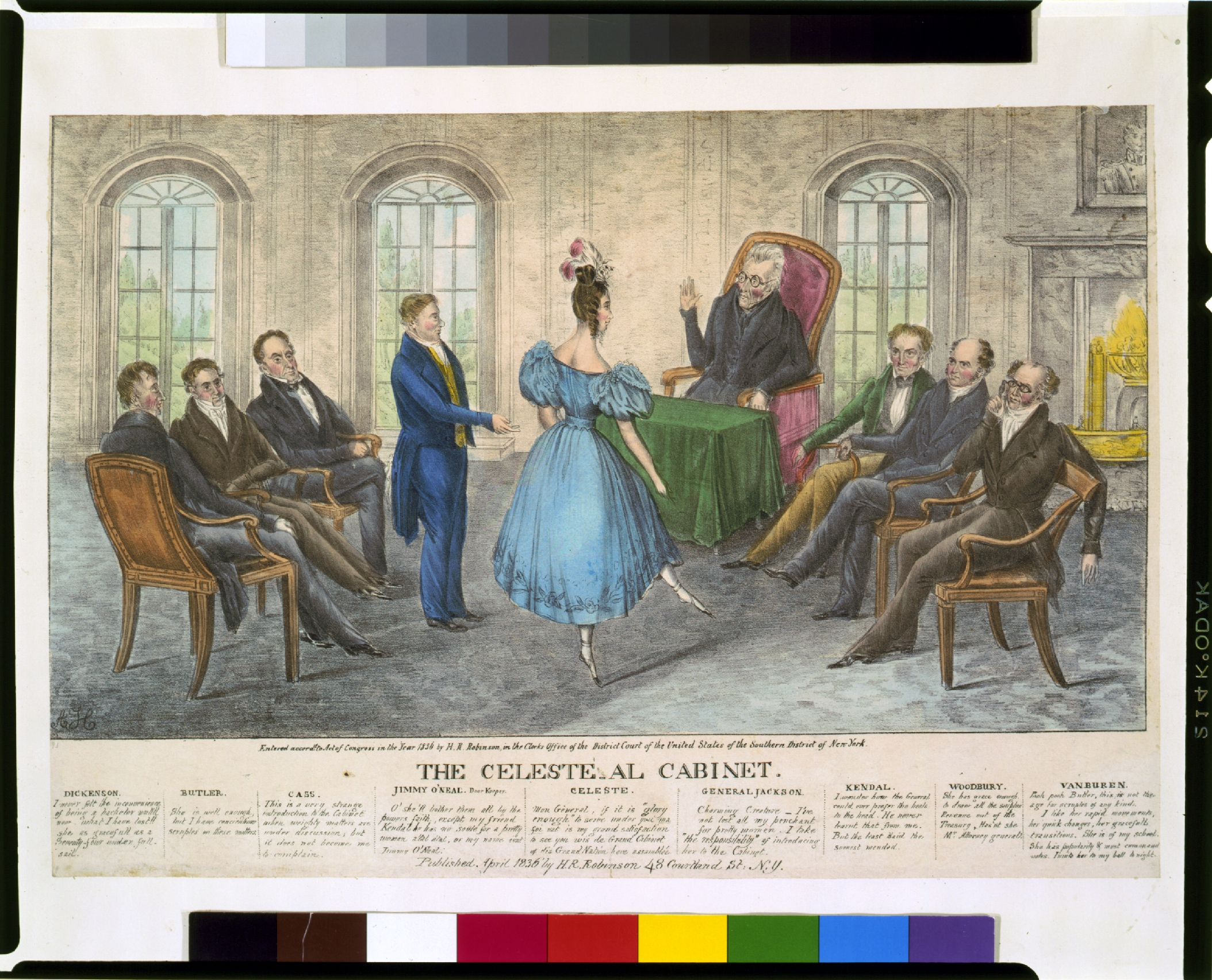
Il gabinetto ministeriale ritratto mentre riceve con tutti gli onori la celebre attrice e ballerina di origini francesi Madame Céleste.

Le mogli dei diplomatici del Vecchio continente, ancora appartenenti all'aristocrazia, non si interessarono alla questione; oltre ad anteporre gli interessi nazionali alle questioni private, avevano sperimentato come si vivesse nell'"alta società" sia a Parigi che a Londra.

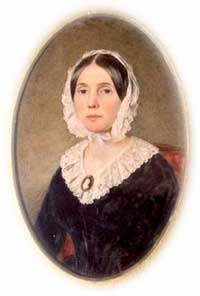
Floride Calhoun, moglie del vicepresidente John Calhoun e grande nemica di Peggy Eaton.

Sia Jackson sia Van Buren, anch'egli vedovo, difesero i coniugi Eaton; tuttavia le spose degli altri ministri, guidate da Floride Calhoun, moglie del vicepresidente, rappresentarono le intransigenti "petticoats" (le "sottane" o "sottovesti") ed evitarono ogni contatto pubblico con gli Eaton per tutto il 1830. All'inizio del 1831, Van Buren suggerì che tutti i ministri si dimettessero. Con la sola eccezione del direttore generale delle poste, Barry, l'intera compagine governativa rassegnò il mandato..
Van Buren, ora molto vicino a Jackson, fu nominato da questi ambasciatore presso il Regno Unito. Jackson giunse alla conclusione che proprio il vicepresidente Calhoun fosse responsabile della diffusione delle voci su Eaton. I sostenitori di Calhoun al Senato bloccarono la nomina di Van Buren; questi comunque era ormai uno degli alleati più forti di Jackson e sarebbe stato candidato vicepresidente alle elezioni presidenziali del 1832.
Jackson acquistò anche il giornale Globe con l'intento di avere a disposizione un'arma per combattere la "fabbrica dei pettegolezzi".

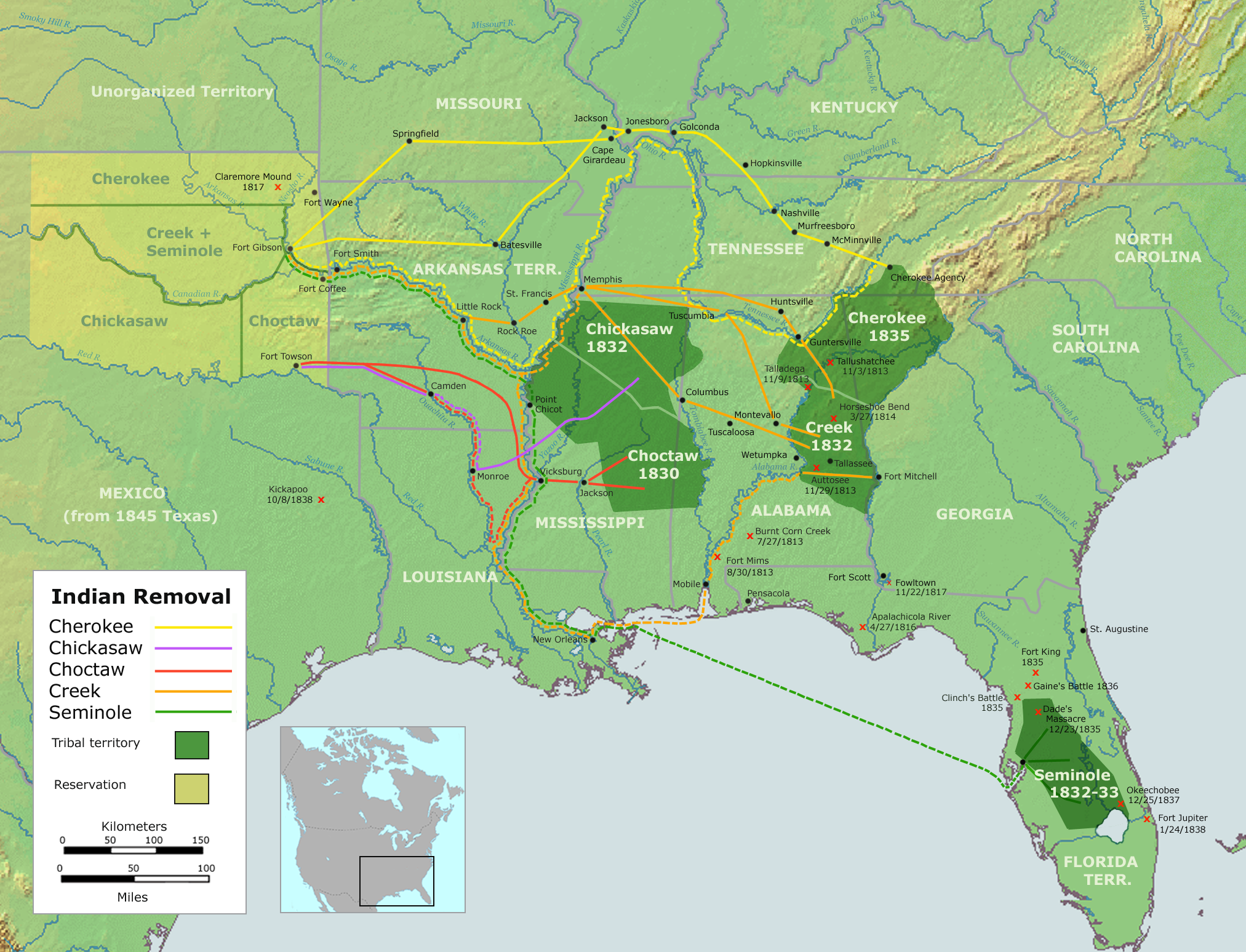
Rotta della rimozione degli indiani del Sud in direzione del Territorio indiano.

#### Espulsione degli indiani
Nel corso della sua presidenza, Jackson si adoperò per la stipula di oltre 70 trattati con i nativi americani sia nel sud-ovest sia che nel Territorio del nord-ovest. Fu una nuova era nelle relazioni bilaterali tra anglo-americani e indiani, iniziando una politica di espulsione e di trasferimento forzato dei legittimi proprietari dei territori contesi. Jackson fu talvolta coinvolto di persona nei negoziati con le varie tribù. I gruppi meridionali comprendevano i Choctaw, i Creek, i Chickasaw, i Seminole e i Cherokee (le cosiddette cinque tribù civilizzate). Quelli del nord-ovest invece erano i Chippewa (o Ojibway), gli Odawa e i Potawatomi. Sebbene i conflitti si verificassero anche al nord, il problema fu a lungo più grave nel sud, dove le popolazioni native erano in numero ben maggiore. Quelle che furono definite guerre indiane scoppiavano ripetutamente, spesso quando le tribù indigene, in special modo i dissidenti Muscogee e i Seminole, rifiutavano di adempiere ai trattati sottoscritti. La guerra seminole (1835-1842) iniziata nel dicembre del 1835 si trascinò per più di sei anni e terminò nell'agosto del 1842, all'inizio della presidenza di John Tyler. In seguito alla pressione dei coloni bianchi, tutte le cinque tribù meridionali avevano già ceduto la maggior parte delle proprie terre, ma nonostante ciò gruppi considerevoli di autogoverno continuarono a sopravvivere negli Stati della Georgia, dell'Alabama, del Mississippi e della Florida rifiutandosi in maniera sporadica ma decisa di spostarsi.

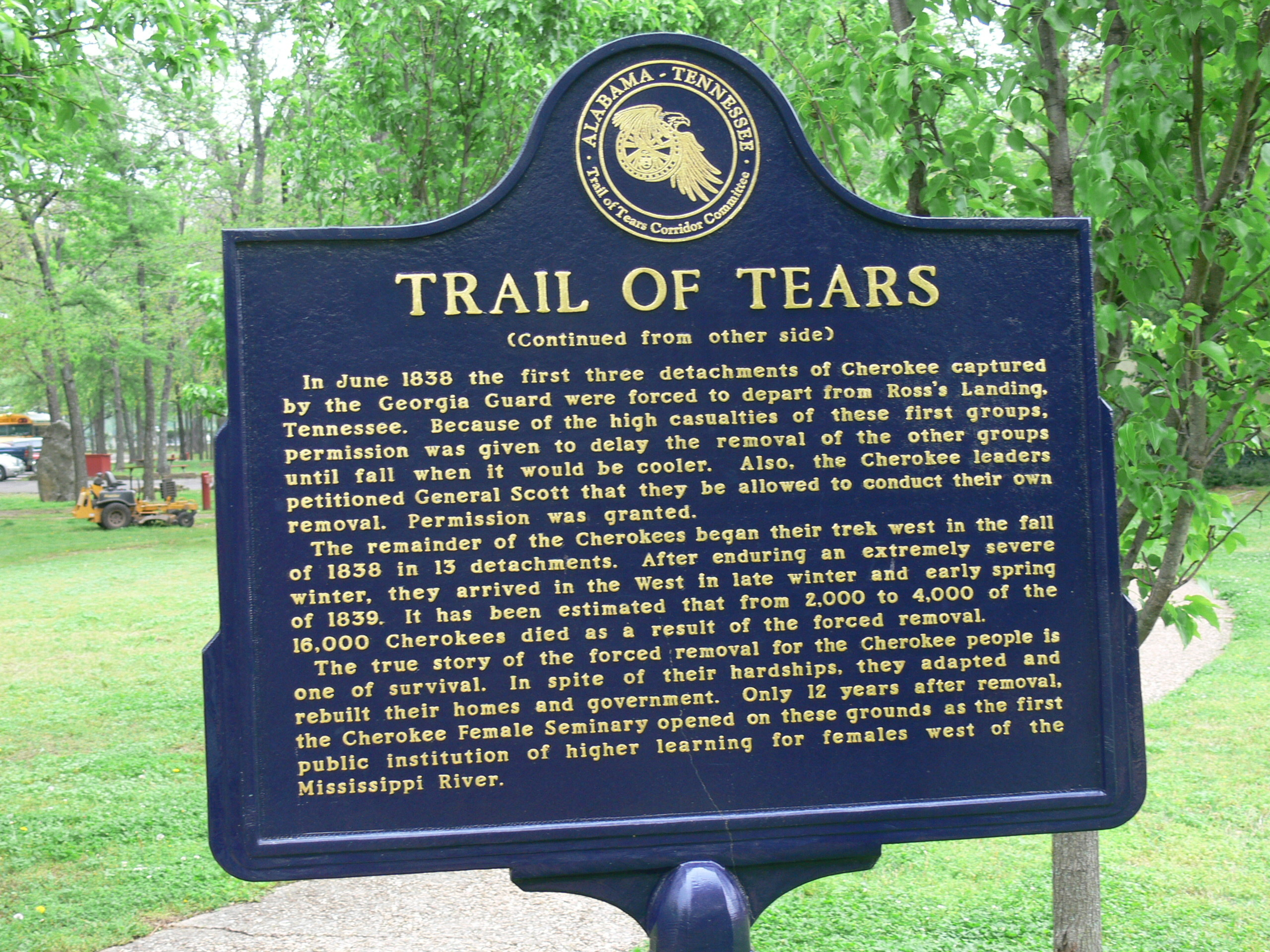
Cartello storico del "Cherokee Heritage Centre" a Tahlequah, che ricorda l'arrivo dei Cherokee nell'Oklahoma al termine del sentiero delle lacrime conclusosi nel corso della presidenza di Martin Van Buren.

Tra i politici a livello federale era sorta una corrente di pensiero, condivisa da Jackson, che intendeva risolvere le tensioni attraverso l'espulsione dei nativi americani dall'interno degli Stati federati, per farli stanziare nei territori ancora "liberi" a nord-ovest. Questa politica contraddiceva quella del predecessore di Jackson, John Quincy Adams, e in qualche modo quella tradizionale, di occuparsi dei conflitti quando questi si manifestavano, senza prevedere una soluzione radicale e violenta.
Durante il suo primo discorso sullo stato dell'Unione, il messaggio annuale rivolto al Congresso, tenuto l'8 dicembre 1829, Jackson dichiarò che la terra posta ad ovest del fiume Mississippi avrebbe dovuto essere riservata alle tribù indiane.
Entrambi i rami del Congresso prepararono un disegno di legge per l'espulsione e il trasferimento dei nativi americani, approvato e promulgato il 26 maggio dell'anno seguente, legge nota come Indian Removal Act ( Testo completo su Wikisource.). La legge autorizzava Jackson a negoziare trattati con i nativi americani che prevedessero l'acquisto delle terre delle tribù negli Stati di confine in cambio di altre terre all'ovest, fuori dai confini nazionali del tempo. L'approvazione della legge fu il primo grande successo del presidente e segnò l'ingresso del Partito Democratico nella scena politica. La legge fu particolarmente apprezzata al sud, dove la continua crescita demografica e la scoperta dell'oro nelle aree all'interno dello Stato della Georgia abitate dai Cherokee, avevano velocemente aumentato la pressione a favore di un accesso ai territori delle tribù.

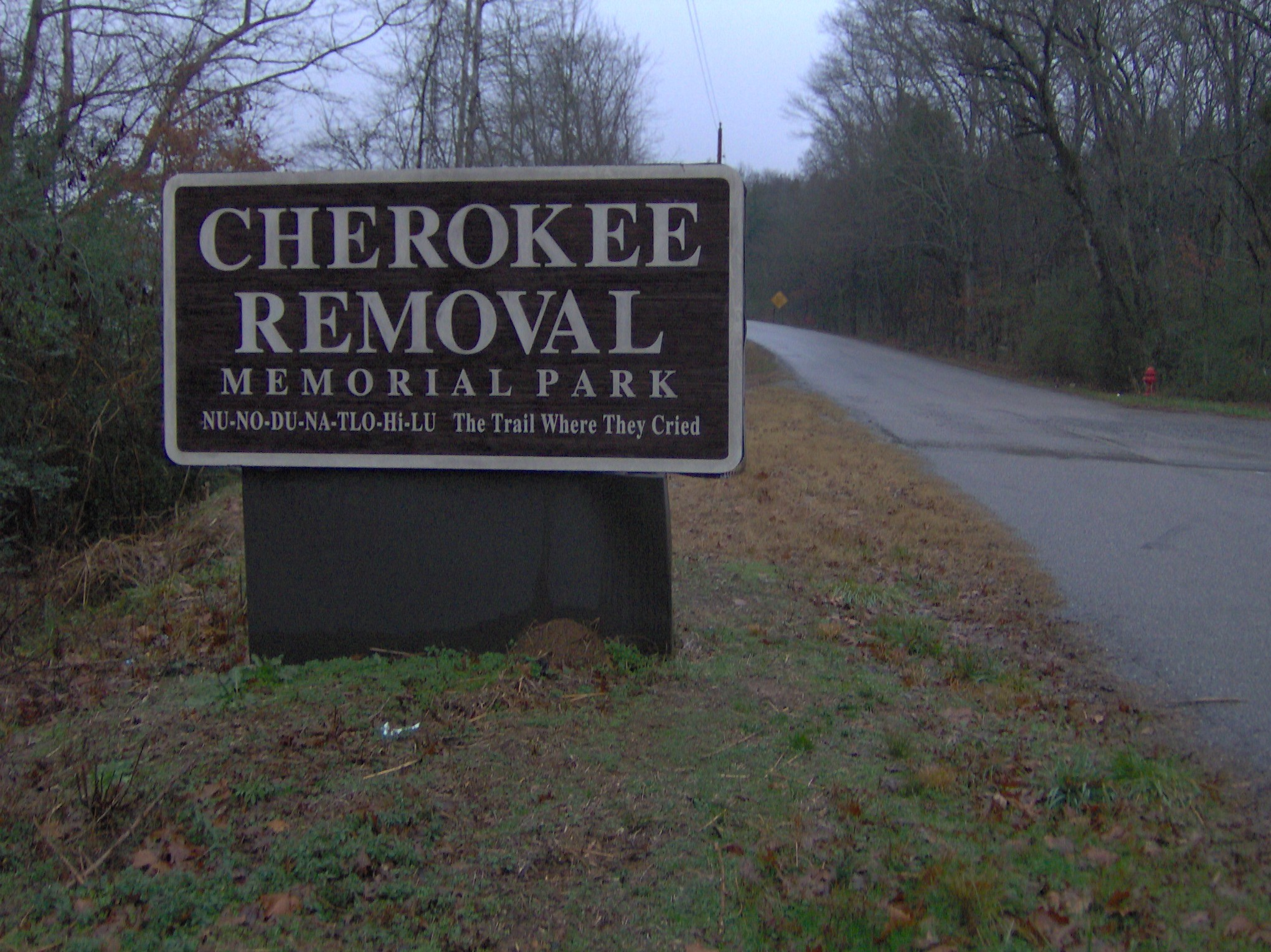
Targa commemorativa posta all'ingresso del "Cherokee Removal Memorial Park " nella Contea di Meigs (Tennessee).

Proprio la Georgia fu coinvolta in un contenzioso giuridico con i rappresentanti della nazione Cherokee, controversia che culminò nella sentenza della Corte suprema nel 1832 nel caso Worcester contro Georgia, riguardante l'arresto del missionario Worcester perché trovato in terre dei nativi americani senza l'autorizzazione dello Stato della Georgia. Il presidente della Corte John Marshall scrisse che lo Stato non poteva impedire che i bianchi entrassero nelle terre delle tribù. A Jackson è spesso attribuita la frase: "John Marshall ha preso la sua decisione, ora spetta a lui farla rispettare". Lo storico Remini sostiene che la frase non sia di Jackson poiché "sebbene sia nello stile di Jackson, non c'era nulla che avrebbe dovuto far rispettare in prima persona".

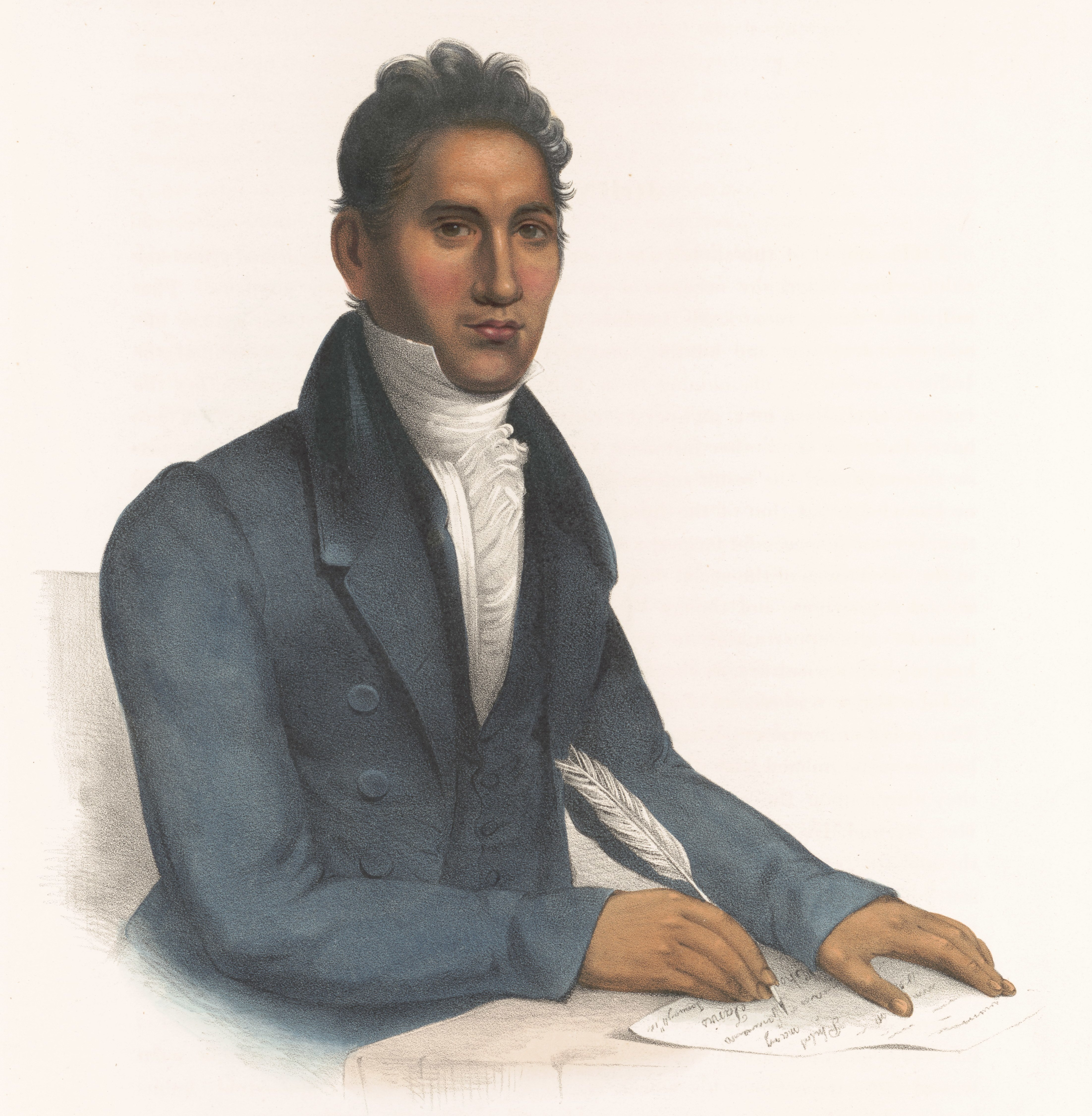
Ritratto di John Ridge in un dipinto di Charles Bird King.

Jackson utilizzò le tensioni in Georgia per stipulare trattati con i nativi americani con lo scopo di farli trasferire fuori dai confini degli Stati Uniti, nel nuovo Territorio indiano (il futuro Stato dell'Oklahoma).
Un gruppo di indigeni guidato da John Ridge negoziò il trattato di New Echota con i rappresentanti federali; Ridge non era però un capo ampiamente riconosciuto nella nazione Cherokee, con la conseguenza che il trattato fu contestato da molti. Un altro gruppo di nativi presentò una petizione di protesta contro i termini del trattato, ma questo fu ugualmente ratificato dal Senato nel maggio 1836. Il trattato fu compiutamente applicato solo dalla successiva presidenza di Martin Van Buren, che inviò sul posto 7.000 soldati per mettere in opera la politica concordata di trasferimento..

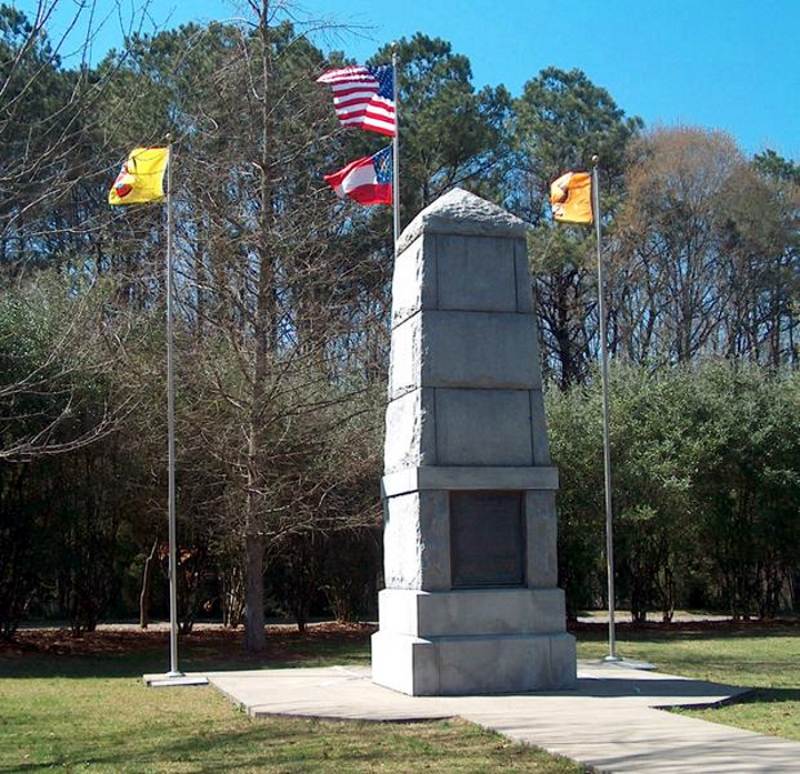
Il Memoriale eretto a "New Echota", capitale Cherokee, in ricordo dei 4.000 indiani periti durante la marcia forzata che li avrebbe portati nel Territorio indiano a loro destinato.

In seguito al trasferimento forzato, almeno 4.000 nativi morirono lungo il cammino, per questo ribattezzato "sentiero delle lacrime". Oltre 45.000 nativi furono trasferiti in direzione dell'ovest durante gli otto anni della presidenza Jackson, anche se poco dopo alcuni Cherokee tornarono indietro o migrarono sulle Great Smoky Mountains lungo il confine tra la Carolina del Nord e il Tennessee.
Trattati

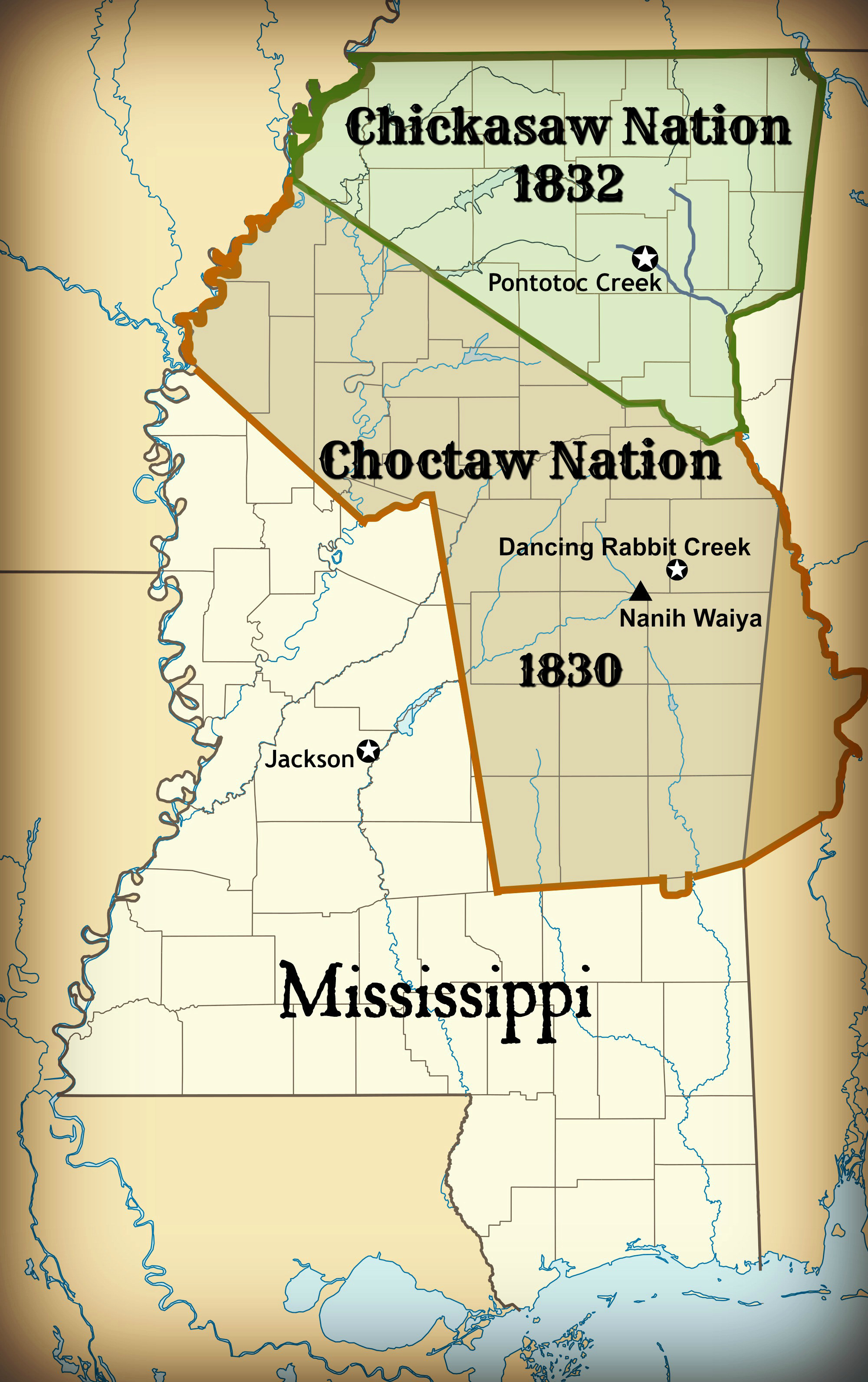
L'area approssimativa della Nazione Choctaw interessata nel 1830 dal trattato di Dancing Rabbit Creek, attraverso il quale gli indiani si trovarono costretti a migrare ad Ovest del futuro Stato del Mississippi.

- Trattato di Dancing Rabbit Creek con i Choctaw - 27 settembre 1830.

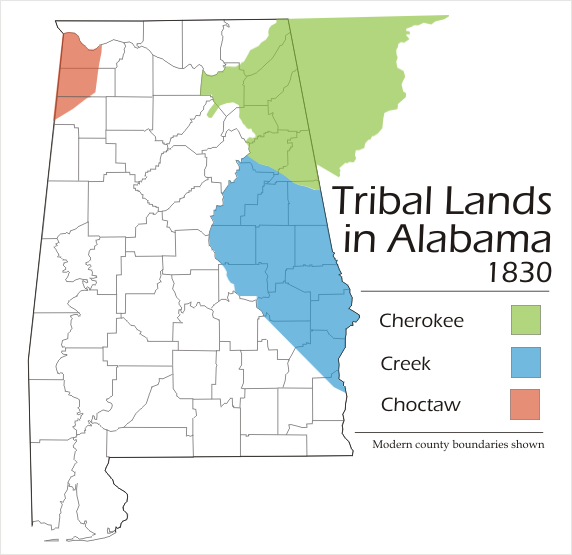
Le regioni Cherokee, Creek e Choctaw cedute all'Alabama a seguito del trattato di Cusseta.

- Trattato di Cusseta con i Creek - 24 marzo 1832.
- Trattato di Payne's Landing con i Seminole - 9 maggio 1832.
- Trattato di New Echota con i Cherokee - 29 dicembre 1835.
- Trattato con le Nazioni Chippewa, Ottowa e Potawatamie - 21 febbraio 1835[90].

Conflitti
- Guerra di Falco Nero tra maggio e agosto 1832.
- Seconda delle Guerre seminole tra il dicembre 1835 e l'agosto 1842, intervallata da un cessate il fuoco tra gennaio e giugno del 1837.
- Seconda guerra Creek tra maggio e luglio 1836, con una prosecuzione di violenze sporadiche anche nel corso dell'anno seguente.

##### Impatto sulla reputazione di Jackson
La reputazione del presidente avrebbe patito in modo significativo del trattamento che riservò ai nativi americani. In quel tempo molti oppositori politici, ma anche innumerevoli responsabili religiosi, denunciarono con forza la politica di allontanamento adottata. Gli storici moderni che ammirano la forte leadership dimostrata da Jackson, come Arthur M. Schlesinger Jr., relegano la "questione indiana" con appena una nota a piè di pagina. Ancora nel 1969 il gesuita Francis Paul Prucha affermava che il trasferimento delle "Cinque tribù civilizzate" dall'ambiente bianco molto ostile del Sud all'Oklahoma probabilmente salvò la loro stessa esistenza. Nel corso degli anni 1970 tuttavia la figura di Jackson finì sotto attacco da parte degli scrittori della sinistra politica come Michael Paul Rogin e Howard Zinn, principalmente su questo argomento; quest'ultimo lo definì "sterminatore di indiani".

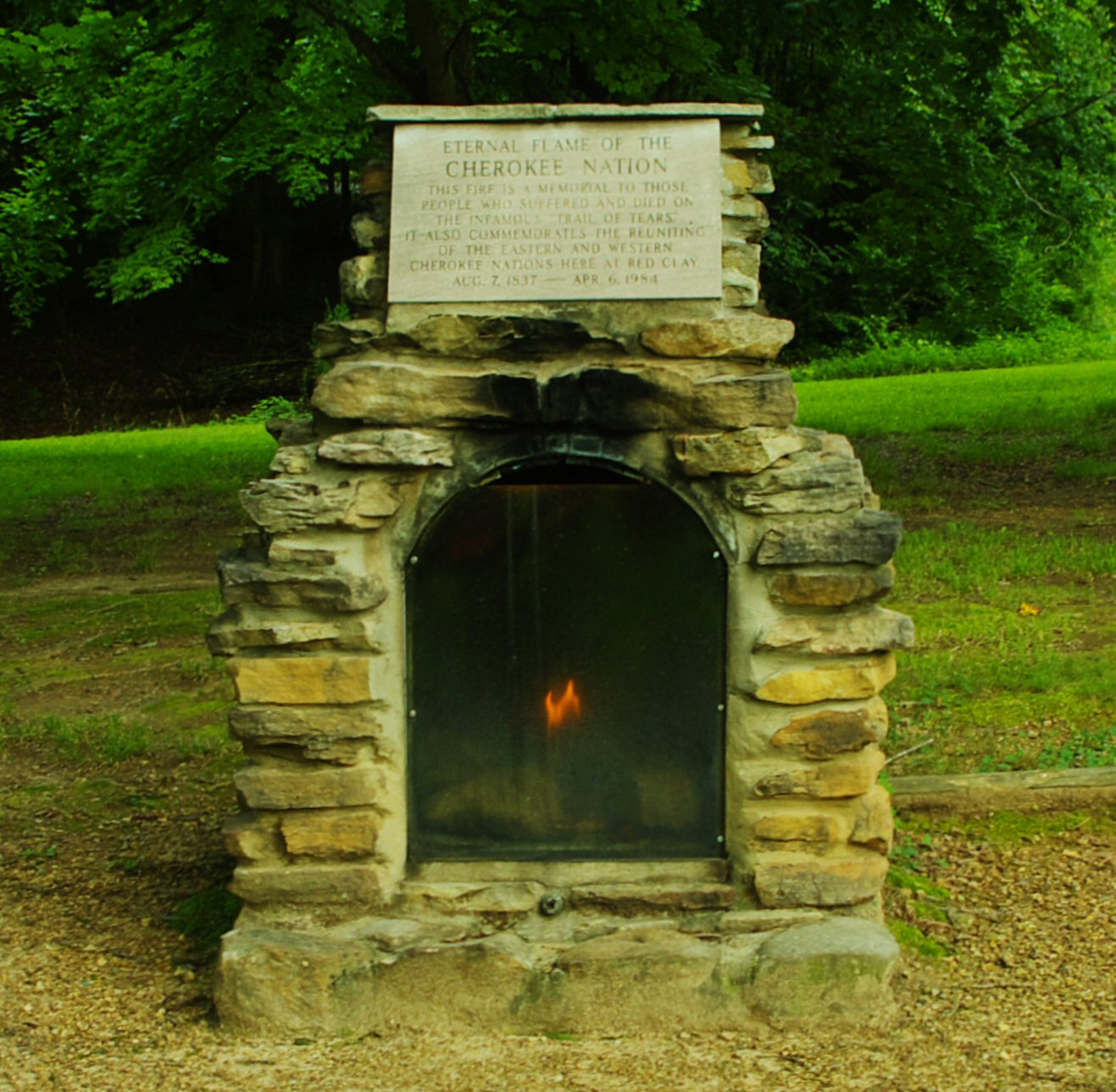
La fiamma eterna della Nazione Cherokee al "Red Clay State Park" della Contea di Bradley (Tennessee).

Con il XXI secolo il giudizio storico si è fatto più contrastato; Paul R. Bartrop e Steven Leonard Jacobs sostengono che le politiche di Jackson non soddisfacevano il criterio del genocidio o comunque del genocidio culturale. Lo storico di Jackson Steve Inskeep riferisce:
(Steve Inskeep, "Jackson's Reputation has Changing Again,"  History Network News 7 June, 2015..)

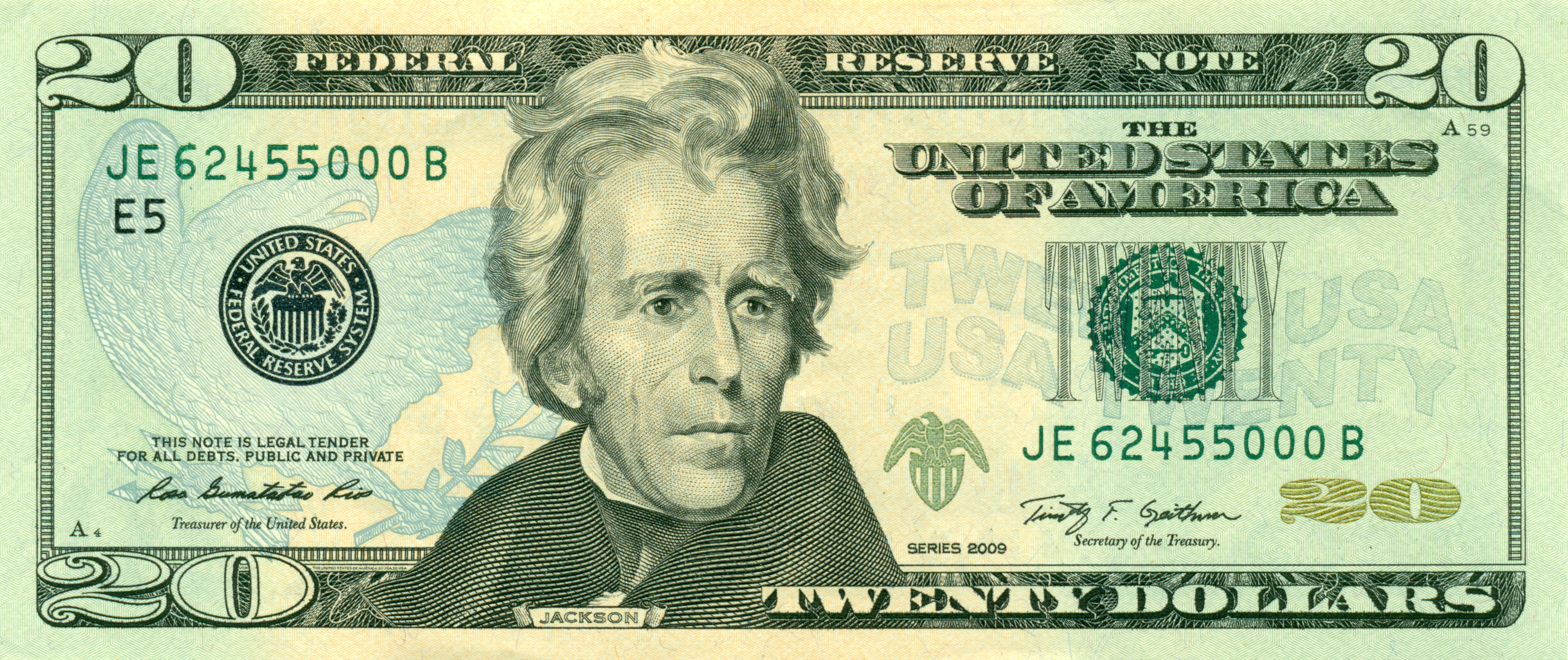
La banconota da 20 dollari con l'effigie del presidente.

Nel dibattito scoppiato nel 2015 sull'eliminazione dell'effigie del presidente dalla banconota da 20 dollari la deportazione degli indiani è stata spesso citata come una buona ragione per farlo.

#### Lotta alla corruzione, riforme e agevolazioni pensionistiche
Nel tentativo di eliminare la corruzione che sosteneva essere diffusa sotto le precedenti amministrazioni, Jackson chiese indagini approfondite in tutti gli uffici e dipartimenti del governo federale. Il presidente stimolò il Congresso a riformare le leggi riguardanti l'appropriazione indebita, per ridurre le richieste fraudolente di pensioni federali e per prevenire l'evasione dei dazi doganali e migliorare la contabilità pubblica.
Il direttore generale delle poste William Barry Taylor fu costretto a rassegnare le dimissioni nel 1835 a seguito di un'inchiesta del Congresso che rivelò una cattiva gestione dell'intero apparato, con atti di collusione e favoritismi nell'assegnazione di lucrativi contratti, una mancata revisione dei conti e la mancanza di supervisione delle prestazioni contrattuali. Barry fu sostituito da Amos Kendall.
Jackson chiese ripetutamente, nei suoi messaggi annuali al Congresso, l'abolizione del Collegio elettorale tramite la promulgazione di un emendamento costituzionale. Nel suo terzo intervento espresse così il suo punto di vista:
Durante l'era jacksoniana furono presi anche vari miglioramenti sulle disposizioni finanziarie a favore dei veterani e dei loro familiari; la Service Pension Act of 1832 ad esempio fornì agevolazioni pensionistiche ai veterani "anche dove non esistevano evidenti necessità finanziarie o fisiche", mentre una legge del 1836 consentì alle vedove dei soldati della Guerra d'indipendenza americana, sotto determinati criteri, di ricevere le pensioni dovute ai mariti.

#### Rotazione delle cariche e spoils system
Entrando in carica nel 1829, Jackson sfruttò la legge del 1820 detta Tenure of Office che consentiva un'ampia discrezionalità nella nomina dei funzionari pubblici. Jackson pensava che sostituire i funzionari dopo pochi anni fosse in realtà una riforma democratica che avrebbe impedito il nepotismo e il clientelismo. Dichiarò che la rotazione delle nomine nella funzione pubblica dovesse essere "il principio guida del credo repubblicano". Nel dicembre del 1829 il nuovo presidente affermò al Congresso: "in un paese in cui gli uffici sono creati esclusivamente a beneficio della gente, nessuno ha più un diritto intrinseco ad assumerne il ruolo ufficiale rispetto a chiunque altro". Il numero di funzionari federali che Jackson rimosse fu esagerato dai suoi avversari; nel corso del suo primo mandato ruotò non più del 20% delle cariche federali, molti dei quali per mancanze nei propri doveri d'ufficio piuttosto che per scopi eminentemente politici.
Gli oppositori di Jackson chiamarono questa serie di nomine "spoils system", sostenendo che il suo scopo principale era ricompensare i sostenitori del nuovo presidente con posti importanti nella funzione pubblica. Jackson non riteneva che le conoscenze specifiche per accedere a molte cariche pubbliche fossero particolarmente elevate, e invece tenne in gran conto il patriottismo. Dopo aver nominato un soldato che aveva perso una gamba combattendo sul campo di battaglia il presidente dichiarò: "se ha perso una gamba combattendo per il suo paese, questo è (...) abbastanza per me".
Il bisogno di rinsaldare il suo nuovo Partito nazionale e di premiarne i suoi sostenitori, date le realtà politiche presenti a Washington, spinse il presidente ad effettuare nomine partigiane.
I maggiori storici del periodo ritengono che la presidenza di Jackson abbia segnato l'inizio di un declino dell'etica pubblica. La supervisione su uffici e dipartimenti le cui operazioni rimanevano al di fuori della competenza federale (come la dogana del Porto di New York, il servizio postale, il Dipartimento della Marina, il Dipartimento della Guerra e infine anche il Bureau of Indian Affairs i cui finanziamenti erano enormemente aumentati nel corso degli ultimi decenni) si dimostrò alquanto difficoltosa.

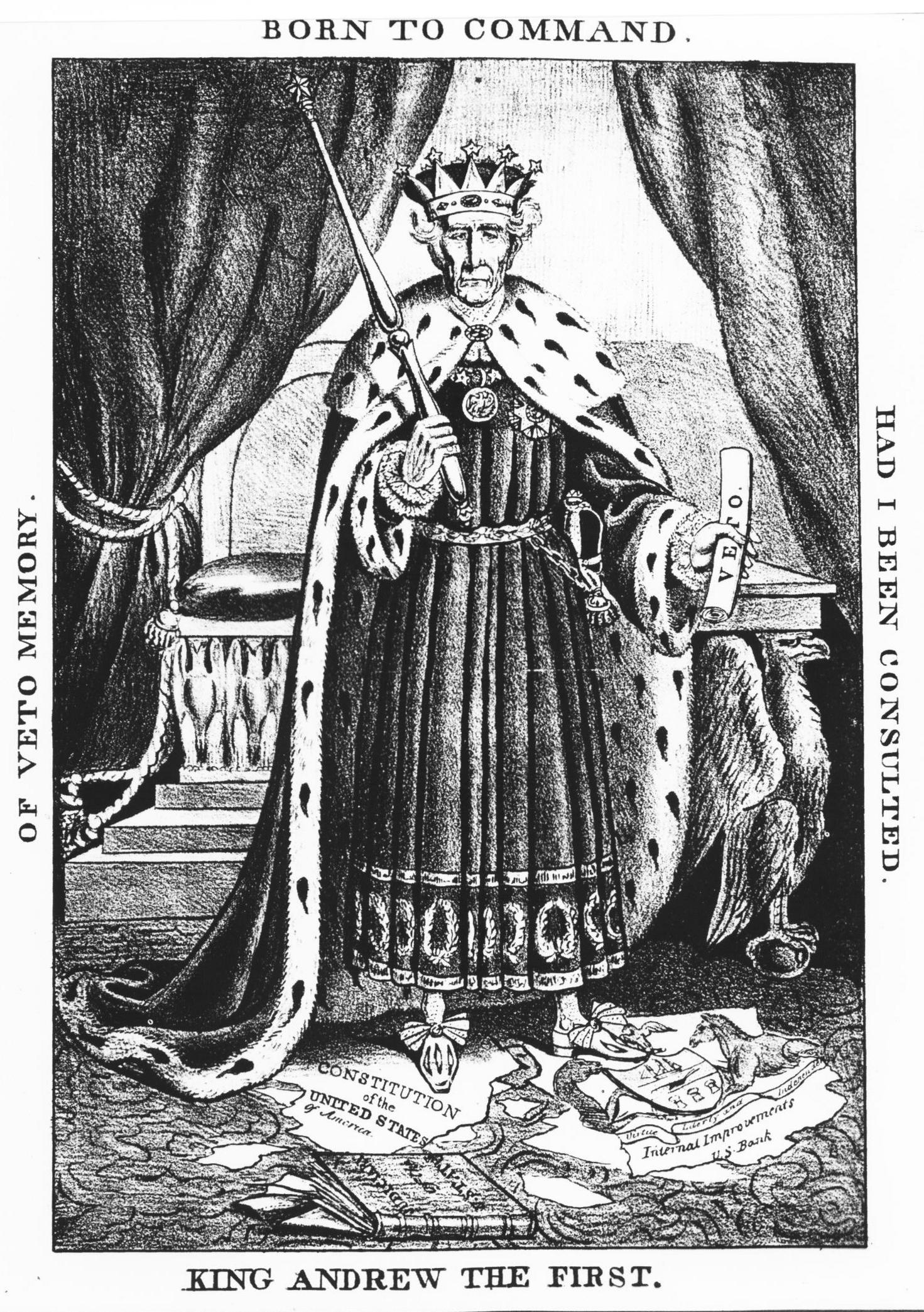
"Nato per comandare": Re Andrew I in una vignetta satirica del 1832.

Altri aspetti dello spoils system, compresi l'acquisizione di uffici, la partecipazione forzata alla campagna elettorale dei partiti politici e la raccolta di valutazioni e accertamenti per determinare tassazioni e imposte, non ebbero luogo in forma compiuta fino a dopo la presidenza di Jackson.
I fondatori del Partito Whig lo attaccarono chiamandolo "Re Andrew I", e usando per la loro nuova formazione un riferimento ai Whig britannici che si erano opposti alla monarchia durante il XVIII secolo.
Come spiega uno storico:

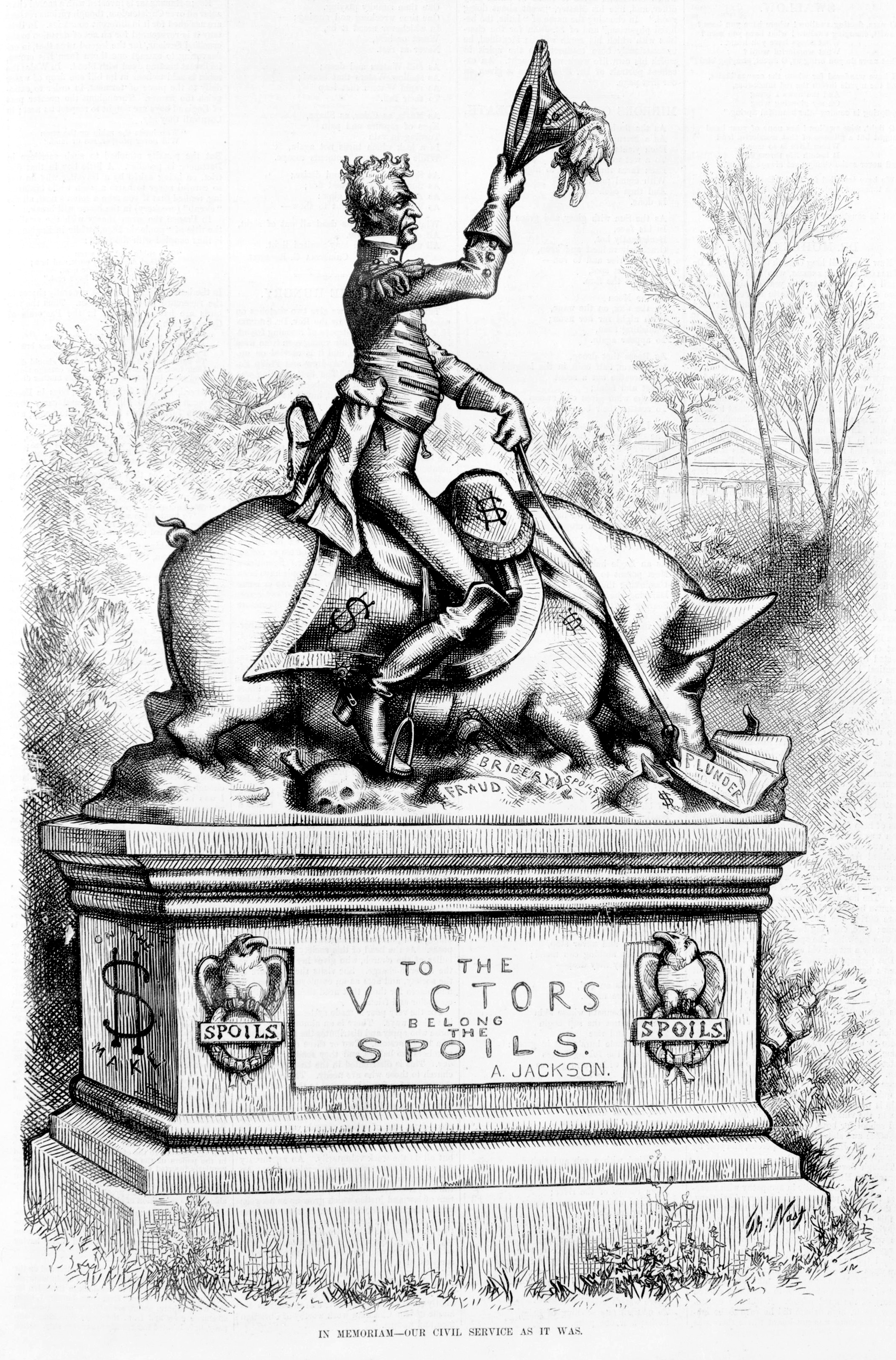
Vignetta satirica di Thomas Nast. "In memoriam - la nostra funzione pubblica com'era": mostra la statua dell'ex presidente a cavalcioni di un maiale tra le cui zampe vi sono finite "frode", "corruzione" e "spoils system" e che si nutre di "saccheggi". Caricatura editoriale pubblicata sul Harper's Weekly il 28 aprile 1877, p. 325.

Ciò che è ancora più significativo è che ha difeso questi cambiamenti come un bene positivo: attualmente quando l'uso del clientelismo politico è generalmente considerato un ostacolo per un buon governo, vale la pena ricordare che Jackson e i suoi seguaci descrivono invariabilmente la rotazione negli uffici pubblici come una "riforma".
Era più che un modo per ricompensare gli amici e punire i nemici, era anche un espediente per rimuovere dai pubblici incarichi i rappresentanti dei gruppi politici minoritari i quali insistevano ad indicare il fatto che il presidente fosse stato corrotto dal lungo mandato assunto.»

#### Crisi della nullificazione
(Raimondo Luraghi Storia della guerra civile americana BUR 1994 Vol. I, pag. 36.)
La più grande crisi della nazione fino ad allora si verificò durante la presidenza di Jackson. La "crisi della Nullificazione" del 1828-1832 fu il concentrato di varie questioni di conflitto tra nord e sud e di disaccordi sulle tariffe doganali, trasformandosi in una minaccia di secessione da parte di uno degli Stati federati del sud, a cui il presidente rispose con un intervento militare.

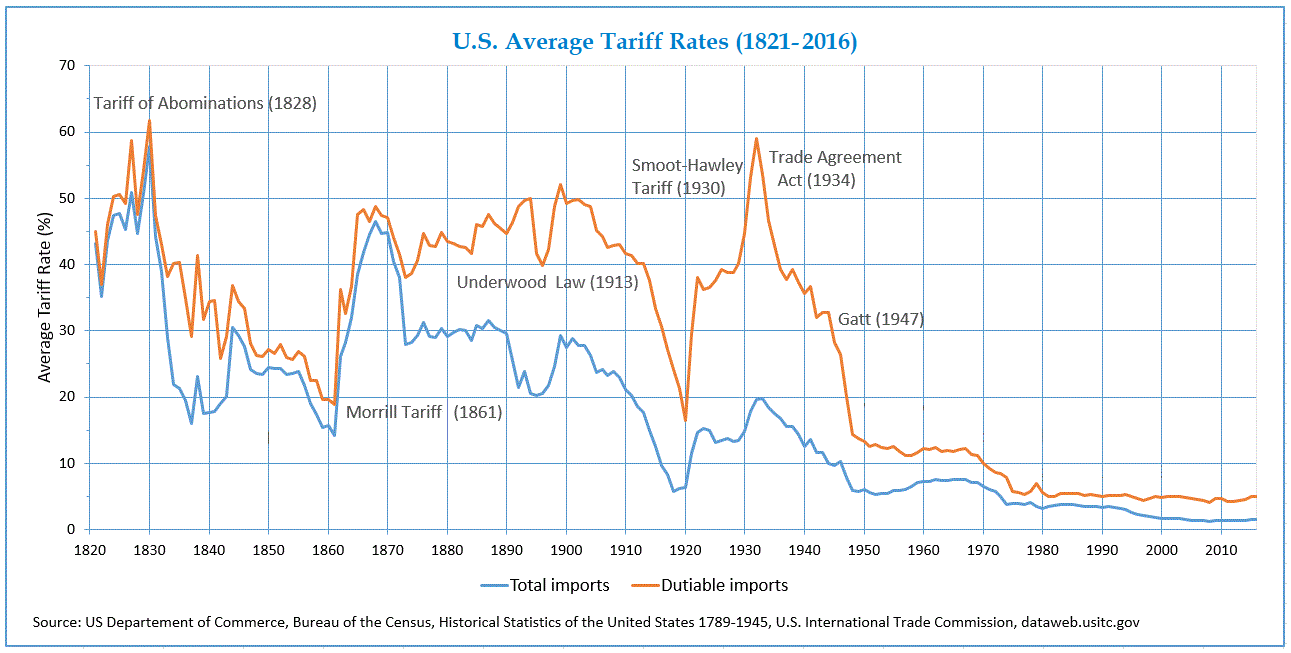
L'aliquota media delle tariffe daziarie dal 1821 al 2016.

Nel 1828 era stata votata una legge, soprannominata "dazi delle abominazioni" (tariff of abominations), che introduceva altissimi dazi sui prodotti finiti provenienti dal continente europeo; ciò rendeva tali merci più costose rispetto a quelle prodotte internamente. I dazi erano graditi agli imprenditori industriali del nord, mentre erano attaccati dagli agricoltori del sud, la cui economia risentiva solo dell'aumento dei prezzi dei prodotti finiti. Già nel 1828 il parlamento statale della Carolina del Sud fece circolare un documento, intitolato "Esposizione e protesta della Carolina del Sud" (South Carolina Exposition and Protest,  Testo completo su Wikisource.), quasi certamente scritto da John Calhoun, allora vicepresidente di Adams, nel quale si affermava che lo Stato della Carolina del Sud aveva il diritto di "nullificare" (nullify), cioè dichiarare nulla, la legge sui dazi promulgata a livello federale; si stabiliva quindi il diritto di un singolo Stato di annullare qualsiasi legge federale che andasse contro i suoi interessi specifici.
Jackson provava simpatia verso il sud, ma era contrario all'idea della "nullificazione". Nel suo discorso annuale al Congresso del 1830, sostenne che si potevano lasciare in vigore gli alti dazi fino a quando essi non avessero azzerato il debito pubblico federale, e allora si sarebbero potuti abolire. Era anche a favore di un emendamento costituzionale che avrebbe redistribuito i proventi degli alti dazi ai singoli Stati, una volta ripagato il debito del governo federale. I rapporti tra Jackson e Calhoun si degradarono nel corso del primo mandato di Jackson, anche a causa dello "scandalo petticoat". Alla prima convention nazionale democratica che si tenne a Baltimora tra il 21 e il 23 maggio del 1832, Martin Van Buren fu scelto come candidato alla vicepresidenza (Jackson naturalmente era ricandidato alla presidenza) per le elezioni presidenziali del 1832.
I dirigenti della Carolina del Sud intanto si preparavano a mettere in atto le loro minacce di "nullificazione" dopo le elezioni del 1832. Nel novembre 1832 la Carolina del Sud tenne una convenzione statale che proclamò che la legge sui dazi del 1828 (e quella, parzialmente migliorativa, del 1832) erano senza validità nello Stato, inoltre dichiarò che la raccolta degli introiti da parte del governo federale sarebbe stata illegale dopo il gennaio 1833. Dopo la convenzione, il parlamento della Carolina del Sud nominò Calhoun senatore dello Stato al Senato degli Stati Uniti, sostituendo Robert Y. Hayne, dimessosi per diventare il governatore dello Stato. Hayne era stato spesso in difficoltà nel difendere la "nullificazione" al Senato. Calhoun si dimise da vicepresidente di Jackson per assumere la carica di senatore. Jackson, a dicembre, rispose che considerava "il potere di annullare una legge degli Stati Uniti, reclamato da uno Stato, come incompatibile con l'esistenza stessa dell'Unione, contraddetta espressamente dalla lettera della Costituzione, non autorizzata dal suo spirito, in contrasto con ogni principio su cui è stata fondata e distruttiva del grande scopo per cui è stata formata".
La Carolina del Sud, dichiarò inoltre il presidente, si era posta in una situazione d'invalidità costituzionale "sull'orlo dell'insurrezione e del tradimento"; Jackson si rivolse alla popolazione della Carolina del Sud affinché riaffermasse la fedeltà all'Unione, per la quale i loro antenati avevano combattuto ed erano caduti. Jackson negò esplicitamente una qualsiasi possibilità di "diritto alla secessione": La Costituzione (...) costituisce un'istituzione e non una lega (...) Affermare che ogni Stato può, a proprio piacimento, ritirarsi dall'Unione equivale a dire che gli Stati Uniti non sono una nazione.
Jackson diede ordine al capo degli unionisti della Carolina del Sud, Joel Roberts Poinsett, di organizzare uno squadrone per contrastare con la forza un'eventuale ribellione e promise a Poinsett l'invio di 50 000 soldati federali nel caso fossero necessari rinforzi. Contemporaneamente, il governatore Hayne sollecitò che volontari si presentassero per formare una milizia di Stato, ottenendo 25 000 adesioni. La fermezza nel reclamare l'unità nazionale di Jackson divise il Partito Democratico e provocò un dibattito a livello nazionale. Nessun altro Stato appoggiò la "nullificazione" da parte della Carolina del Sud, ma molti espressero contrarietà alla minaccia di Jackson di usare la forza.
Il deputato democratico Gulian C. Verplanck propose alla Camera dei rappresentanti una legge di riduzione dei dazi, per riportarli ai livelli del 1816, e i governanti della Carolina del Sud decisero di posticipare gli effetti della "nullificazione" per favorire l'esame di questa proposta di legge da parte del Congresso. Durante il dibattito, Jackson chiese al Congresso di votare una "legge della forza" (Force Bill,  Testo completo in inglese su Wikisource.) che autorizzasse esplicitamente il governo federale all'uso della forza militare per far rispettare l'esazione dei dazi doganali. Mentre il disegno di legge sulla riduzione dei dazi non avanzava alla Camera, il senatore Clay propose un proprio disegno di legge nella stessa direzione. Clay era il protezionista più noto della nazione, e cercò un'alleanza con i seguaci di Calhoun anziché con quelli di Jackson. Ottenne l'approvazione di Calhoun su un testo di legge che prevedeva una riduzione dei dazi graduale fino al 1843, per attestarsi ai livelli previsti dalla proposta di legge Verplanck. Gli esponenti sudisti avrebbero preferito dazi più bassi, ma accettarono il compromesso. La "legge della forza", nel frattempo, era stata approvata da entrambe le Camere del Congresso: benché molti parlamentari del sud fossero contrari, non votarono contro nel tentativo di favorire il percorso della legge sulla riduzione dei dazi.
Alla proposta di legge di Clay sui dazi si dichiararono favorevoli parlamentari di ogni tendenza e ogni provenienza geografica, e fu approvata alla Camera con 149 sì e 47 no, e al Senato con 29 sì e 16 no. Jackson si adirò per questa alleanza tra Clay e Calhoun, ma considerò la legge sui dazi come una via accettabile per uscire dalla crisi. Promulgò questa legge e quella sulla forza lo stesso giorno, il 2 marzo 1833. La promulgazione simultanea consentì ai sostenitori estremisti di ciascuna fazione di gridare vittoria. Jackson pose invece il veto su una legge che avrebbe redistribuito le eccedenze degli incassi dei dazi federali agli Stati, nonostante avesse in precedenza avanzato una proposta simile. La convenzione della Carolina del Sud si riunì e ritirò l'ordinanza di "nullificazione" e allo stesso tempo, in un ultimo atto di sfida, "nullificò" anche la legge sulla forza. Anche se i fautori della nullificazione non ottennero l'abbassamento immediato dei dazi, si erano imposti come i governanti senza opposizione della Carolina del Sud.

Mappa animata sulla situazione della schiavitù negli Stati Uniti e nei suoi domini territoriali tra il 1789 e il 1861.

Il 1º maggio seguente il presidente scrisse profeticamente che I dazi erano solo il pretesto, mentre la disunione e la "Confederazione meridionale" erano l'oggetto reale, il prossimo pretesto sarebbe stato il nero o la schiavitù.

#### Veto Maysville Road e infrastrutture
Jackson aveva svolto una campagna contro il programma di lavori pubblici finanziati dal governo federale intrapreso dalla presidenza di John Quincy Adams; ma a differenza di alcuni dei sostenitori più duri dell'autonomia degli Stati, il presidente pensò che tali progetti fossero costituzionali se essi aiutavano la difesa nazionale o miglioravano l'economia a livello federale, e non erano legati a interessi locali. Jackson pose il veto su una legge che avrebbe finanziato la costruzione della Maysville Road, una strada di collegamento tra due importanti strade interstatali, passando da Lexington, nel Kentucky, sostenendo ch'essa non era d'importanza nazionale.
Nonostante questo veto, nel complesso i finanziamenti federali alla costruzione di infrastrutture sarebbero aumentati notevolmente durante il corso della presidenza Jackson, raggiungendo un totale superiore a tutte le precedenti amministrazioni messe insieme.

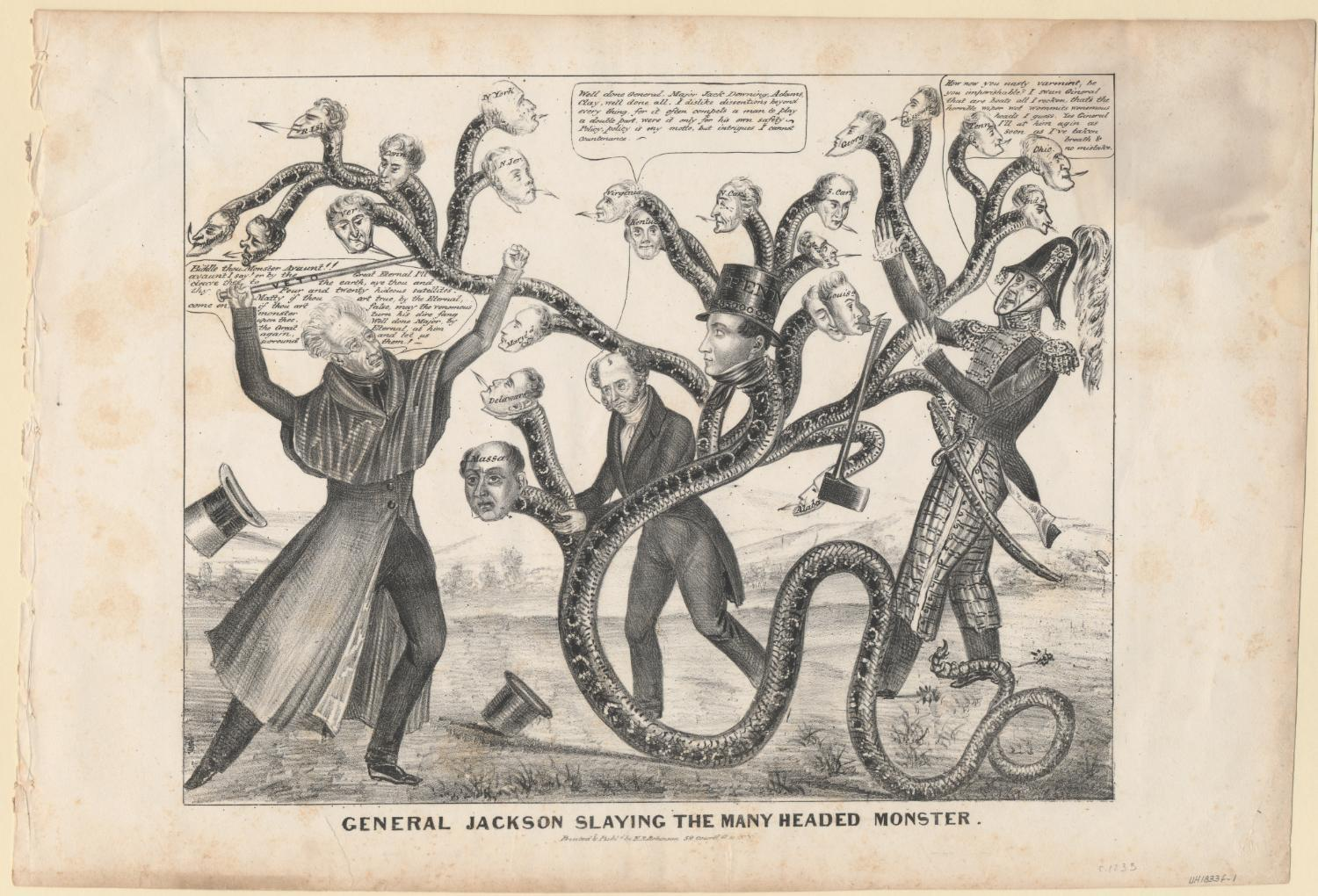
Una vignetta editoriale che mostra il presidente mentre combatte contro il "mostro a più teste" rappresentato dalla Seconda banca degli Stati Uniti.

#### Guerra bancaria
La Seconda banca degli Stati Uniti, che aveva un ruolo paragonabile a una banca centrale, era stata istituita durante la presidenza di James Madison per ripristinare un'economia devastata dalla guerra del 1812. Il presidente Monroe aveva nominato Nicholas Biddle dirigente della banca nazionale nel 1822. La banca nazionale gestiva filiali in diversi stati e concedeva a queste filiali un ampio grado di autonomia. Tra i compiti della banca nazionale vi erano la custodia di fondi governativi, l'emissione di banconote, la vendita di titoli del Tesoro, l'agevolazione delle transazioni estere e l'erogazione di credito alle imprese e ad altre banche. La banca nazionale svolgeva anche un ruolo importante nella regolazione dell'offerta di moneta, che consisteva in monete emesse dal governo e banconote emesse da privati. Presentando banconote private per il riscatto (cambio con monete) ai loro emittenti, la banca nazionale limitava l'offerta di carta moneta nel paese. Quando Jackson entrò in carica, la banca nazionale aveva un capitale di circa 35 milioni di dollari, più del doppio delle spese annuali del governo federale.

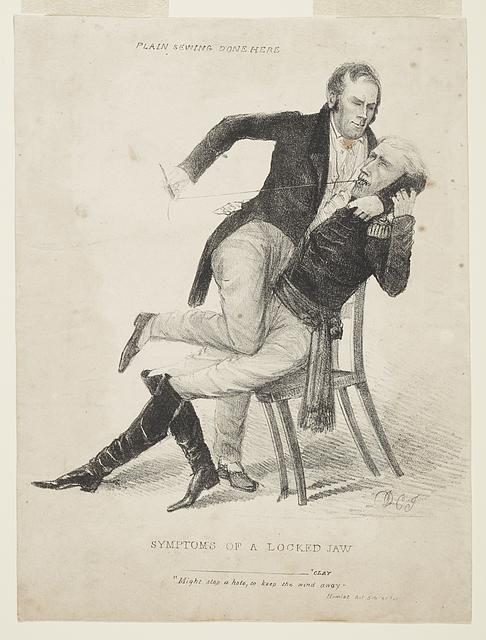
Caricatura di David Claypoole Johnston sulla guerra bancaria e le accuse di accordo sottobanco alle elezioni presidenziali del 1824 da parte di Andrew Jackson contro l'allora segretario di Stato Henry Clay. Quest'ultimo viene mostrato mentre reprime Jackson in uniforme da generale e seduto, mentre gli sta cucendo la bocca a forza. Dalla tasca di Clay sporge un foglio su cui è scritto: "cura per la calunnia".

La banca nazionale non era stata un tema di campagna elettorale nel 1828, ma alcuni nel paese, e tra questi Jackson, detestavano l'istituzione. Le azioni della banca nazionale erano per lo più detenute da stranieri, osservava Jackson, e il suo potere di controllo sul sistema politico era ritenuto eccessivo. Jackson aveva sviluppato un odio permanente per le banche all'inizio della sua carriera e voleva eliminare dalla circolazione tutte le banconote. Nel suo discorso al Congresso nel 1830 Jackson chiese l'abolizione della banca nazionale. Il senatore Thomas Hart Benton, un forte sostenitore del presidente nonostante un dissidio anni prima, pronunciò un discorso che denunciava con forza la Banca e chiedeva un dibattito aperto sulla proroga del suo statuto, ma il senatore Daniel Webster guidò una mozione che sconfisse di poco la risoluzione. Cercando di riconciliarsi con l'amministrazione Jackson, Biddle nominò alcuni democratici nei consigli di amministrazione delle filiali della banca nazionale e si adoperò per accelerare l'estinzione del debito nazionale.
Se la banca nazionale era invisa a Jackson e a molti dei suoi alleati, altri all'interno della coalizione jacksoniana, tra cui Eaton e il senatore Samuel Smith, la sostenevano. Nonostante alcuni dubbi, Jackson appoggiò un piano proposto alla fine del 1831 dal segretario al Tesoro Louis McLane, che era moderatamente a favore della banca nazionale e che stava segretamente lavorando con Biddle. Il piano di McLane prevedeva un nuovo statuto, modificato, della banca nazionale in modo da generare entrate per il governo federale, particolarmente attraverso la vendita di azioni della banca nazionale. I fondi avrebbero potuto essere utilizzati per rafforzare le forze armate o estinguere il debito della nazione. Nonostante le obiezioni del procuratore generale Taney, inflessibile avversario della banca nazionale, Jackson permise a McLane di pubblicare un rapporto del Tesoro che essenzialmente raccomandava un nuovo statuto e la proroga della banca nazionale.
Sperando di rendere la banca nazionale uno dei temi della campagna elettorale nelle elezioni del 1832, Clay e Webster esortarono Biddle a richiedere immediatamente un nuovo statuto anziché aspettare di raggiungere un compromesso con la presidenza. Biddle ricevette suggerimenti opposti da democratici moderati come McLane e William Lewis, i quali sostenevano che Biddle avrebbe dovuto aspettare perché Jackson avrebbe probabilmente posto il veto al disegno di legge di proroga. Nel gennaio 1832 Biddle presentò al Congresso un nuovo statuto della banca nazionale senza nessuna delle riforme proposte da McLane. Nel maggio 1832, dopo mesi di dibattito al Congresso, Biddle acconsentì a un disegno di legge rivisto che avrebbe prorogato la banca nazionale ma avrebbe conferito al Congresso e al presidente nuovi poteri di supervisione su di essa, limitandone anche la capacità di detenere proprietà e stabilire succursali filiali. Il disegno di legge di proroga fu approvato dal Senato l'11 giugno e dalla Camera il 3 luglio 1832.

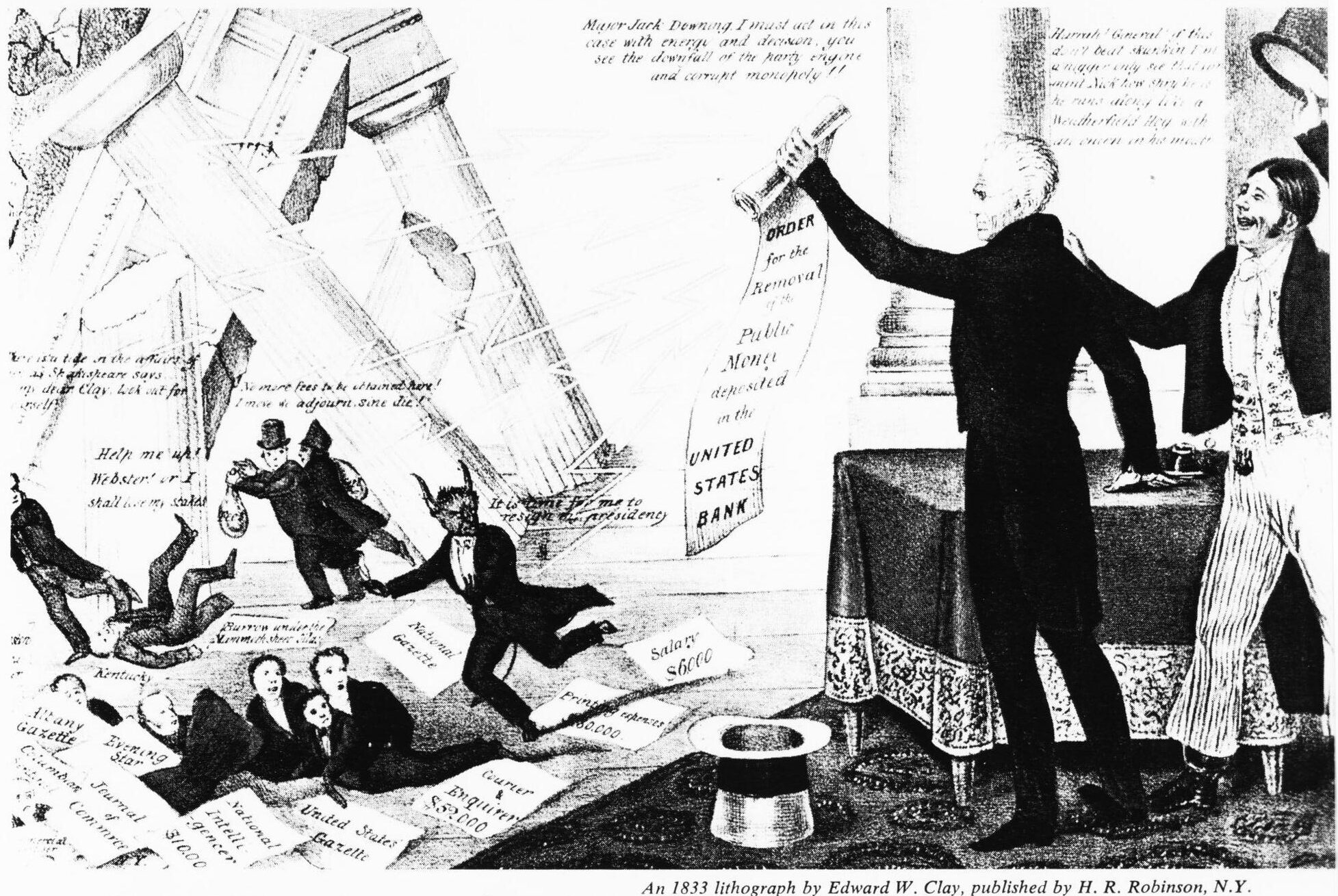
Vignetta a sostegno dei Democratici del 1832 che mostra il presidente mentre distrugge i "diavoli bancari".

Van Buren incontrò Jackson il 4 luglio, e questo dichiarò: "La banca, signor Van Buren, sta cercando di uccidermi. Ma la ucciderò io." Jackson pose ufficialmente il veto al disegno di legge il 10 luglio. Il suo messaggio di veto, elaborato principalmente da Taney, Kendall e Andrew Jackson Donelson, attaccava la banca nazionale come un agente della disuguaglianza, a sostegno solo dei ricchi. Notava anche che, poiché mancavano ancora quattro anni alla scadenza dello statuto corrente della banca nazionale, i prossimi due Congressi sarebbero stati in grado di prendere in considerazione nuovi progetti di legge di proroga e di un nuovo statuto. Gli oppositori politici di Jackson denunciarono il messaggio di veto come "lo stesso gergo del livellatore e del demagogo", sostenendo che Jackson stava usando la guerra di classe per ottenere il sostegno dell'uomo comune.

### Politica estera
La politica estera fu senza eventi di rilievo fino al 1835.
La presidenza si concentrò soprattutto sull'espansione del commercio internazionale; fu negoziato un accordo commerciale con il Regno Unito che aprì le Indie occidentali britanniche alle navi mercantili statunitensi. Le precedenti presidenze, ultima quella di Adams, avevano cercato di ottenere un trattato simile, e rappresentò un notevole risultato per Jackson. Il dipartimento di Stato negoziò anche accordi ordinari con l'impero russo, l'impero spagnolo, l'impero ottomano e il Siam. Le esportazioni degli Stati Uniti, soprattutto costituita da cotone, aumentò del 75% tra il 1829 e il 1837, a fronte di un'impennata di quasi il 250% del valore delle importazioni. Il presidente aumenterà gli stanziamenti per la marina militare, per poterla utilizzare a difesa degli interessi commerciali in aree remote come le isole Falkland, parte dell'impero britannico, e Sumatra, appartenente all'impero coloniale olandese.
Il secondo fronte di politica estera su cui operò Jackson fu relativo alla risoluzione dei debiti di guerra; l'argomento più spinoso era un debito che la Francia doveva per i danni causati da Napoleone Bonaparte due decenni prima. Pur accettando di pagare, Luigi Filippo di Francia continuava a posticiparne i termini; Jackson compì alcune azioni minacciose paventando un intervento armato; internamente, i suoi oppositori misero in ridicolo questa aggressività. L'ambasciatore degli Stati Uniti in Francia William Cabell Rives riuscì infine ad ottenere 25 milioni di franchi (equivalenti a circa 5 milioni di dollari) nel 1836. Il dipartimento di Stato giunse anche alla sistemazione di altre rivendicazioni minori con Regno di Danimarca, impero portoghese e impero spagnolo.

## Elezioni presidenziali del 1832
Le elezioni del 1832 mostrarono il rapido sviluppo e l'organizzazione dei partiti politici in quegli anni. Dopo che Jackson decise di ricandidarsi, nel 1831, il Partito Democratico dovette scegliere il candidato vicepresidente. Per effettuare la scelta, decise di convocare una convention, la prima della sua storia, a Baltimora nel mese di maggio, che scelse Martin Van Buren.
La principale opposizione a Jackson era rappresentata dal Partito Repubblicano-Nazionale, che tenne la sua prima convention sempre a Baltimora all'inizio del dicembre 1831, nominò Henry Clay e John Sergeant della Pennsylvania. Sempre nell'opposizione era il Partito anti-massonico (Anti-Mason party), che aveva già tenuto la propria assemblea a Baltimora nel settembre del 1831 nominando candidati il giudice William Wirt del Maryland e Amos Elmaker della Pennsylvania; sia Jackson che Clay appartenevano alla massoneria.
Durante la campagna elettorale per la ricandidatura, il mantenimento della Seconda banca degli Stati Uniti divenne il problema principale; la comunità imprenditoriale nazionale mobilitò compattamente il suo sostegno contro Jackson.
Il Partito Repubblicano-Nazionale godeva dell'appoggio degli imprenditori del nord-est, e Clay era convinto di vincere. Tuttavia, il Partito Democratico seppe condurre un'abile campagna elettorale; i giornali democratici, le parate, i ritrovi al barbecue e le manifestazioni aumentarono la popolarità di Jackson soprattutto tra la gente comune; egli stesso fece numerose apparizioni pubbliche nelle tappe del suo viaggio di ritorno dal Tennessee a Washington.

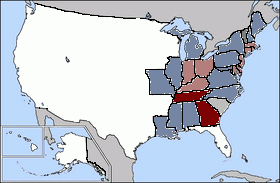
Mappa dei risultati elettorali del 1832; in blu gli Stati vinti da Jackson.

Jackson vinse nettamente, ottenendo il 55% del voto popolare e 219 grandi elettori del collegio elettorale. Clay ricevette il 37% del voto popolare e 49 grandi elettori; mentre Wirt l'8% dei suffragi corrispondenti a 7 voti elettorali.. Nonostante la vittoria di Jackson, il Partito Democratico perse la maggioranza del Senato.

## Secondo mandato

### Ritiro dei depositi e nota di biasimo
Jackson ritenne che la solida riconferma fosse un chiaro mandato popolare contro il mantenimento della Seconda banca degli Stati Uniti. Lo statuto della banca scadeva nel 1836, ma Jackson voleva che la banca smettesse di operare prima di quell'anno. Dopo aver pensato a ritirare i depositi del governo federale presso la banca nazionale, cosa però impossibile ai sensi di legge, nel 1833 il presidente decise di iniziare a depositare i nuovi incassi federali in diverse altri istituti di credito, locali e statali, che vedevano con favore la politica di Jackson (e soprannominate dai suoi avversari pet bank, "banche da compagnia"), accrescendo in tal maniera il credito e la speculazione.

Il Senato votò una mozione di biasimo a Jackson il 28 marzo del 1834, per la rimozione dei fondi statunitensi dalla Seconda banca; la mozione fu proposta dal potente senatore, e principale oppositore del presidente, Henry Clay.

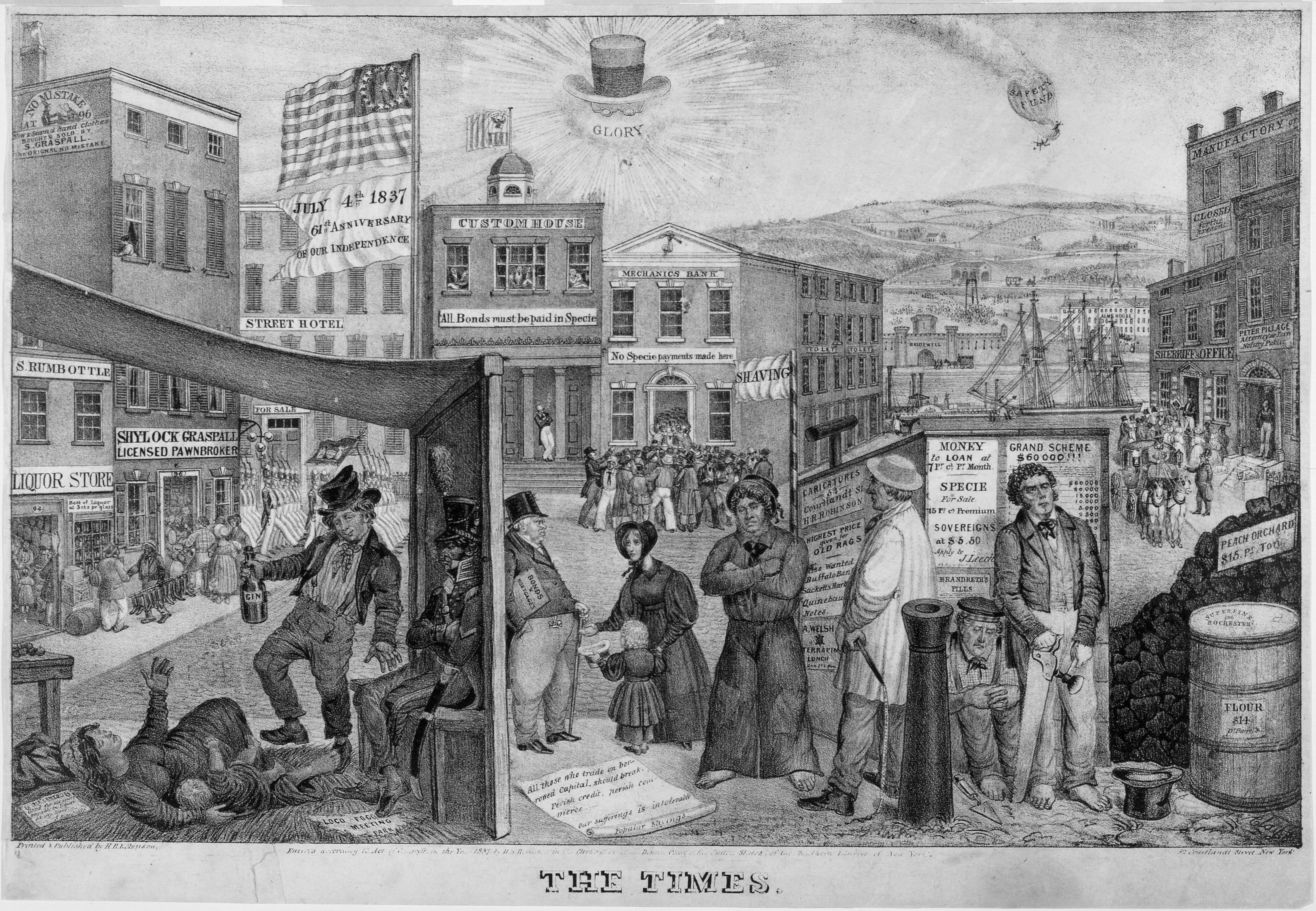
Una caricatura del 1837 di Edward Williams Clay che incolpa il presidente per i tempi difficili sopraggiunti.

I sostenitori del presidente, disponendo della maggioranza alla Camera, votarono una dichiarazione l'8 aprile 1834 che chiedeva che lo statuto della banca nazionale non fosse prorogato e che i depositi non fossero riportati presso di essa..

### Tentativo di omicidio

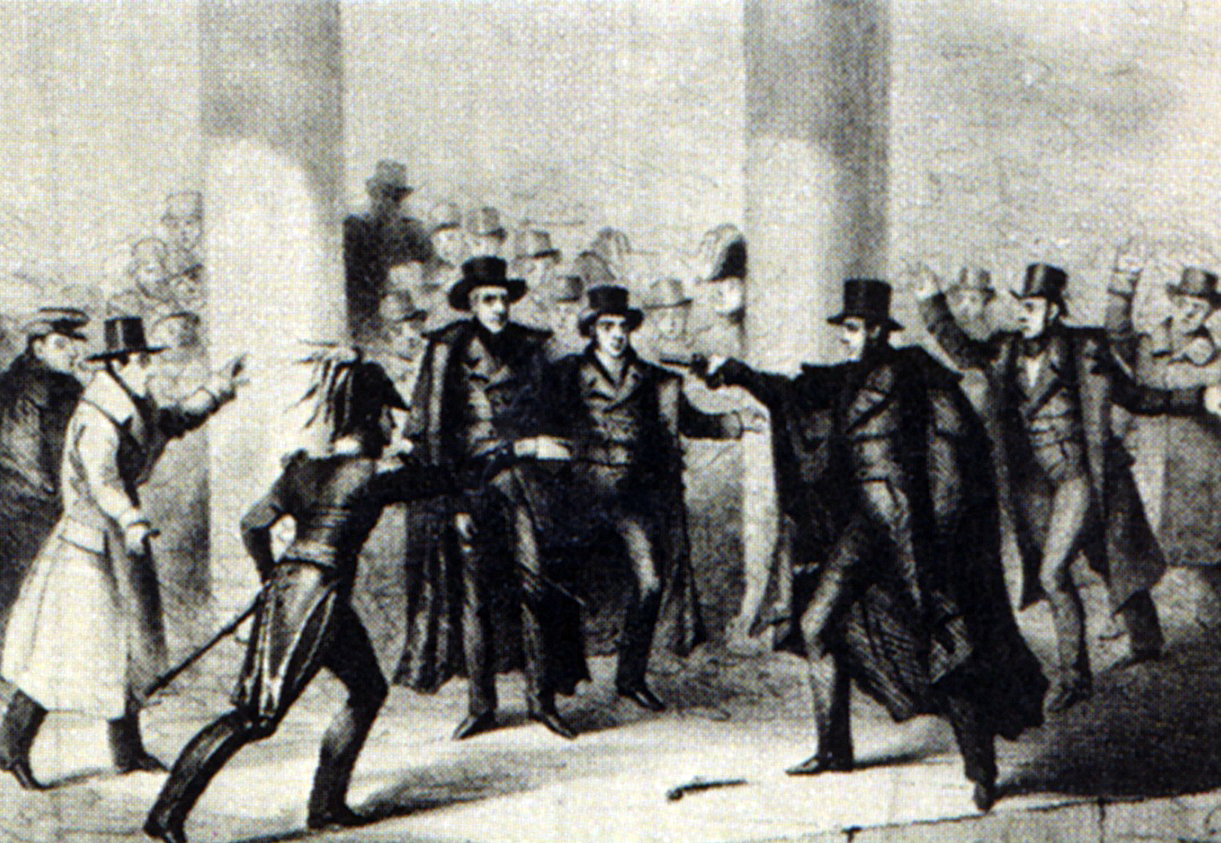
Illustrazione dell'attentato compiuto contro il presidente.

Il 30 gennaio 1835 Jackson divenne il primo presidente degli Stati Uniti ad essere oggetto di un attentato. Poco dopo aver lasciato il Campidoglio attraverso il portico orientale dopo le celebrazioni del funerale del deputato Warren Ransom Davis, si trovò davanti un imbianchino disoccupato di origini inglesi, Richard Lawrence, che gli puntò una pistola contro, fece fuoco ma l'arma s'inceppò e il proiettile non partì. Jackson iniziò a colpire l'aggressore con il proprio bastone da passeggio; Lawrence riuscì ad estrarre una seconda arma e a premere il grilletto, ma anche questa si inceppò. Lawrence fu immobilizzato dai primi collaboratori accorsi. L'attentatore soffriva di paranoia; riteneva che il governo federale gli dovesse una grossa somma che il presidente avrebbe invece trattenuto per sé. I fondi gli sarebbero dovuti servire per permettergli di assumere la posizione che - a suo dire - gli spettava di diritto in qualità di deposto re Riccardo III d'Inghilterra (morto nel 1485), dichiarò anche che Jackson era un suo impiegato. Giudicato folle, fu ricoverato in un manicomio. Il presidente nutrì sospetti che dietro all'attentato si celassero i suoi maggiori nemici politici, ma nessuna prova di ciò fu mai trovata.

Percentuale di popolazione schiava per Stato federato tra il 1790 e il 1860.

### Controversie sulla schiavitù
La questione dello schiavismo non fu particolarmente importante durante la presidenza Jackson. Egli stesso era proprietario di almeno 200 schiavi; aveva approvato l'espansione della pratica schiavista nei territori del West ed era contrario all'agitazione abolizionista. Nonostante ciò due significative controversie legali sorsero mentre si trovava alla Casa Bianca.
Nel 1835 l'American Antislavery Society lanciò una campagna postale contro il "peculiare istituto" (eufemismo per la schiavitù); decine di migliaia di opuscoli e trattati contrari alla schiavitù furono inviati per posta al sud. Qui, la campagna suscitò una forte reazione. Al Congresso i sudisti chiesero che i volantini non fossero consegnati. Jackson cercava di placare i sudisti, dopo la "crisi della nullificazione"; il direttore generale delle poste Amos Kendall diede ai direttori degli uffici postali del sud la discrezionalità su consegnare o meno il materiale della campagna, azione che gli abolizionisti denunciarono come contraria alla libertà di parola.
Sempre nel 1835 gli abolizionisti inviarono una petizione alla Camera dei rappresentanti con la richiesta di porre fine alla compravendita di schiavi e alla stessa schiavitù nel distretto di Washington; la richiesta adirò i sudisti che cercarono di impedire che la petizione fosse registrata ufficialmente dal Congresso. I Whig nordisti obiettarono che le petizioni contro la schiavitù erano pienamente costituzionali e che non potevano essere impedite. Il deputato Henry Laurens Pinckney presentò alla Camera dei rappresentanti una risoluzione che descriveva le petizioni come una forma di "sentimentalismo malaticcio", dichiarando che il Congresso non aveva il diritto d'interferire con lo schiavismo sudista; propose infine che nessuna ulteriore petizione abolizionista fosse presa in considerazione. I parlamentari sudisti, inclusi molti dei sostenitori del presidente, erano favorevoli a quest'ultima procedura (la 21° regola, comunemente denominata "regola del bavaglio") che fu approvata velocemente senza dibattito, ponendo sotto silenzio le attività abolizioniste in seno al Congresso.

Lo Stato federato di Coahuila y Texas durante la Prima Repubblica messicana tra il 1824 e il 1835.

### Riconoscimento della Repubblica del Texas
Jackson credeva che il suo predecessore Adams avesse ceduto a un prezzo troppo basso territori che potevano essere legittimamente rivendicati, quando come segretario di Stato di Monroe aveva preparato il trattato Adams-Onís. Jackson voleva continuare l'espansione degli Stati Uniti ad ovest e continuò i tentativi di Adams di acquistare lo Stato messicano di Coahuila y Texas, che il Messico aveva fino ad allora respinto. La regione ospitava un gran numero di coloni americani, infatti dopo aver ottenuto l'indipendenza dall'impero spagnolo il Primo Impero messicano aveva invitato coloni statunitensi a stabilirsi nella provincia, al tempo sottosviluppata: almeno 35.000 coloni vi si trasferiranno tra il 1821 e il 1835. La maggior parte di questi pionieri proveniva dagli Stati Uniti meridionali e molti di loro condussero con sé anche gli schiavi di cui erano padroni. Nel 1830, temendo che lo Stato stesse per diventare un'estensione virtuale degli Stati Uniti, il governo messicano proibì l'immigrazione nel Coahuila y Texas. I coloni statunitensi diventavano sempre più irrequieti sotto il governo messicano..
Nel 1835 i coloni, assieme ai messicani dello Stato, diedero il via ad una guerra per l'indipendenza del Texas; nel maggio successivo, avendo senza grandi difficoltà sbaragliato l'esercito messicano, fondarono la Repubblica del Texas. Il nuovo governo cercò immediatamente il riconoscimento da parte del presidente statunitense e contemporaneamente l'annessione all'Unione. Gli abolizionisti del nord si opposero nettamente all'annessione texana in quanto in quelle terre lo schiavismo era diffuso a causa della coltivazione del cotone. Jackson rimase titubante sul riconoscimento della nuova nazione, non essendo convinto che la neonata repubblica riuscisse a mantenere l'indipendenza dai messicani e non volendo trasformare la questione texana in una battaglia ideologica tra schiavisti e abolizionisti alle prossime elezioni presidenziali del 1836. La strategia funzionò e il candidato di Jackson, Martin Van Buren, vinse le elezioni. Jackson riconobbe formalmente la Repubblica texana, nominando il deputato della Louisiana Alcée Louis la Branche come incaricato d'affari, l'ultimo giorno della sua presidenza prima del passaggio di consegne a Van Buren, il 3 marzo 1837.

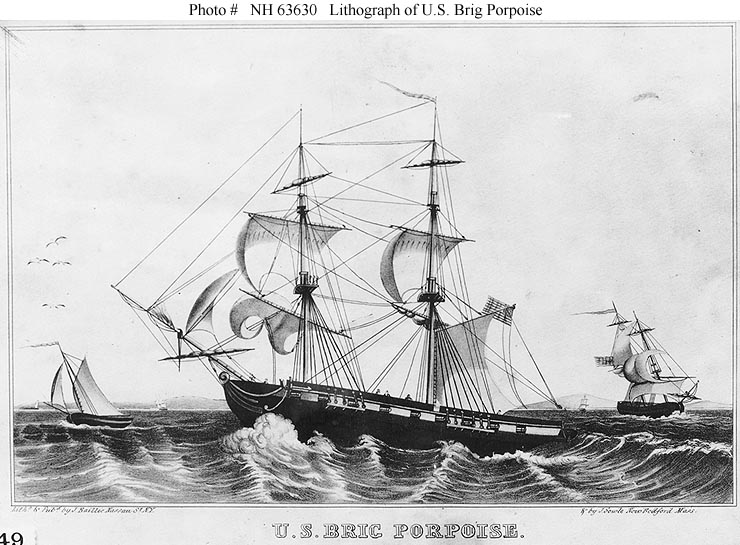
Una litografia della USS Porpoise, il bricco varato nel maggio 1836 dal Segretario alla Marina Mahlon Dickerson e utilizzata nelle di poco successive spedizioni esplorative.

### Spedizioni esplorative
Il presidente si oppose al finanziamento di qualsiasi spedizione scientifica esplorativa durante il suo primo mandato; cambiò idea solamente verso la fine del secondo mandato: il 18 maggio 1836 promulgò una legge che avrebbe finanziato la spedizione esplorativa oceanica. Tuttavia i preparativi si fermarono presto e la spedizione di Wilkes prese il via solo nel 1838, durante la presidenza di Martin Van Buren.

### Ascesa del Partito Whig
Quando Jackson arrivò alla presidenza, non si erano ancora formate chiare organizzazioni di partito; il presidente aveva molti sostenitori a nord ovest, a nord est e al sud, ma queste regioni avevano opinioni divergenti su svariate questioni. La crisi della Nullificazione a cavallo delle elezioni presidenziali del 1832 fece emergere ancora nuove divisioni, poiché molti all'interno della coalizione di Jackson erano contrari alla minaccia dell'uso della forza da parte del presidente, mentre alcuni leader dell'opposizione come Daniel Webster la appoggiavano. La rimozione dei depositi bancari del Governo federale dalla Seconda banca degli Stati Uniti, negli ultimi mesi del 1833, pose però fine a una possibilità di alleanza Webster-Jackson e contribuì a consolidare i confini dei partiti; le minacce di Jackson di inviare le forze armate nella Carolina del Sud a seguito dell'"ordine di Nullificazione" e la sua alleanza con Martin Van Buren spinsero molti esponenti del sud a lasciare il Partito Democratico, mentre l'avversione del presidente verso la banca nazionale gli procurò oppositori al nord. Attaccando l'eccessivo uso del potere esecutivo da parte di Jackson, i suoi rivali si unirono nel Partito Whig; il nome della nuova forza politica si rifaceva ai Whig britannici e paragonava implicitamente Jackson, soprannominato "re Andrew" al re Giorgio III del Regno Unito al tempo della rivoluzione americana.

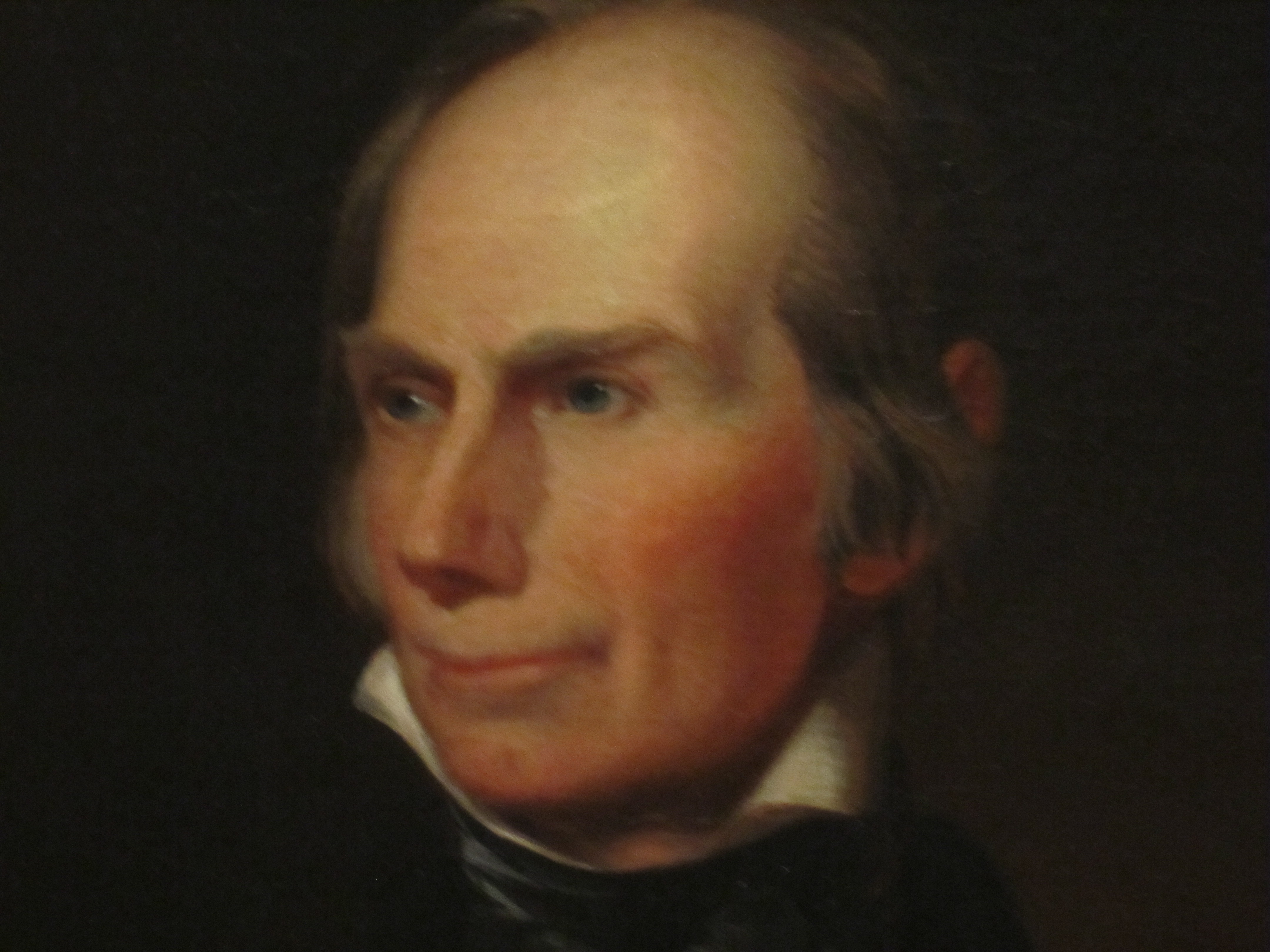
Henry Clay, uno dei capi del nuovo Partito Whig, in un dipinto di John Neagle.

Gli esponenti del vecchio Partito Repubblicano Nazionale, tra cui Henry Clay e Webster, costituirono il nucleo del gruppo dirigente, e vi confluirono anche molti dichiarati anti-massoni come William Seward dello Stato di New York e Thaddeus Stevens della Pennsylvania. Anche alcuni Democratici scontenti si unirono ai Whig, tra questi l'ex procuratore generale John MacPherson Berrien, il senatore Willie Person Mangum della Carolina del Sud e il futuro presidente John Tyler della Virginia.
A partire dal dicembre 1833 il comportamento di voto al Congresso iniziò ad essere legato all'affiliazione di partito; all'epoca delle elezioni presidenziali del 1836 i Whig e i Democratici avevano oramai stabilito organizzazioni a livello di Stato in diverse regioni della nazione, tuttavia con grandi differenze di seguito a seconda della regione geografica e tenendo conto che gli oppositori di Jackson al sud non volevano essere considerati Whig. I Democratici si dedicarono apertamente alla propaganda di partito nel corso della campagna elettorale, mentre numerosi Whig furono riluttanti ad accettare il nuovo sistema di politica basato sui partiti e non si organizzarono quanto i Democratici. I seguaci di Calhoun, favorevoli alla "nullificazione", non si riconobbero in nessuno dei due partiti e cercarono di volta in volta alleanze temporanee con uno di essi..

## Elezioni presidenziali del 1836
Jackson decise di non ricandidarsi per un terzo mandato nel 1836, e di appoggiare la candidatura di Martin Van Buren, suo successore designato; Van Buren fu nominato candidato dal Partito Democratico senza opposizione. Per la candidatura alla vicepresidenza la scelta fu tra il deputato Richard Mentor Johnson del Kentucky e l'ex senatore William Cabell Rives della Virginia; i Democratici del sud e lo stesso Van Buren erano a favore di Rives, mentre Jackson preferiva Johnson. La notevole influenza del presidente uscente prevalse, e Johnson raggiunse la necessaria maggioranza dei due terzi.
Per avere qualche speranza di battere Van Buren, e anche a causa della sua recente nascita e la conseguente scarsa unità interna, il Partito Whig decise di candidare tre esponenti diversi a seconda delle regioni, sperando che Van Buren non raggiungesse la maggioranza assoluta di grandi elettori e che quindi l'elezione del presidente fosse demandata alla Camera dei rappresentanti, dove ogni delegazione statale contava come un voto e i Whig avrebbero avuto maggiori possibilità di successo.
Il senatore Hugh Lawson White del Tennessee emerse come il candidato Whig nel sud; egli fece un'aperta campagna elettorale contro la Force Bill e l'operato di Jackson nella "guerra alla banca", e puntò sull'impopolarità di Van Buren nel sud. William Henry Harrison, che aveva acquisito fama nazionale per il ruolo svolto nella battaglia di Tippecanoe, si affermò invece come il maggior candidato Whig nel Nord, lasciando a Daniel Webster un ruolo secondario.

I risultati delle elezioni presidenziali del 1836.

Van Buren vinse le elezioni con 764.198 voti popolari, il 50,9% del totale e 170 grandi elettori su 294. Harrison guidò i Whig con 73 voti elettorali, White ne ricevette 26 e Webster 14. Willie Person Mangum della Carolina del Sud vinse gli 11 voti elettorali del suo Stato di appartenenza. La vittoria di Van Buren fu il risultato della somma delle sue qualità politiche e personali, della popolarità di Jackson che lo appoggiava, del potere organizzativo del Partito Democratico e dall'incapacità del Partito Whig a trovare un candidato forte e ad effettuare un'efficace campagna di propaganda.

## Panico del 1837
L'economia degli Stati Uniti d'America si espanse molto nel corso degli anni 1830 e il governo federale, con le entrate derivanti dai dazi e dalla vendita di terreni pubblici fu in grado di estinguere il debito pubblico federale a gennaio 1835, unica volta nella storia degli Stati Uniti. Dopo la fine della "guerra alla banca", Jackson chiese al Congresso di votare una legge che regolasse anche le "banche di compagnia" (pet banks), le banche private dov'erano depositati i fondi federali. Jackson voleva restringere la possibilità delle banche ad emettere banconote del valore sotto i cinque dollari, e obbligare le banche a mantenere riserve in metallo prezioso (oro e argento) pari a un quarto del valore delle banconote emesse. Il Congresso tuttavia non esaminò la sua proposta prima della fine della sessione a marzo 1835, per cui il segretario al Tesoro Woodbury obbligò le banche private ad operare secondo la proposta di Jackson.

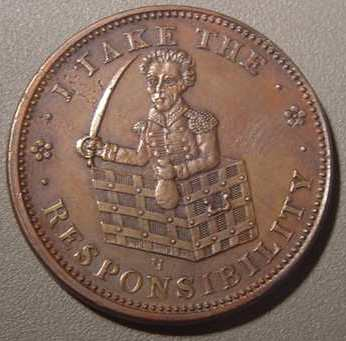
Esempio di gettone coniato da privati che venne utilizzato al posto della moneta da un centesimo durante la carenza di valuta. L'iscrizione recita "I Take the Responsibility"; raffigura il presidente con una spada sguainata e una borsa di monete in mano che emerge da una robusta cassa protettiva.

Il dibattito sulla regolamentazione delle attività finanziarie si legò a quello sulla destinazione del surplus federale e alla proposta di aumentare il numero di "banche da compagnia". Nel giugno 1836 il Congresso votò una legge che più che raddoppiava il numero di "banche da compagnia", redistribuiva il surplus federale ai singoli Stati e introduceva le limitazioni alle banche proposte da Jackson. Jackson non era d'accordo con la redistribuzione del surplus, ma non pose il veto. Con molte più "banche da compagnia", imporre limitazioni da parte del governo federale divenne più difficile e i prestiti aumentarono, cosa che contribuì al formarsi di una bolla speculativa del valore dei terreni; il demanio vendette 12,5 milioni di acri nel 1835, più di sei volte rispetto al 1829. Per limitare la speculazione, Jackson emise la "circolare della moneta" (Specie Circular), un ordine esecutivo che imponeva agli acquirenti di terreni demaniali di pagare in moneta di metallo prezioso. La "circolare della moneta" minò la fiducia del pubblico verso le banconote emesse dalle banche; il Congresso votò una legge che annullava l'ordine di Jackson, ma Jackson pose il veto, l'ultimo giorno in cui era in carica.
Nel 1837 scoppiò una crisi conosciuta come panico del 1837. Le concause erano diverse: il trasferimento dei fondi federali alle banche private nel 1833 indusse i sistemi bancari del West a ridurre la loro politica di prestiti, e la "circolare sulla moneta", pensata per ridurre le speculazioni e stabilizzare l'economia, condusse molti investitori a non poter più pagare i prestiti in oro e argento. Nel 1837 si aggiunse anche una flessione nell'economia del Regno Unito, che ridusse il flusso di investimenti oltreoceano. Conseguentemente l'economia americana entrò in depressione, alcune banche si dichiararono insolventi, il debito nazionale ricominciò ad aumentare, i fallimenti commerciali aumentarono, i prezzi del cotone diminuirono e la disoccupazione salì drammaticamente.
La fase di recessione che ne seguì durò quattro anni, fino a metà del 1841, quando l'economia iniziò a riprendersi.

## Eredità storica
(Mario Francini, Storia dei presidenti americani, Tascabili Newton 1996, pag. 26-27.)

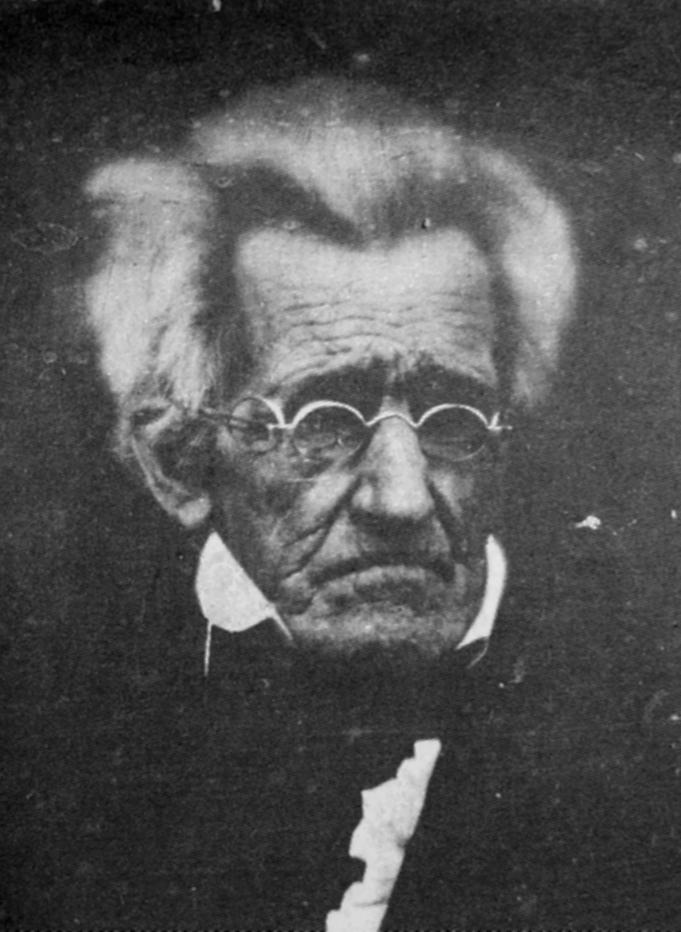
L'ex presidente nel 1844.

Andrew Jackson lasciò un'impronta molto grande nella storia degli Stati Uniti. Creò un movimento politico, la democrazia jacksoniana, che dominò la politica nazionale per almeno un quarto di secolo. Spesso chiamata "Era Jacksoniana", fu un periodo pieno di contestazioni, turbolenze e disordini, come esemplificato nella personalità potente e violenta dello stesso presidente. Jackson non fu personalmente responsabile delle nuove leggi che consentirono il diritto di voto praticamente a tutti i bianchi americani, ma una volta caduta quella barriera ne approfittò. Lo storico Frederick Jackson Turner nel 1893 scrisse che la frontiera del West aveva donato all'America:
I temi di Jackson hanno dominato la retorica politica statunitense fino agli anni 1850, quando furono soppiantati da discussioni sulle divisioni geografiche e sulla schiavitù. I suoi avversari Whig si definirono in quanto oppositori sostanziali al suo allargamento dei poteri presidenziali. Storici liberali, come Arthur M. Schlesinger Jr., lo hanno salutato come il fondatore del moderno liberalismo negli Stati Uniti d'America e la primaria fonte d'ispirazione per la presidenza di Franklin Delano Roosevelt il secolo seguente.
Gli storici conservatori, d'altra parte, hanno sottolineato le sue fallimentari politiche economiche, come la "moneta solida" e l'opposizione al settore bancario, osservando che l'economia cadde in una profonda recessione quando lasciò l'incarico nel 1837. Lo storico finanziario Bray Hammond, peraltro, un funzionario del Federal Reserve System, andò controcorrente e descrisse Jackson come un adepto del laissez-faire favorevole ai ricchi.
Il biografo di Jackson, Robert Vincent Remini, sostiene che la democrazia di Jackson:

Una cena per il "Jefferson-Jackson Day" nel 1950.

La figura del presidente ha continuato ad essere un'icona della democrazia e del sentimento nazionale statunitense più esasperato per tutto il corso del XX secolo. Per decenni gli affiliati statali del Partito Democratico di tutto il paese hanno tenuto cene del "Jefferson-Jackson Day" in cui raccoglievano le loro quote di finanziamento annuale (anche se molti stanno cambiando nome ai loro eventi per allinearsi ai valori del Partito di oggi).
La reputazione di Jackson tra gli storici è diminuita all'arrivo del XXI secolo, principalmente a causa della questione della deportazione degli indiani. Nella maggior parte dei sondaggi d'opinione svolti tra gli esperti, egli ottiene la sesta o settima posizione nella classifica storica dei presidenti degli Stati Uniti d'America, immediatamente dietro a Jefferson e a Theodore Roosevelt, ma davanti a Truman.

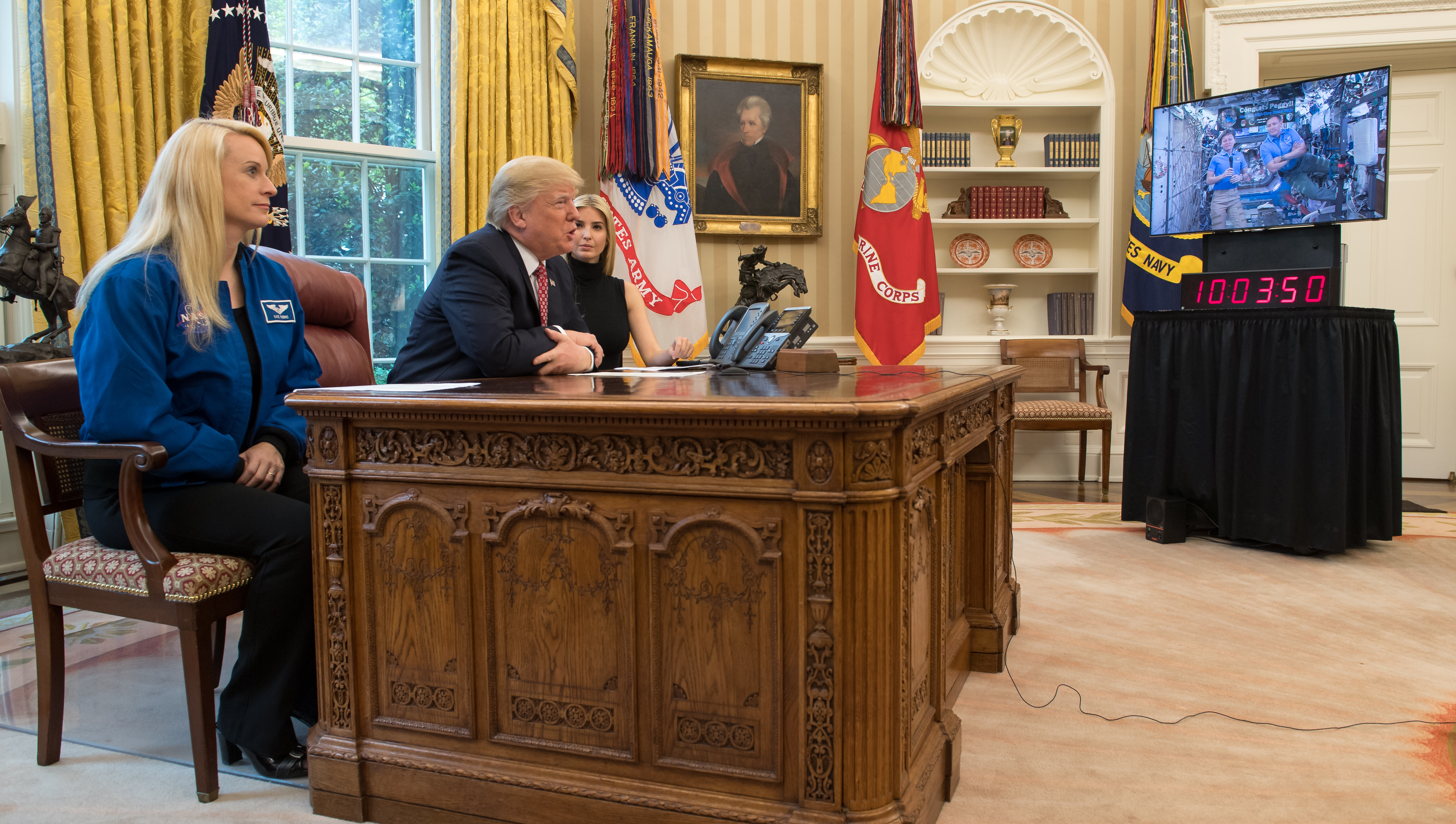
Il presidente Donald Trump nello Studio Ovale con sullo sfondo un ritratto di Andrew Jackson.

Un sondaggio C-SPAN condotto nel 1999 lo piazzò al tredicesimo posto; uno del The Wall Street Journal tra gli storici del movimento conservatore del 2000 ha classificato Jackson al sesto posto tra i migliori presidenti di tutti i tempi. La sua posizione è però declinata fino al diciottesimo posto del 2017; alcuni associano questo calo di consensi alle frequenti lodi che Jackson ha ricevuto dal presidente in carica Donald Trump, che ha voluto appendere il suo ritratto ufficiale nello Studio Ovale.

### Memoriali e cultura di massa
Il presidente e sua moglie Rachel Jackson sono i soggetti principali di un romanzo storico di Irving Stone pubblicato nel 1951 dal titolo The President's Lady; vi si racconta la storia delle loro vite fino alla morte di lei. L'opera fu lo spunto per il film del 1953 Schiava e signora interpretato da Charlton Heston nei panni di Jackson e Susan Hayward in quelli di Rachel.
La figura del presidente è stata un personaggio di supporto in un'ampia serie di film storici e produzioni televisive. Lionel Barrymore ha interpretato Jackson in Troppo amata (1936), una biografia romanzata di Peggy Eaton con protagonista Joan Crawford.
Il film I filibustieri (1938), che narra la battaglia di New Orleans, vede Hugh Sothern nel ruolo del futuro presidente; nel remake nel 1958 I bucanieri Heston recita nuovamente la parte di Jackson. Basil Ruysdael ha interpretato il presidente nella miniserie televisiva prodotta da Walt Disney nel 1955 e intitolata Davy Crockett TV.
Wesley Addy è apparso nel ruolo di Jackson in alcuni episodi della miniserie della PBS del 1976 intitolata The Adams Chronicles.

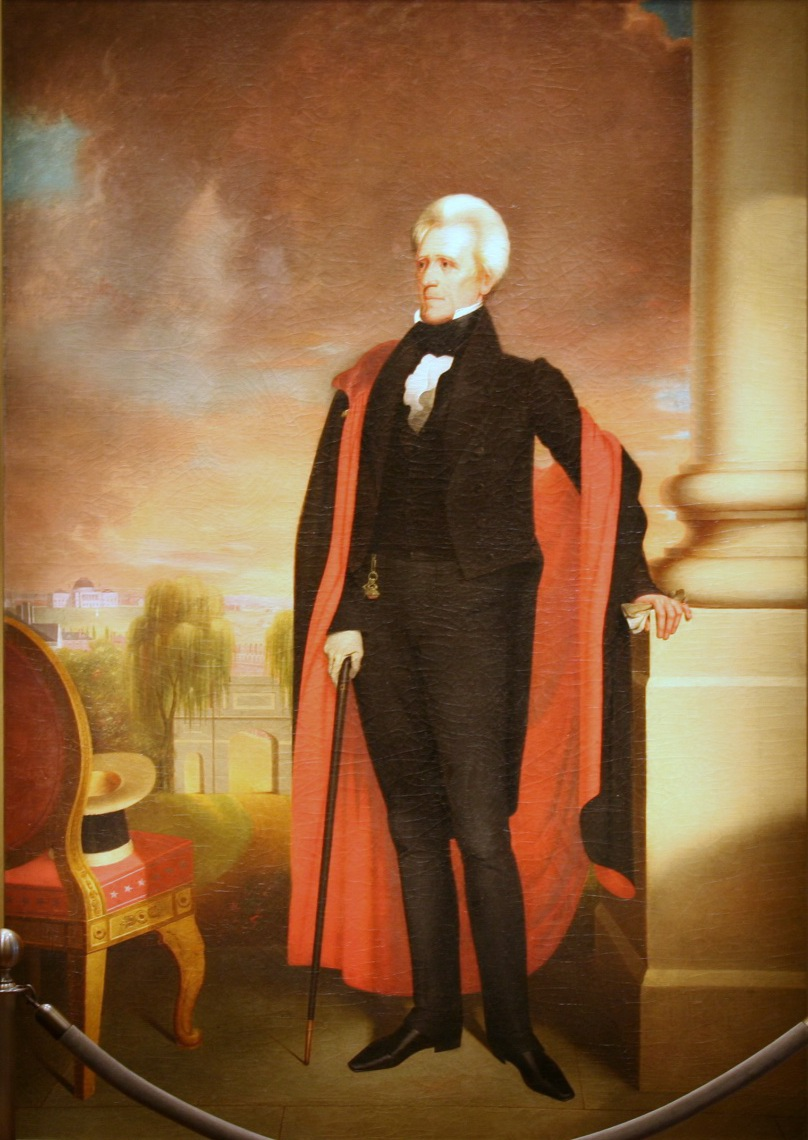
Il ritratto ufficiale del presidente in un dipinto di Ralph Eleaser Whiteside Earl.

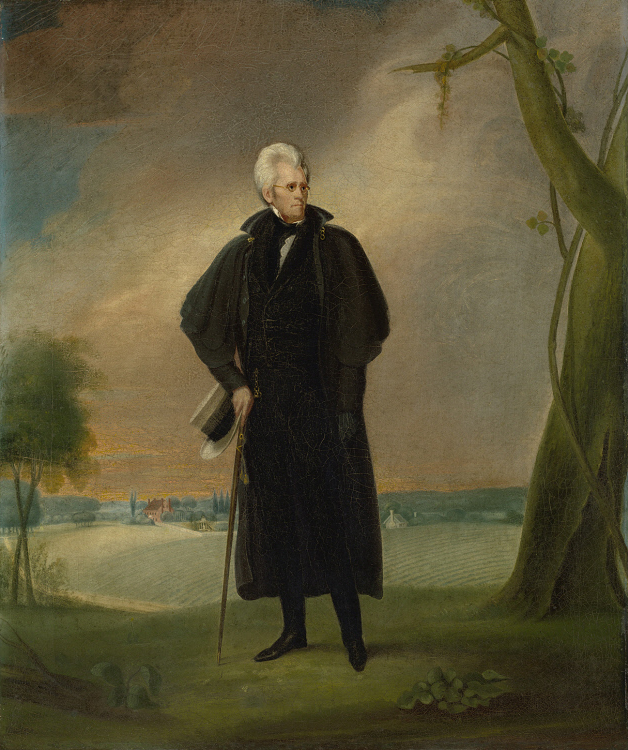
Dipinto del presidente nel 1830.

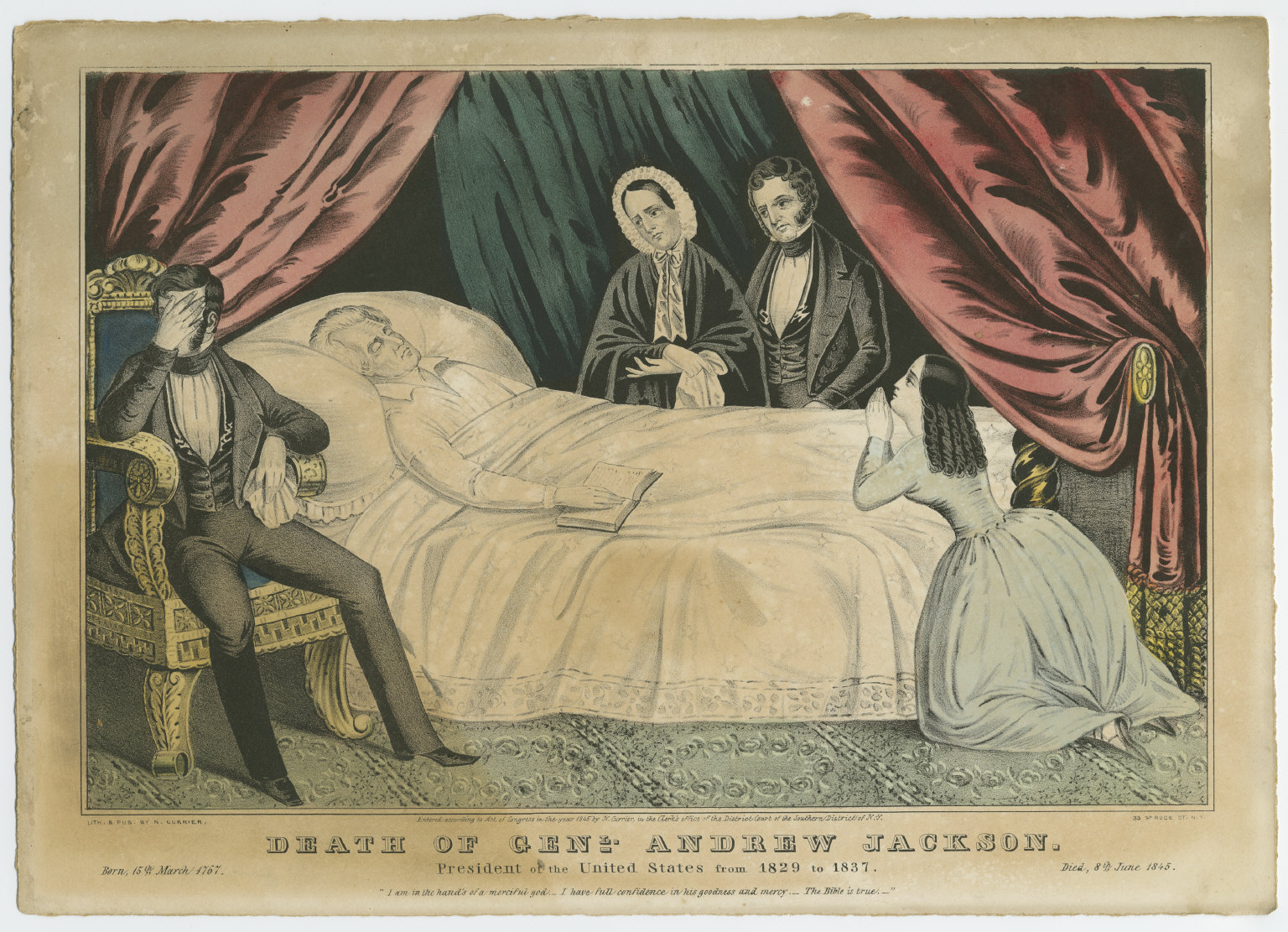
Rappresentazione della morte dell'ex presidente nel 1845.

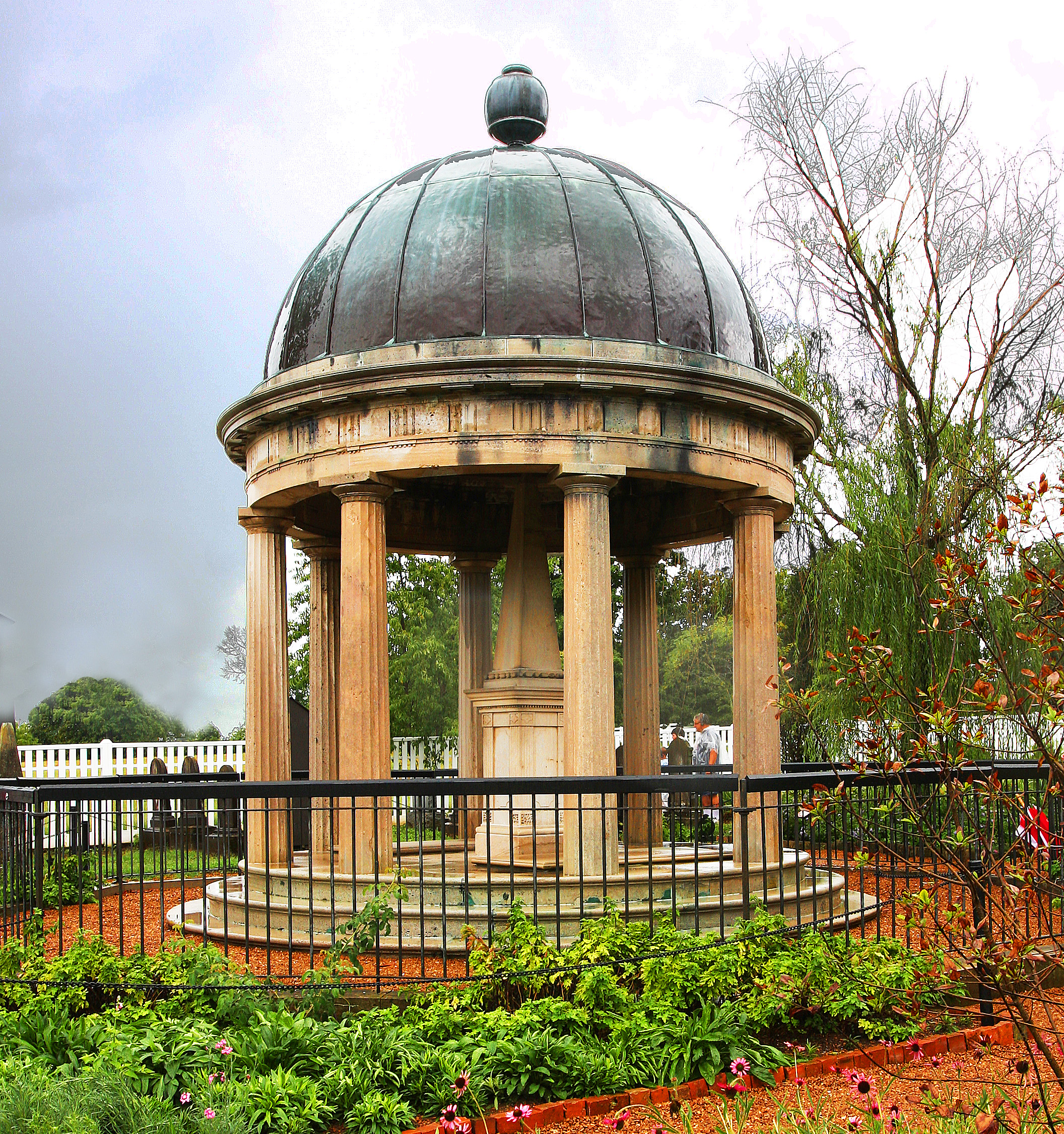
La tomba "Hermitage" della famiglia Jackson a Nashville.

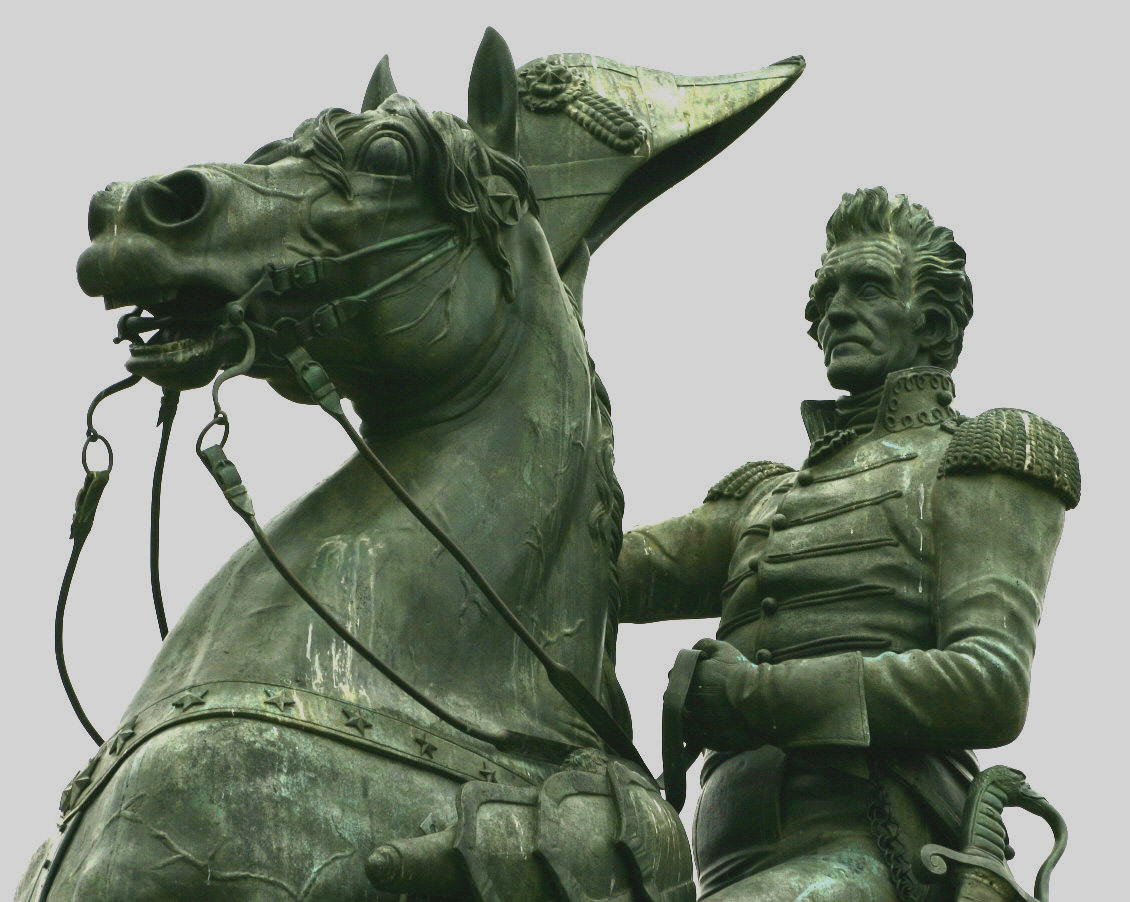
Particolare della statua equestre dello scultore Clark Mills dedicata nel 1852 al presidente; "Lafayette Square", Washington.

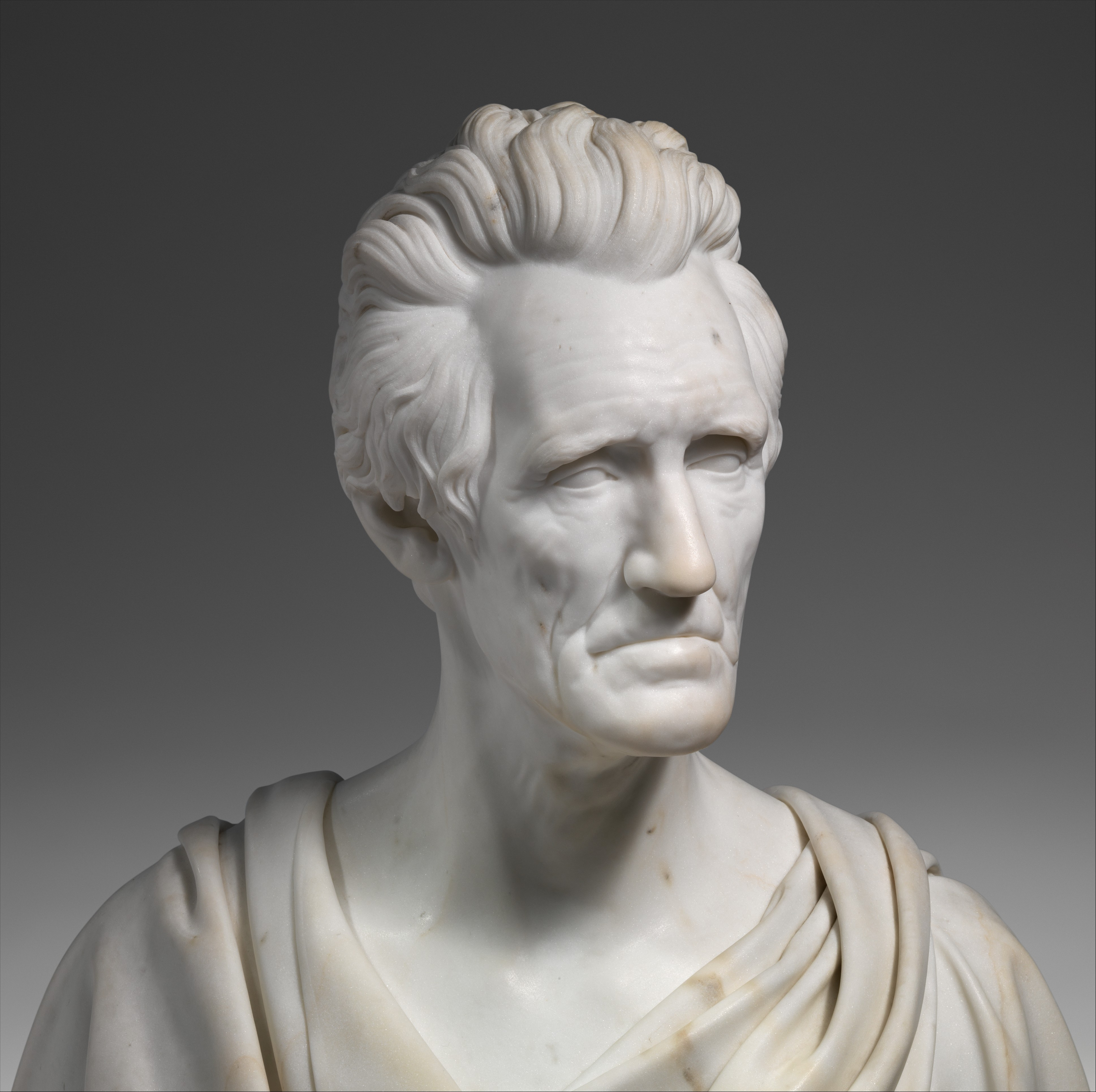
Il Busto del presidente opera di Hiram Powers.

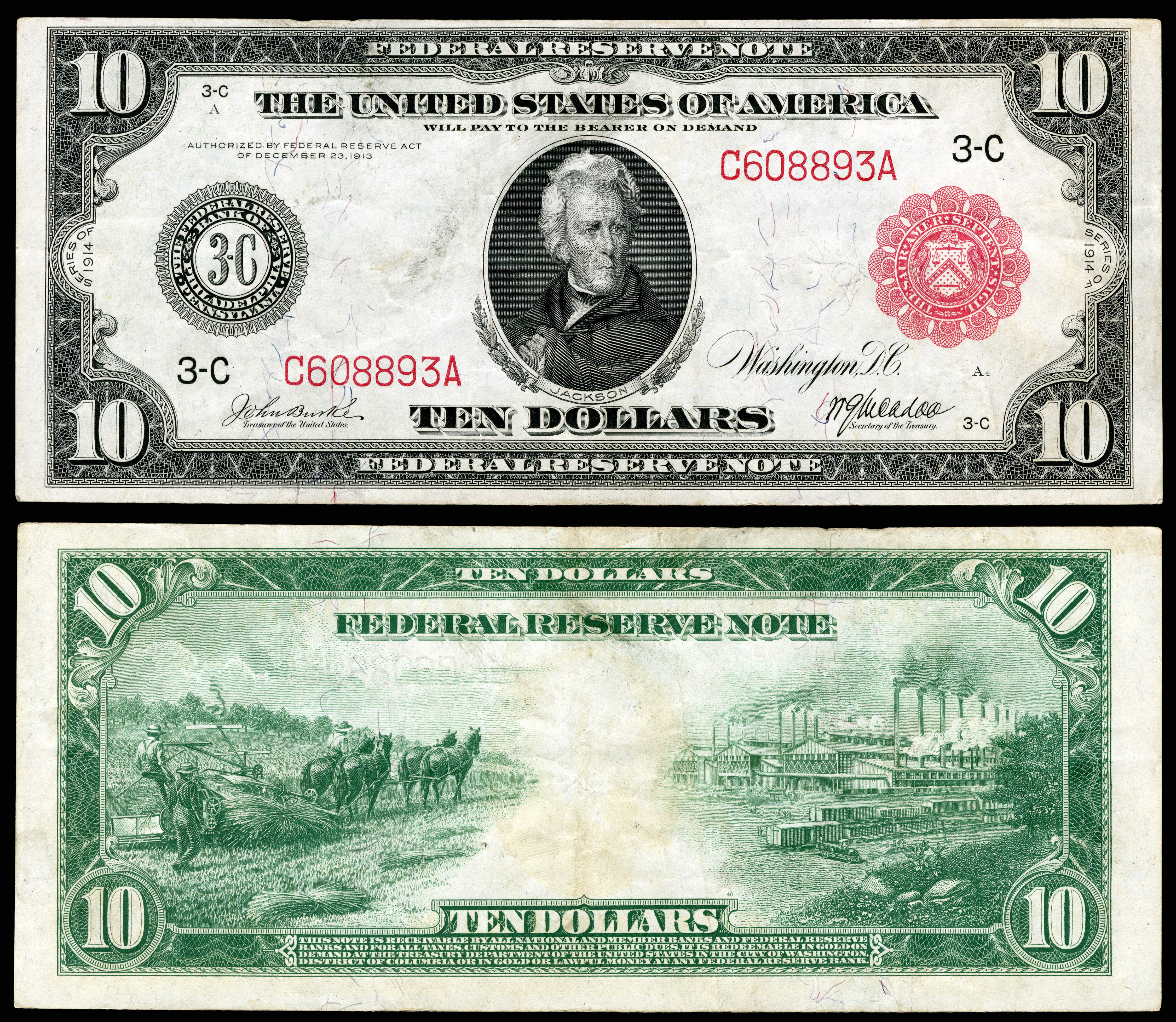
Serie da 10 dollari stampata nel 1914, durante la presidenza di Thomas Woodrow Wilson.

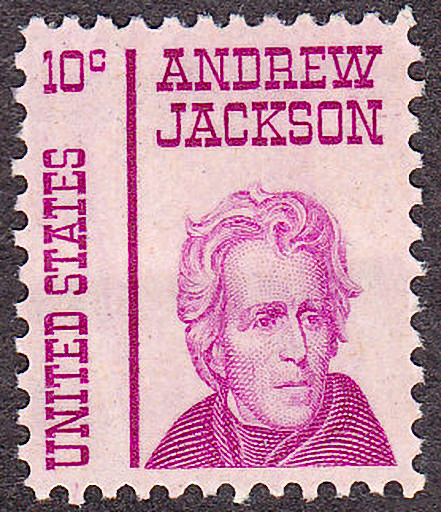
Un francobollo stampato nel 1967, durante la presidenza di Lyndon B. Johnson.

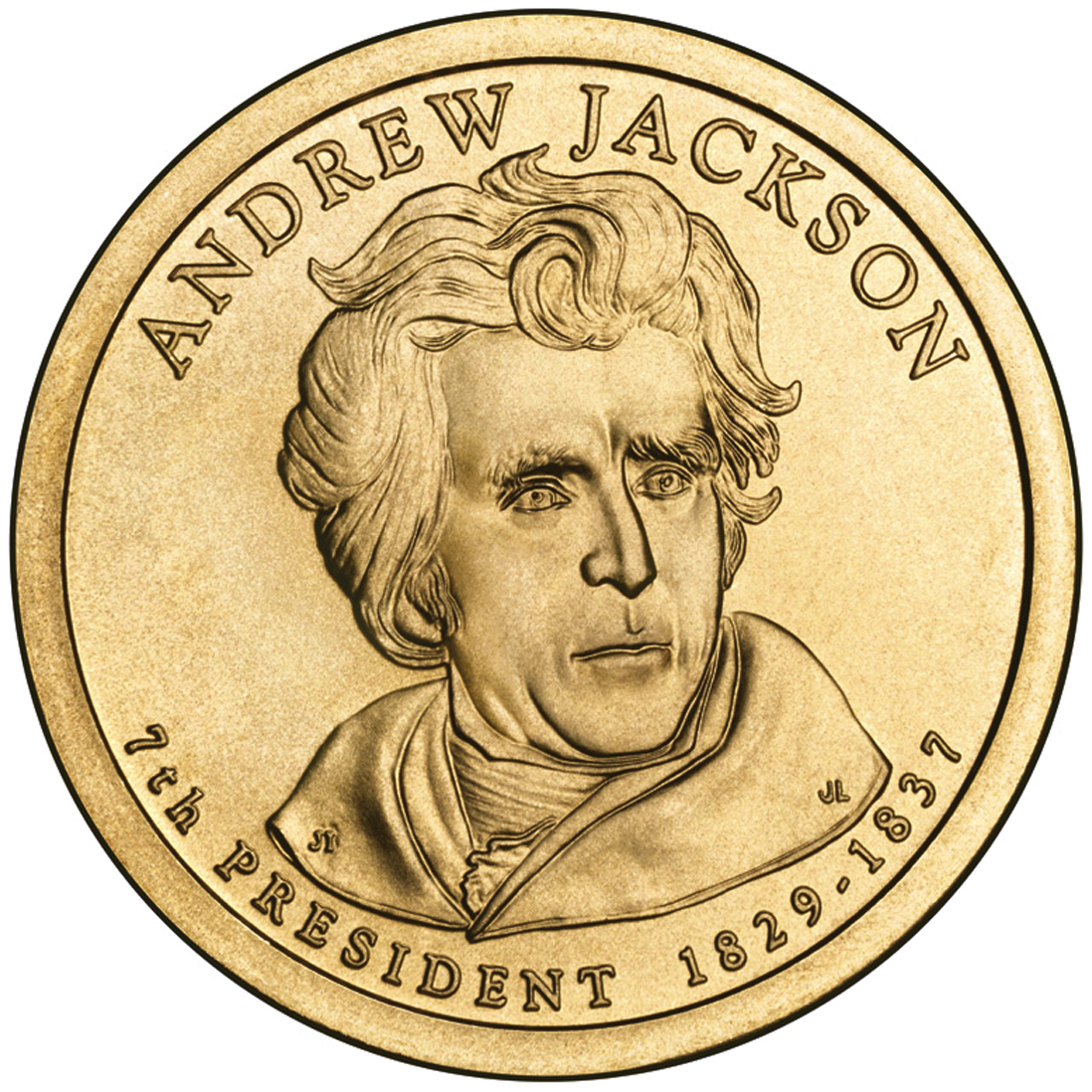
Un dollaro presidenziale con l'effigie di A. Jackson.

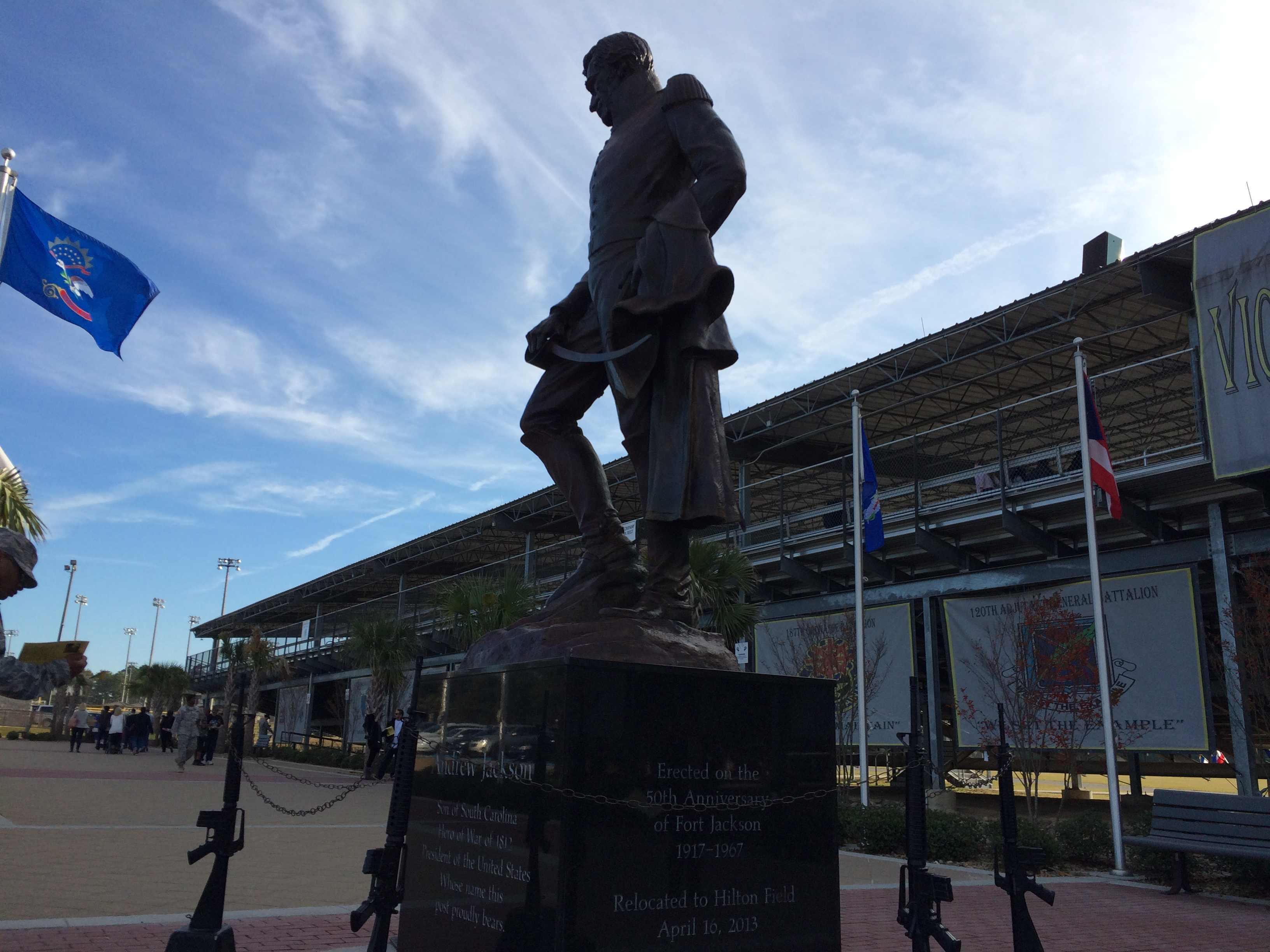
La statua del presidente a "Fort Jackson", nella Carolina del Sud.

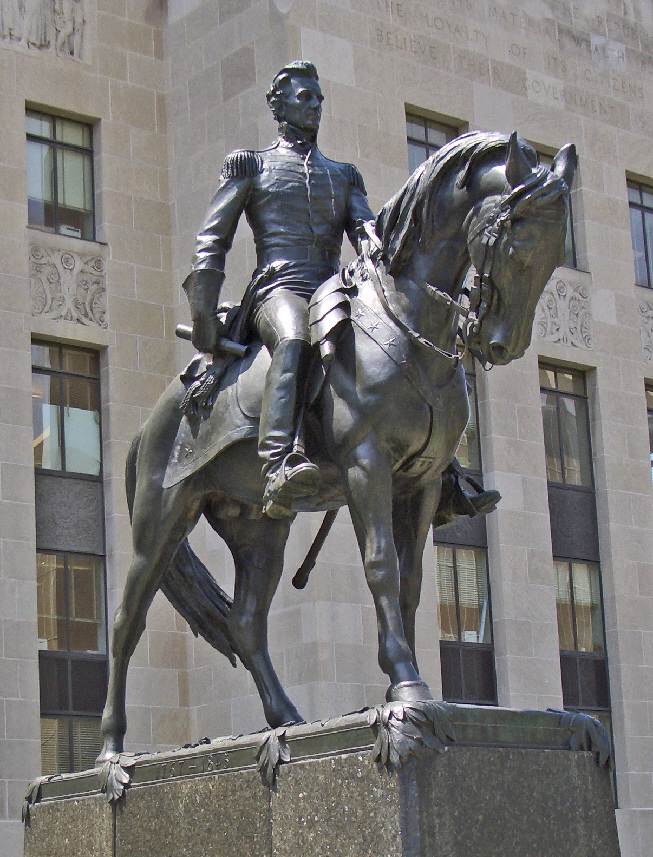
Una statua equestre del presidente a Kansas City (Missouri), commissionata dalla presidenza di Harry Truman.

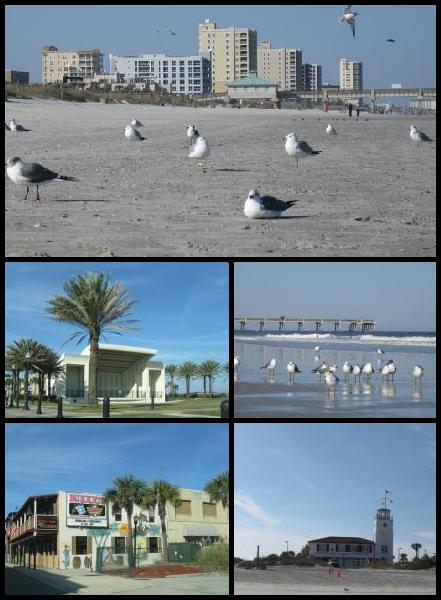
Immagini di Jacksonville Beach, nella Florida.

### Biografie
- Hendrik Booraem, Young Hickory: The Making of Andrew Jackson, Lanham, MD, Taylor Trade Publishing, 2001, ISBN 0-87833-263-4.; 344 pages; coverage to age 21
- H. W. Brands, Andrew Jackson: His Life and Times, New York, Knopf Doubleday Publishing Group, 2005, ISBN 1-4000-3072-2.
- Donald B. Cole, The Presidency of Andrew Jackson, University Press of Kansas, 1993, ISBN 0-7006-0600-9.
- Amos Kendall, Life of Andrew Jackson: Private, Military, and Civil, New York, Harper & Brothers, 1843.
- Jon Meacham, American Lion: Andrew Jackson in the White House, New York, Random House Publishing Group, 2008, ISBN 0-8129-7346-1.
- James Parton, Life of Andrew Jackson, Volume 1, New York, Mason Brothers, 1860a.
- James Parton, Life of Andrew Jackson, Volume 3, New York, Mason Brothers, 1860b.
- Robert V. Remini, Andrew Jackson and the Course of American Empire, 1767–1821, New York, Harper & Row Publishers, Inc., 1977, ISBN 0-8018-5912-3.
- Robert V. Remini, Andrew Jackson and the Course of American Freedom, 1822–1832, New York, Harper & Row Publishers, Inc., 1981, ISBN 978-0-8018-5913-7.
- Robert V. Remini, Andrew Jackson and the Course of American Democracy, 1833–1845, New York, Harper & Row Publishers, Inc., 1984, ISBN 0-8018-5913-1.
- Robert V. Remini, The Life of Andrew Jackson, New York, Harper & Row Publishers, Inc., 1988, ISBN 0-06-180788-5. Abridgment of Remini's 3-volume biography.
- William Joseph Snelling, A Brief and Impartial History of the Life and Actions of Andrew Jackson, Boston, Stimpson & Clapp, 1831.
- Sean Wilentz, Andrew Jackson, New York, Henry Holt and Company, 2005, ISBN 0-8050-6925-9.

### Studi specialistici
- Henry Adams, History of the United States of America During the Administrations of James Madison, New York, Library Classics of the United States, 1986  [1891], ISBN 0-940450-35-6.
- Henry Adams, The Life of Albert Gallatin, Philadelphia, J. B. Lippincott & Co., 1879.
- Christopher G. Bates, The Early Republic and Antebellum America: An Encyclopedia of Social, Political, Cultural, and Economic History, New York, Routledge, 2015, ISBN 978-1-317-45740-4.
- Ronald A. Berutti, The Cherokee Cases: The Fight to Save the Supreme Court and the Cherokee Indians, in American Indian Law Review, vol. 17, n. 1, 1992,  pp. 291-308, DOI:10.2307/20068726, JSTOR 20068726.
- Ernest Ludlow Bogart, The Economic History of the United States, London, UK, Longmans, Green, and Company, 1907.
- Paul F. Jr. Boller, Presidential Campaigns: From George Washington to George W. Bush, New York, Oxford University Press, 2004, ISBN 0-19-516716-3.
- Walter R. Borneman, Polk: The Man Who Transformed the Presidency and America, New York, Random House, 2008, ISBN 978-1-4000-6560-8.
- James Patrick Byrne, Philip Coleman e Jason Francis King, Ireland and the Americas: Culture, Politics, and History : a Multidisciplinary Encyclopedia, Santa Barbara, CA, ABC-CLIO, 2008.
- Mark R. Cheathem, Andrew Jackson, Slavery, and Historians, in History Compass, vol. 9, n. 4, 1º aprile 2011,  p. 326, DOI:10.1111/j.1478-0542.2011.00763.x, ISSN 1478-0542 (WC · ACNP).
- Cynthia Cumfer, Separate peoples, one land: The minds of Cherokees, Blacks, and Whites on the Tennessee frontier, Chapel Hill, NC, University of North Carolina Press, 2007, ISBN 978-0-8078-3151-9.
- Walter T. Durham, Before Tennessee: the Southwest Territory, 1790-1796: a narrative history of the Territory of the United States South of the River Ohio, Piney Flats, TN, Rocky Mount Historical Association, 1990, ISBN 0-9678307-1-0.
- Clement Eaton, Mob Violence in the Old South, in The Mississippi Valley Historical Review, vol. 29, n. 3, 1942,  p. 351, DOI:10.2307/1897915, ISSN 0161-391X (WC · ACNP), JSTOR 1897915.
- Richard E. Ellis, Responses of the Presidents to Charges of Misconduct, a cura di C. Vann Woodward, New York, Delacorte Press, 1974,  pp. 61-68, ISBN 0-440-05923-2.
- Henry Gannett, The Origin of Certain Place Names in the United States, Washington, D.C., Myron E. Sharpe, Inc., 1905 (archiviato il 4 maggio 2016).
- Tim Allen Garrison, The Legal Ideology of Removal: The Southern Judiciary and the Sovereignty of Native American Nations, Athens, GA, University of Georgia Press, 2002, ISBN 0-8203-3417-0.
- Harold I. Gullan, First fathers: the men who inspired our Presidents, Hoboken, NJ, John Wiley & Sons, 2004, ISBN 0-471-46597-6.
- Daniel Walker Howe, What Hath God Wrought: the Transformation of America, 1815–1848, Oxford, NY, Oxford University Press, 2007.
- Elmer Martin Jackson, Keeping the lamp of remembrance lighted: a genealogical narrative with pictures and charts about the Jacksons and their allied families, Hagerstown, MD, Hagerstown Bookbinding and Printing Co., 1985.
- Gloria Jahoda, The Trail of Tears: The Story of the American Indian Removals 1813–1855, New York, Holt, Rinehart and Winston, 1975, ISBN 0-03-014871-5.
- Kathleen Kennedy e Sharon Rena Ullman, Sexual Borderlands: Constructing an American Sexual Past, Columbus, OH, Ohio State University Press, 2003, ISBN 978-0-8142-0927-1 (archiviato il 7 aprile 2015).
- Tom Lansford e Thomas E. Woods (a cura di), Exploring American History: From Colonial Times to 1877, vol. 10, New York, Marshall Cavendish, 2008,  p. 1046, ISBN 978-0-7614-7758-7.
- Richard B. Latner, Andrew Jackson, in Henry Graff (a cura di), The Presidents: A Reference History, 3ª ed., New York, Charles Scribner's Sons, 2002, ISBN 978-0-684-31226-2, OCLC 49029341.
- Michael A. Leeden, Tocqueville on American Character, New York, Macmillan, 2001, ISBN 0-312-25231-5. URL consultato il 15 gennaio 2014.
- J. D. Lewis, NC Patriots 1775–1783: Their Own Words, 1 – The NC Continental Line, Little River, SC, J.D. Lewis, 2012,  pp. 193-94, ISBN 978-1-4675-4808-3.
- John F. Marszalek, The Petticoat Affair: Manners, Mutiny, and Sex in Andrew Jackson's White House, Baton Rouge, LA, LSU Press, 2000  [1997], ISBN 0-8071-2634-9.
- François-Xavier Martin, The History of Louisiana, from the Earliest Period, Vol. 2, New Orleans, LA, A.T. Penniman & Co., 1829.
- William J. Mills, Exploring Polar Frontiers: A Historical Encyclopedia, vol. 1, Santa Barbara, CA, ABC-CLIO, Inc., 2003, ISBN 1-57607-422-6.
- Allan Nevins, Henry Steele Commanger e Jeffrey Morris, A Pocket History of the United States, New York, Simon & Schuster, 1992  [1941].
- John Niven, John C. Calhoun and the Price of Union: A Biography, Baton Rouge, LA, LSU Press, 1988, ISBN 978-0-8071-1858-0.
- Robert A. Nowlan, The American Presidents, Washington to Tyler, Jefferson, NC, McFarland Publishing, 2012, ISBN 978-0-7864-6336-7.
- Frederic Austin Ogg, The Reign of Andrew Jackson; Vol. 20, Chronicles of America Series, New Haven, CT, Yale University Press, 1919.
- James Stuart Olson, Encyclopedia of the Industrial Revolution in America, a cura di Robert L. Shadle, Westport, CT, Greenwood Press, 2002, ISBN 0-313-30830-6.
- Lu Ann Paletta e Fred L. Worth, The World Almanac of Presidential Facts, New York, NY, World Almanac Books, 1988, ISBN 0-345-34888-5.
- Francis Paul Prucha, Andrew Jackson's Indian policy: a reassessment, in Journal of American History, vol. 56, n. 3, 1969,  pp. 527-539, DOI:10.2307/1904204 (archiviato dall'url originale il 3 marzo 2016).
- W.J. Rorabaugh, Donald T. Critchlow e Paula C. Baker, America's Promise: A Concise History of the United States[collegamento interrotto], Lanham, MD, Rowman & Littlefield, 2004, ISBN 0-7425-1189-8.
- Robert Allen Rutland, The Democrats: From Jefferson to Clinton, Columbia, MO, University of Missouri Press, 1995, ISBN 0-8262-1034-1.
- Larry Sabato e Karen O'Connor, American Government: Continuity and Change, New York, Pearson Longman, 2002, ISBN 978-0-321-31711-7.
- Bernard Schwartz, A History of the Supreme Court, New York, Oxford University Press, 1993.
- Matthew Warshauer, Andrew Jackson and the Politics of Martial Law, Knoxville, TN, University of Tennessee Press, 2006.
- Sean Wilentz, The Rise of American Democracy: Jefferson to Lincoln, New York, W.W. Norton & Company, Inc., 2006, ISBN 0-393-05820-4.
- Howard Zinn, 7: As Long As Grass Grows or Water Runs, in A People's History of the United States, Abingdon-on-Thames, UK, Routledge Taylor and Francis Group, 1980.

### Storiografia
- Sean Patrick Adams (a cura di), A Companion to the Era of Andrew Jackson, Hoboken, New Jersey, John Wiley & Sons, 2013.
- James C. Curtis, Andrew Jackson and the Search for Vindication, Boston, Little, Brown and Co., 1976.
- Charles Grier Jr. Sellers, Andrew Jackson versus the Historians, in Mississippi Valley Historical Review, vol. 44, n. 4, 1958.

### Fonti primarie
- Andrew Jackson, The Correspondence of Andrew Jackson, a cura di John Spencer Bassett e J. Franklin Jameson, vol. 5, Washington, D.C., Carnegie Institute of Washington, 1926. 7 volumes total.
- The Papers of Andrew Jackson Edited first by Sam B. Smith and Harriet Chappell Owsley, and now by Dan Feller, Sam B. Smith, Harriet Fason Chappell Owsley, and Harold D. Moser. (9 vols. 1980 to date, U of Tennessee)  online..
  - Searchable digital edition  online.
- Richardson, James D. ed. A Compilation of the Messages and Papers of the Presidents (1897), reprints his major messages and reports.
- Library of Congress. "Andrew Jackson Papers", a digital archive that provides direct access to the manuscript images of many of the Jackson documents.  online.